# Championnat du monde de Formule 1 2011
Navigation
2010 2012
Le championnat du monde de Formule 1 2011, 62e édition du championnat du monde des pilotes, est remporté par Sebastian Vettel et par son écurie Red Bull Racing-Renault.
Ce championnat est entièrement dominé par Sebastian Vettel au volant de la RB7 conçue par Adrian Newey. De sa victoire lors de la course inaugurale à Melbourne à son onzième succès de la saison lors du premier Grand Prix d'Inde de l'histoire, il est en tête du classement de bout en bout, réalisant quinze pole positions, nouveau record sur une saison.
Vettel est sacré à quatre courses du terme, lors du Grand Prix du Japon qu'il termine à la troisième place, devenant à 24 ans et 98 jours le plus jeune double champion du monde de la discipline. Avec l'aide de Mark Webber (une victoire, dix podiums), Red Bull Racing conserve son titre des constructeurs.
Seule écurie à tirer son épingle du jeu, McLaren-Mercedes termine deuxième du championnat des constructeurs. Jenson Button grâce à trois victoires et douze podiums, est le dauphin de Vettel au classement des pilotes, à 122 points.

## Repères de début de saison

### Pilotes
- Fernando Alonso, Jenson Button, Lewis Hamilton, Michael Schumacher et Sebastian Vettel sont les cinq champions du monde en activité[1],[2].
- Rubens Barrichello, avec 304 départs en Grands Prix à l'entame de la saison est le pilote engagé en 2011 ayant le plus d'expérience devant Michael Schumacher (268 départs), Jarno Trulli (234 départs) et Jenson Button (189 départs)[3],[2].
- Michael Schumacher est le pilote engagé en 2011 totalisant le plus de points (1 441 points), devant Fernando Alonso (829 points), Rubens Barrichello (654 points), Jenson Button (541 points) et Lewis Hamilton (496 points)[4],[2].
- 10 pilotes engagés en 2011 ont déjà remporté au moins un Grand Prix : Michael Schumacher (91 victoires), Fernando Alonso (26 victoires), Lewis Hamilton (14 victoires), Felipe Massa et Rubens Barrichello (11 victoires), Sebastian Vettel (10 victoires), Jenson Button (9 victoires), Mark Webber (6 victoires), Jarno Trulli et Heikki Kovalainen (1 victoire)[5],[2].

Débuts en tant que pilote-titulaire de :
- Sergio Pérez chez Sauber[6].
- Pastor Maldonado chez Williams F1 Team[7].
- Jérôme d'Ambrosio chez Marussia Virgin Racing[8].
- Paul di Resta chez Force India[9]
- Daniel Ricciardo chez Hispania Racing F1 Team à partir du Grand Prix de Grande-Bretagne[10].

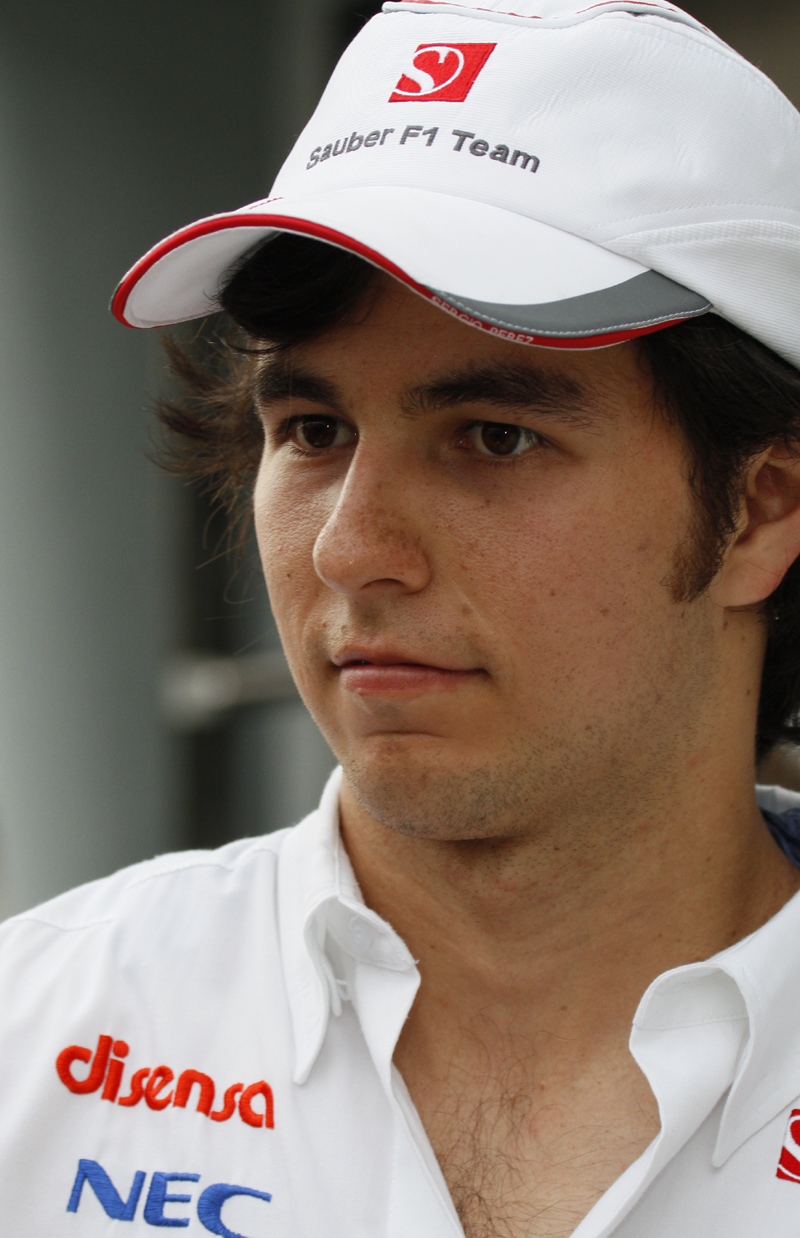
Sergio Pérez
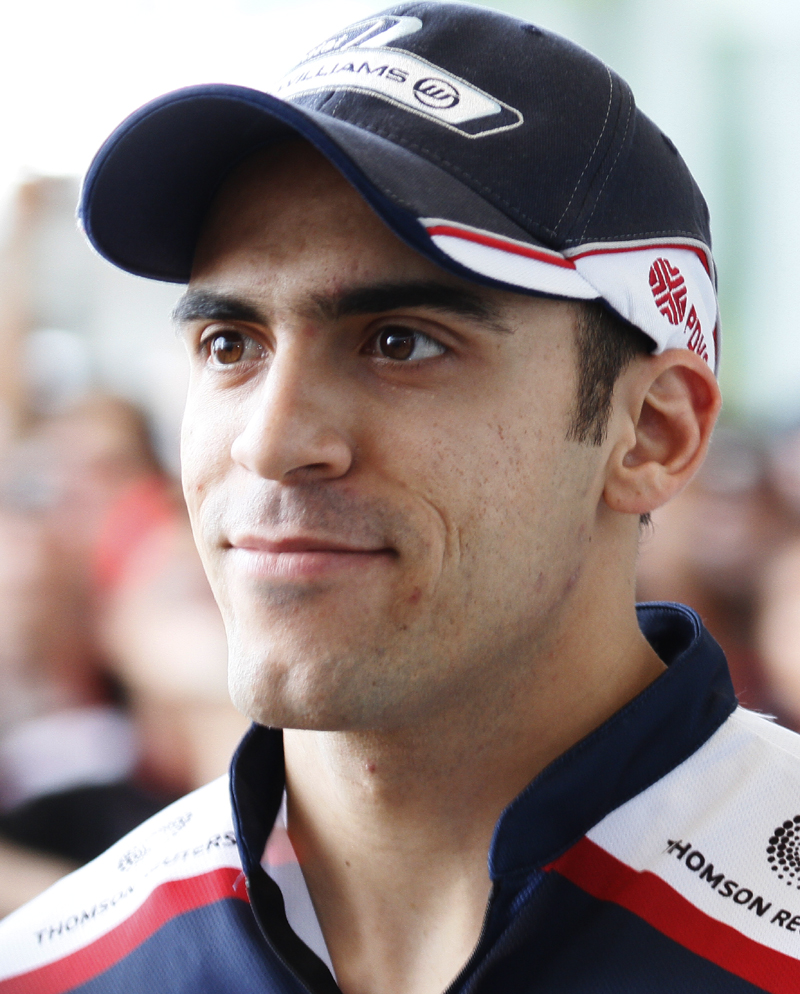
Pastor Maldonado
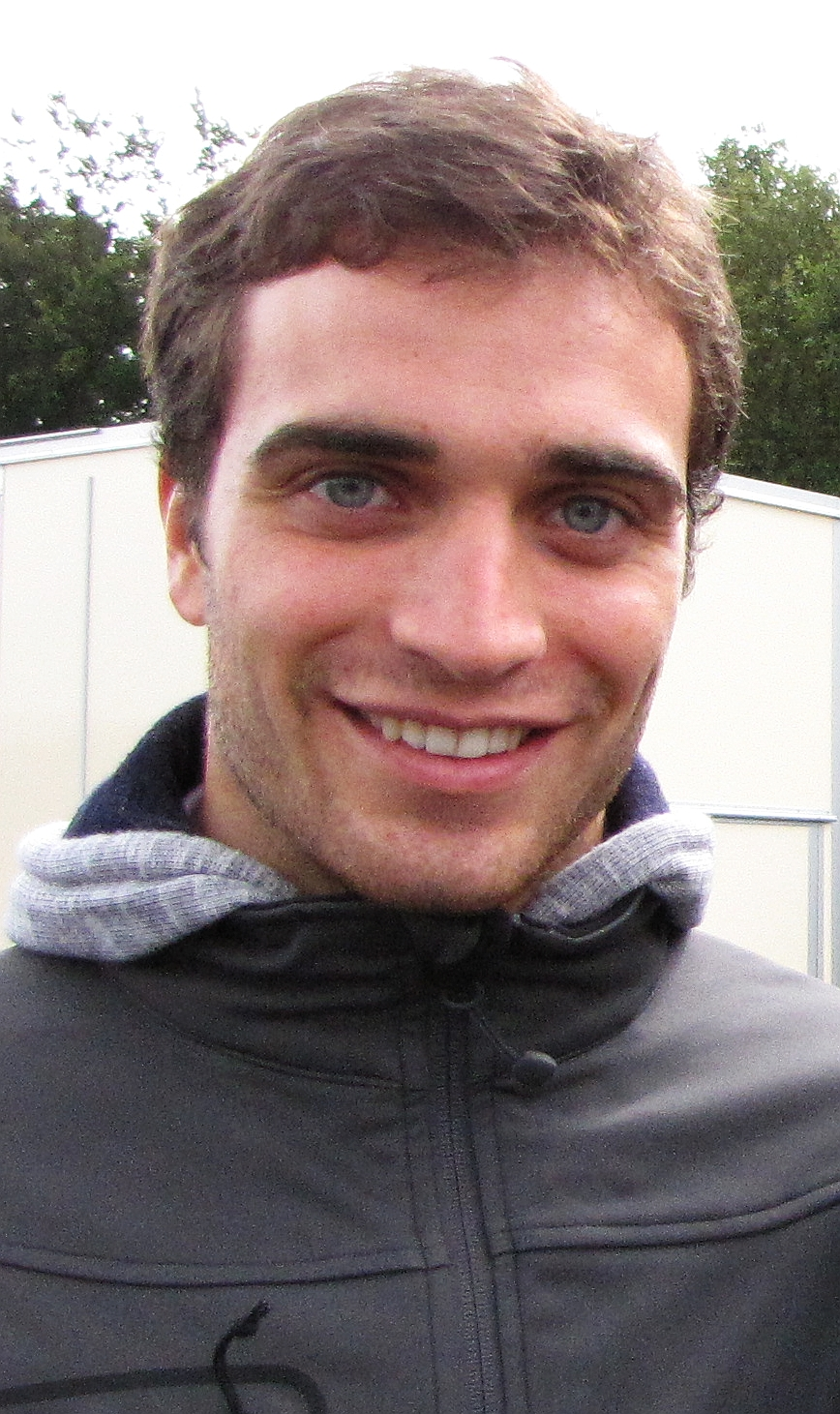
Jérôme d'Ambrosio
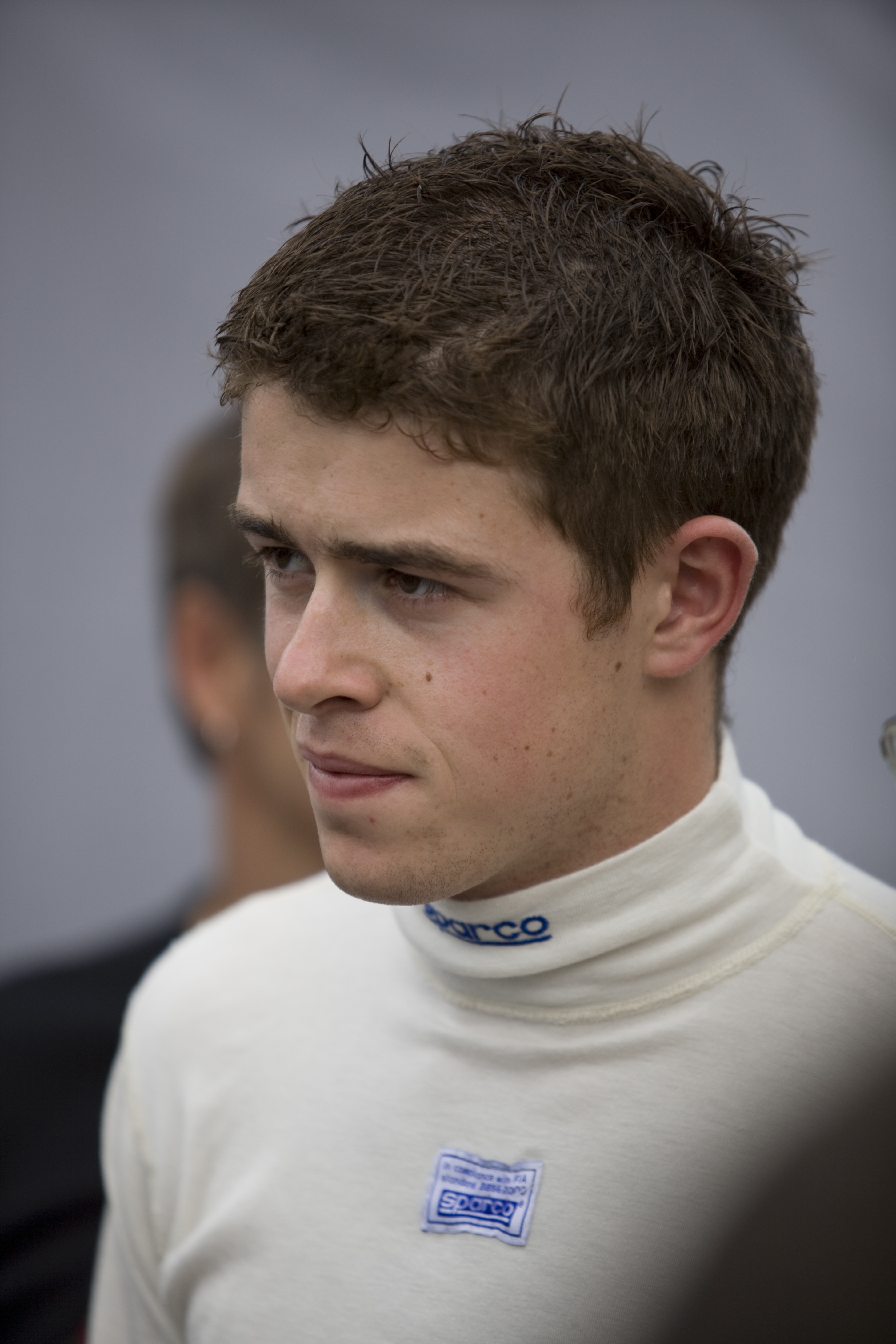
Paul di Resta
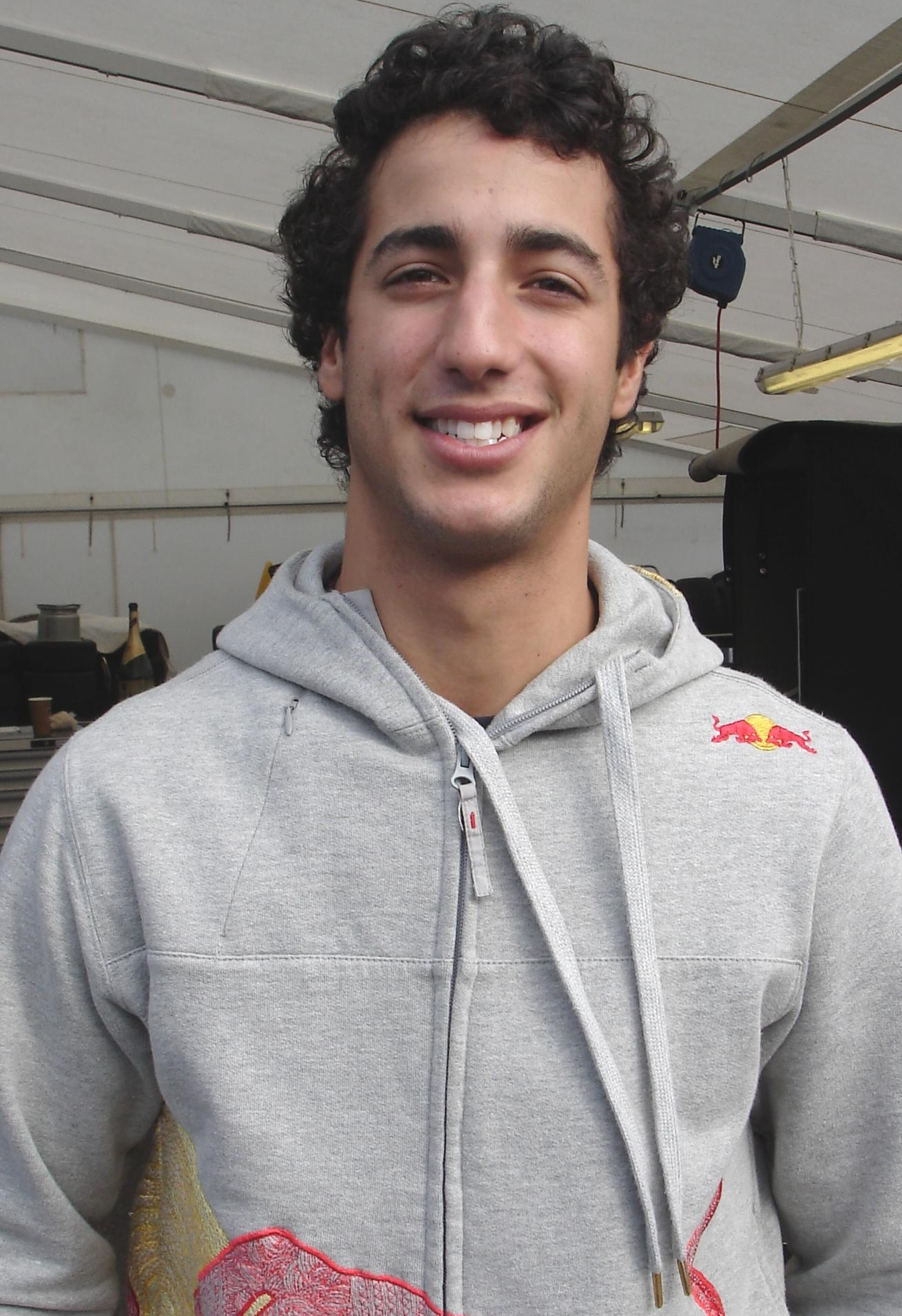
Daniel Ricciardo

Débuts en tant que pilote-essayeur :
- Jules Bianchi chez Ferrari[11].
- Esteban Gutiérrez chez Sauber[12]
- Daniel Ricciardo chez Scuderia Toro Rosso[13].
- Jean-Éric Vergne chez Scuderia Toro Rosso[14]
- Luiz Razia chez Team Lotus[15].
- Ricardo Teixeira chez Team Lotus[16].
- Davide Valsecchi chez Team Lotus[16].
- Adrian Quaife-Hobbs chez Marussia Virgin Racing[17].
- Robert Wickens chez Marussia Virgin Racing[18].

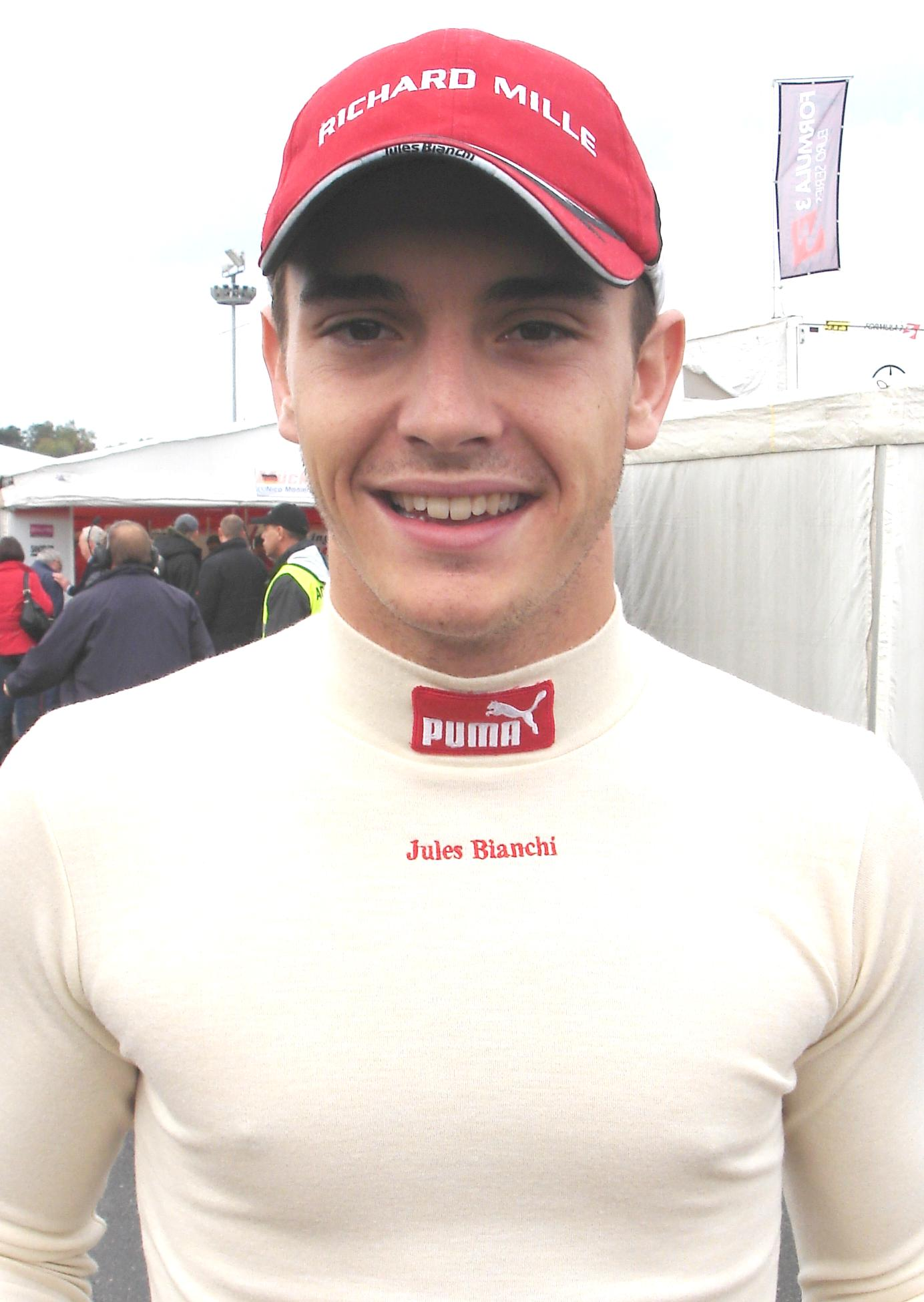
Jules Bianchi
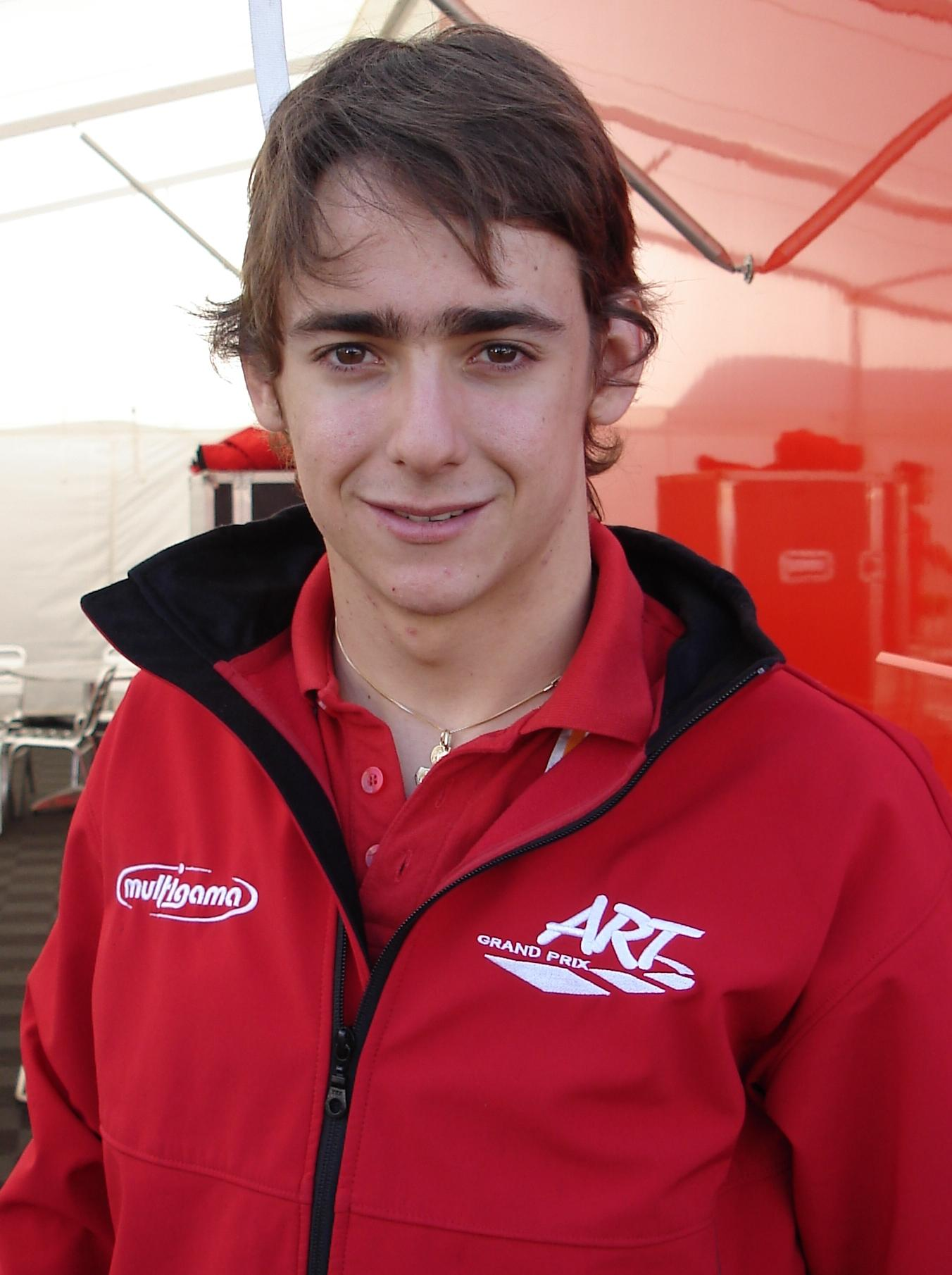
Esteban Gutiérrez
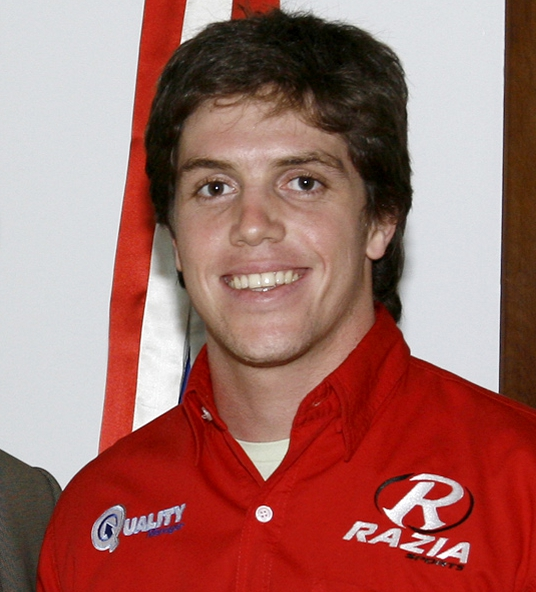
Luiz Razia
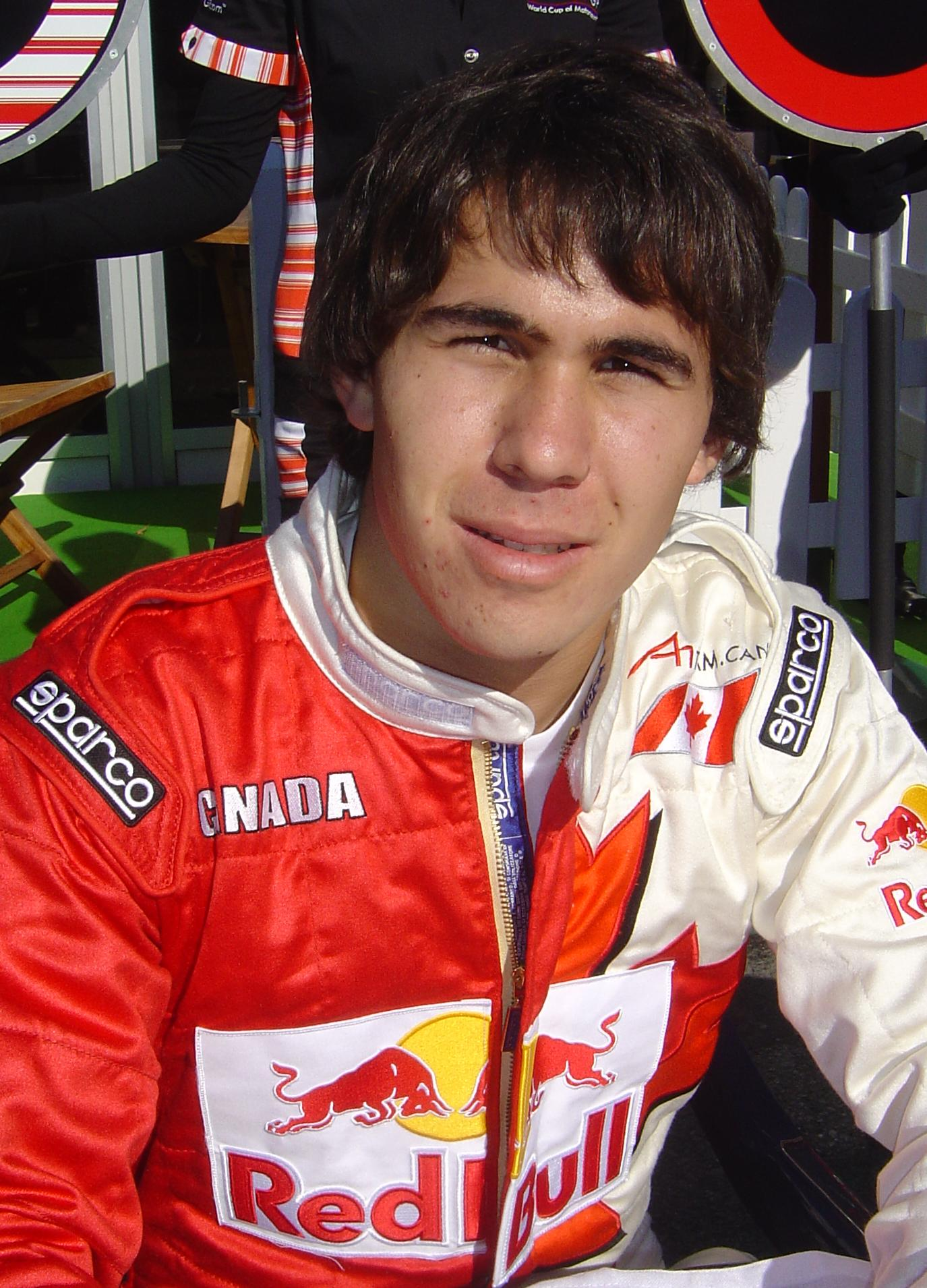
Robert Wickens

Forfait :
- Robert Kubica est victime d'un grave accident au rallye Ronde di Andora près de Gênes en Italie le 6 février 2011. Éric Boullier, le directeur de Lotus Renault GP, confirme l’indisponibilité du pilote pour, au minimum, les deux premiers mois de la saison et qu’il ne pourrait pas conduire au moins jusqu'au mois de mai, avant le Grand Prix d’Espagne[19].

Transferts :
- Nick Heidfeld, sans volant après cinq courses pour BMW Sauber en 2010, rejoint Lotus Renault GP pour remplacer Robert Kubica, indisponible à la suite d'un accident en rallye[20].
- Vitantonio Liuzzi, dont le contrat a été rompu par Force India à l'issue de la saison 2010, rejoint Hispania Racing F1 Team[21].

Départs :
- Sakon Yamamoto, (21 GP, aucun point en 2010), non reconduit par Hispania Racing F1 Team à l'issue de la saison 2010, devient pilote de réserve pour Marussia Virgin Racing pour trois courses[22].
- Nico Hülkenberg, (19 GP, 22 points et 1 pole position en 2010), non reconduit par Williams F1 Team à l'issue de la saison 2010, devient pilote d'essai pour Force India[23].
- Bruno Senna, (18 GP, aucun point en 2010), non reconduit par Hispania Racing F1 Team à l'issue de la saison 2010, devient pilote d'essai pour Lotus Renault GP[24].
- Karun Chandhok, (10 GP, aucun point en 2010), non reconduit par Hispania Racing F1 Team à l'issue de la saison 2010, devient pilote de réserve pour Team Lotus[25].

Retours :
- Narain Karthikeyan (19 GP et 5 points inscrit en 2005 chez Jordan Grand Prix) fait son retour en tant que pilote-titulaire chez Hispania Racing Team[26].

Départs en cours de saison :
- Narain Karthikeyan (19 GP et 5 points inscrit en 2005 chez Jordan Grand Prix) pilote-titulaire chez Hispania Racing F1 Team est remplacé par Daniel Ricciardo à l'issue du Grand Prix d'Europe[27].
- Nick Heidfeld, pilote-titulaire chez Renault F1 Team est remplacé par Bruno Senna à partir du Grand Prix de Belgique[28].

Retours en cours de saison :
- Pedro de la Rosa (85 GP et 35 points inscrit entre 1999 et 2010) remplace Sergio Pérez à l'issue de la première séance d'essais libres du Grand Prix automobile du Canada, le pilote mexicain n'étant pas totalement remis de son accident au Grand Prix de Monaco[29],[30],[31].
- Karun Chandhok (10 GP en 2010 chez Hispania Racing F1 Team) fait son retour en tant que pilote-titulaire chez Team Lotus à l'occasion du Grand Prix d'Allemagne où il remplace Jarno Trulli[32].
- Bruno Senna (18 GP en 2010 chez Hispania Racing F1 Team) fait son retour en tant que pilote-titulaire chez Lotus Renault GP à partir du GP de Belgique où il remplace Nick Heidfeld[28],[33].

### Écuries
- Renault F1 Team prend le nom de Lotus Renault GP dans le cadre d'une alliance entre Genii Capital et Group Lotus plc. Ce partenariat a été rendu possible grâce à Renault qui a vendu ses parts restantes dans l’écurie à Genii Capital et au soutien de Proton, maison mère du Group Lotus plc[34]. Renault maintient son soutien à son ancienne écurie en tant que fournisseur de moteurs[35] et continuera à donner son nom au châssis, Lotus n'apparaissant qu'en tant que sponsor titre. Group Lotus plc n'envisage pas à court terme de prendre le contrôle total de l'écurie[36]. Le 13 janvier 2011, à l'occasion du salon de Birmingham où Lotus Renault GP présente ses nouvelles couleurs, Éric Boullier annonce que l’équipe passe d’une licence française à une licence anglaise[37].
- Lotus Racing est désormais engagée sous le nom Team Lotus.
- Peter Sauber a reçu, le 23 juin 2010, l'autorisation de la FIA de rebaptiser en 2011 son écurie Sauber F1 Team[38],[39].
- Le constructeur russe Marussia Motors prend une participation d'environ 40 % du capital de Virgin Racing. L'écurie est engagée en championnat du monde sous licence russe et sous la dénomination Marussia Virgin Racing[40],[41].

### Grands Prix
- Le calendrier 2011 comporte 20 épreuves[42]. Toutefois, le Grand Prix de Bahreïn, manche inaugurale de la saison qui devait se dérouler le 13 mars 2011 est, dans un premier temps, annulé le 21 février 2011 en raison de la vague de contestation sociale et politique débutée en février 2011[43],[44] avant d'être, le 3 juin 2011, reporté au 30 octobre[45],[46] à la place du Grand Prix d'Inde. La réintroduction de l'épreuve suscite le mécontentement de nombreux pilotes et dirigeants d'écuries ne voyant pas d'un bon œil l'organisation d'un Grand Prix dans un pays en proie à une crise politique[47]. En réaction, Jean Todt, président de la FIA[48] et Bernie Ecclestone[49] envisagent alors d'annuler l'épreuve. Finalement, le 10 juin, les organisateurs du Grand Prix de Bahreïn annoncent qu'ils renoncent à organiser l'épreuve[50].
- Le Grand Prix d'Inde programmé le 30 octobre sous réserve d'homologation de la FIA[51] et, dans un premier temps, remplacé à cette date par le Grand Prix de Barheïn[46], reprend finalement sa date initiale avec l'annulation de ce dernier.
- Le Grand Prix d'Allemagne retourne au Nürburgring.

## Réglementation

### Règlement sportif: les nouveautés
- La clause du règlement sportif visant à interdire les consignes d'équipe est abrogée.
- Si un pilote ne parvient pas à utiliser les deux spécifications de pneus pour temps sec pendant une course courue en conditions sèches, il sera exclu des résultats. Si une course sur le sec est suspendue et ne peut pas être relancée, un pilote qui n'a pas utilisé les deux spécifications sera pénalisé de 30 secondes ajoutées à son temps de course.
- Pendant la phase de qualification, et hors circonstance exceptionnelle déterminée par les commissaires de course, tout pilote qui ne parvient pas à boucler son meilleur tour en moins de 107 % du temps le plus rapide de la séance Q1 ne sera pas autorisé à prendre le départ.
- Les commissaires de course ont maintenant le pouvoir d'imposer un plus large éventail de sanctions en cas de transgression des règles. Ils peuvent distribuer des pénalités de temps, ont le droit d'exclure des pilotes de la feuille de résultats ou de les suspendre pour les Grands Prix à venir.

### Règlement technique: les nouveautés
- Le système de double diffuseur est désormais interdit.
- Tout système de réglage de l'aileron avant à partir du cockpit est désormais interdit.
- Tout système qui implique une action manuelle du pilote comme un moyen de modifier les caractéristiques aérodynamiques de la voiture est interdite : le système « F-duct » est donc directement soumis à cette interdiction.
- En vertu des nouveaux règlements concernant les éléments de carrosserie mobiles, l'angle d'incidence de l'aileron arrière peut être modifié dans une plage définie. L'utilisation du système, appelé Drag Reduction System (DRS), est limitée électroniquement. L'aileron ajustable peut être utilisé à tout moment lors des séances d'essais et de qualification mais, pendant la course, ne peut être activé que lorsque le conducteur est à moins d'une seconde d'une autre voiture à certains points prédéterminé du circuit. Le système est automatiquement désactivé dès que le pilote freine. Ce système n'est pas obligatoire.
- Le SREC, apparu en 2009 et abandonné par l'ensemble des écuries en 2010, est réintroduit en 2011, mais n'est pas obligatoire.
- Le poids minimum des monoplaces est relevé de 20 kg et passe donc à 640 kg, de manière à ne plus pénaliser les constructeurs ayant choisi d'utiliser le SREC.
- Le poids appliqué sur les roues avant et arrière ne doit pas être inférieur, respectivement, à 291 kg et 342 kg au cours de la séance d'essais qualificatifs. Si une voiture n'est pas déjà équipée de pneus pour temps sec lors de la mesure de cette répartition des masses, le délégué technique de la FIA choisira un ensemble de pneus pour temps sec pour effectuer la pesée.
- Le système de retention des roues est modifié pour renforcer la sécurité : un second système d'attache est rendu obligatoire pour chaque roue. Les deux sangles doivent être insérées dans des bras de suspension distincts.
- Le quota de pneus est réduit avec onze trains de pneus pour temps sec au lieu de quatorze trains par pilote et par week-end de course. Les pilotes reçoivent trois séries (deux principales, l'une en option) à utiliser dans chaque session de qualifications et doivent retourner un jeu après chaque session. Huit autres séries sont alors à leur disposition pour le reste du week-end, même si un train de chaque spécification doit être remis avant les qualifications.
- Le manufacturier de pneumatiques italien Pirelli devient l'unique fournisseur de pneus en Formule 1[52] à la suite du retrait du manufacturier japonais Bridgestone à l'issue de la saison 2010. Un nouveau code de couleurs est utilisé pour distinguer les pneus de Formule 1. Six couleurs seront utilisées pour le marquage des logos « Pirelli PZero » sur les flancs des pneus. Pour les pneus pluie, la couleur sera orange et les intermédiaires bleu clair. pour le sec, les gommes super-tendres seront rouge, les tendres jaune, les mediums blanc et les durs argenté[53].
- La boîte de vitesses doit désormais pouvoir tenir pendant cinq week-end de course au lieu de quatre. Un changement de boîte avant ces cinq courses induit une pénalité de cinq places sur la grille de départ du Grand Prix.
- Un « couvre-feu » est instauré concernant le personnel des équipes extérieur à l'exploitation des voitures. Les membres des écuries ne seront pas autorisés à entrer sur le circuit entre minuit et 6 heures du matin lorsque les essais doivent débuter à 10 heures, ou entre 1 heure et 7 heures quand les essais commencent à 11 heures. Chaque équipe est autorisée à quatre exceptions individuelles à cette règle au cours de la saison.

## Pilotes et monoplaces
| Écurie                                       | Constructeur  | Châssis     | Moteur        | Pneus | no | Pilotes                              | Pilotes d'essais, de réserve ou de développement                 |
| -------------------------------------------- | ------------- | ----------- | ------------- | ----- | -- | ------------------------------------ | ---------------------------------------------------------------- |
| Red Bull Racing                              | Red Bull      | RB7         | Renault       | P     | 1  | Sebastian Vettel                     | Neel Jani                                                        |
| Red Bull Racing                              | Red Bull      | RB7         | Renault       | P     | 2  | Mark Webber                          | Neel Jani                                                        |
| Vodafone McLaren Mercedes                    | McLaren       | MP4-26      | Mercedes-Benz | P     | 3  | Lewis Hamilton                       | Gary Paffett Pedro de la Rosa                                    |
| Vodafone McLaren Mercedes                    | McLaren       | MP4-26      | Mercedes-Benz | P     | 4  | Jenson Button                        | Gary Paffett Pedro de la Rosa                                    |
| Scuderia Ferrari Marlboro Scuderia Ferrari   | Ferrari       | 150° Italia | Ferrari       | P     | 5  | Fernando Alonso                      | Jules Bianchi Giancarlo Fisichella Marc Gené                     |
| Scuderia Ferrari Marlboro Scuderia Ferrari   | Ferrari       | 150° Italia | Ferrari       | P     | 6  | Felipe Massa                         | Jules Bianchi Giancarlo Fisichella Marc Gené                     |
| Mercedes GP Petronas F1 Team                 | Mercedes-Benz | MGP W02     | Mercedes-Benz | P     | 7  | Michael Schumacher                   |                                                                  |
| Mercedes GP Petronas F1 Team                 | Mercedes-Benz | MGP W02     | Mercedes-Benz | P     | 8  | Nico Rosberg                         |                                                                  |
| Lotus Renault GP                             | Renault       | R31         | Renault       | P     | 9  | Nick Heidfeld Bruno Senna            | Bruno Senna Romain Grosjean Fairuz Fauzy Jan Charouz Ho-Pin Tung |
| Lotus Renault GP                             | Renault       | R31         | Renault       | P     | 10 | Vitaly Petrov                        | Bruno Senna Romain Grosjean Fairuz Fauzy Jan Charouz Ho-Pin Tung |
| AT&T Williams                                | Williams      | FW33        | Cosworth      | P     | 11 | Rubens Barrichello                   | Valtteri Bottas                                                  |
| AT&T Williams                                | Williams      | FW33        | Cosworth      | P     | 12 | Pastor Maldonado                     | Valtteri Bottas                                                  |
| Force India F1 Team                          | Force India   | VJM04       | Mercedes-Benz | P     | 14 | Adrian Sutil                         | Nico Hülkenberg                                                  |
| Force India F1 Team                          | Force India   | VJM04       | Mercedes-Benz | P     | 15 | Paul di Resta                        | Nico Hülkenberg                                                  |
| Sauber F1 Team,                              | Sauber        | C30         | Ferrari       | P     | 16 | Kamui Kobayashi                      | Esteban Gutiérrez                                                |
| Sauber F1 Team,                              | Sauber        | C30         | Ferrari       | P     | 17 | Sergio Pérez Pedro de la Rosa        | Esteban Gutiérrez                                                |
| Scuderia Toro Rosso                          | Toro Rosso    | STR6        | Ferrari       | P     | 18 | Sébastien Buemi                      | Daniel Ricciardo Jean-Éric Vergne                                |
| Scuderia Toro Rosso                          | Toro Rosso    | STR6        | Ferrari       | P     | 19 | Jaime Alguersuari                    | Daniel Ricciardo Jean-Éric Vergne                                |
| Team Lotus                                   | Lotus         | T128        | Renault       | P     | 20 | Heikki Kovalainen                    | Luiz Razia Davide Valsecchi Ricardo Teixeira                     |
| Team Lotus                                   | Lotus         | T128        | Renault       | P     | 21 | Jarno Trulli Karun Chandhok          | Luiz Razia Davide Valsecchi Ricardo Teixeira                     |
| Hispania Racing F1 Team HRT Formula One Team | HRT           | F111        | Cosworth      | P     | 22 | Narain Karthikeyan Daniel Ricciardo  | Jan Charouz                                                      |
| Hispania Racing F1 Team HRT Formula One Team | HRT           | F111        | Cosworth      | P     | 23 | Vitantonio Liuzzi Narain Karthikeyan | Jan Charouz                                                      |
| Marussia Virgin Racing                       | Virgin        | MVR-02      | Cosworth      | P     | 24 | Timo Glock                           | Sakon Yamamoto Adrian Quaife-Hobbs Robert Wickens                |
| Marussia Virgin Racing                       | Virgin        | MVR-02      | Cosworth      | P     | 25 | Jérôme d'Ambrosio                    | Sakon Yamamoto Adrian Quaife-Hobbs Robert Wickens                |

## Grands Prix de la saison 2011
| no  | Date         | Grand Prix                    | Lieu              | Vainqueur        | Écurie           | Pole position    | Record du tour   | Résumé |
| --- | ------------ | ----------------------------- | ----------------- | ---------------- | ---------------- | ---------------- | ---------------- | ------ |
| 840 | 27 mars      | Grand Prix d'Australie        | Melbourne         | Sebastian Vettel | Red Bull-Renault | Sebastian Vettel | Felipe Massa     | Résumé |
| 841 | 10 avril     | Grand Prix de Malaisie        | Sepang            | Sebastian Vettel | Red Bull-Renault | Sebastian Vettel | Mark Webber      | Résumé |
| 842 | 17 avril     | Grand Prix de Chine           | Shanghai          | Lewis Hamilton   | McLaren-Mercedes | Sebastian Vettel | Mark Webber      | Résumé |
| 843 | 8 mai        | Grand Prix de Turquie         | Istanbul          | Sebastian Vettel | Red Bull-Renault | Sebastian Vettel | Mark Webber      | Résumé |
| 844 | 22 mai       | Grand Prix d'Espagne          | Barcelone         | Sebastian Vettel | Red Bull-Renault | Mark Webber      | Lewis Hamilton   | Résumé |
| 845 | 29 mai       | Grand Prix de Monaco          | Monaco            | Sebastian Vettel | Red Bull-Renault | Sebastian Vettel | Mark Webber      | Résumé |
| 846 | 12 juin      | Grand Prix du Canada          | Montréal          | Jenson Button    | McLaren-Mercedes | Sebastian Vettel | Jenson Button    | Résumé |
| 847 | 26 juin      | Grand Prix d'Europe           | Valence           | Sebastian Vettel | Red Bull-Renault | Sebastian Vettel | Sebastian Vettel | Résumé |
| 848 | 10 juillet   | Grand Prix de Grande-Bretagne | Silverstone       | Fernando Alonso  | Ferrari          | Mark Webber      | Fernando Alonso  | Résumé |
| 849 | 24 juillet   | Grand Prix d'Allemagne        | Nürburgring       | Lewis Hamilton   | McLaren-Mercedes | Mark Webber      | Lewis Hamilton   | Résumé |
| 850 | 31 juillet   | Grand Prix de Hongrie         | Budapest          | Jenson Button    | McLaren-Mercedes | Sebastian Vettel | Felipe Massa     | Résumé |
| 851 | 28 août      | Grand Prix de Belgique        | Spa-Francorchamps | Sebastian Vettel | Red Bull-Renault | Sebastian Vettel | Mark Webber      | Résumé |
| 852 | 11 septembre | Grand Prix d'Italie           | Monza             | Sebastian Vettel | Red Bull-Renault | Sebastian Vettel | Lewis Hamilton   | Résumé |
| 853 | 25 septembre | Grand Prix de Singapour       | Marina Bay        | Sebastian Vettel | Red Bull-Renault | Sebastian Vettel | Jenson Button    | Résumé |
| 854 | 9 octobre    | Grand Prix du Japon           | Suzuka            | Jenson Button    | McLaren-Mercedes | Sebastian Vettel | Jenson Button    | Résumé |
| 855 | 16 octobre   | Grand Prix de Corée du Sud    | Yeongam           | Sebastian Vettel | Red Bull-Renault | Lewis Hamilton   | Sebastian Vettel | Résumé |
| 856 | 30 octobre   | Grand Prix d'Inde             | New Delhi         | Sebastian Vettel | Red Bull-Renault | Sebastian Vettel | Sebastian Vettel | Résumé |
| 857 | 13 novembre  | Grand Prix d'Abou Dabi        | Yas Marina        | Lewis Hamilton   | McLaren-Mercedes | Sebastian Vettel | Mark Webber      | Résumé |
| 858 | 27 novembre  | Grand Prix du Brésil          | Sao Paulo         | Mark Webber      | Red Bull-Renault | Sebastian Vettel | Mark Webber      | Résumé |

## Déroulement de la saison et faits marquants du championnat

### Grand Prix d'Australie

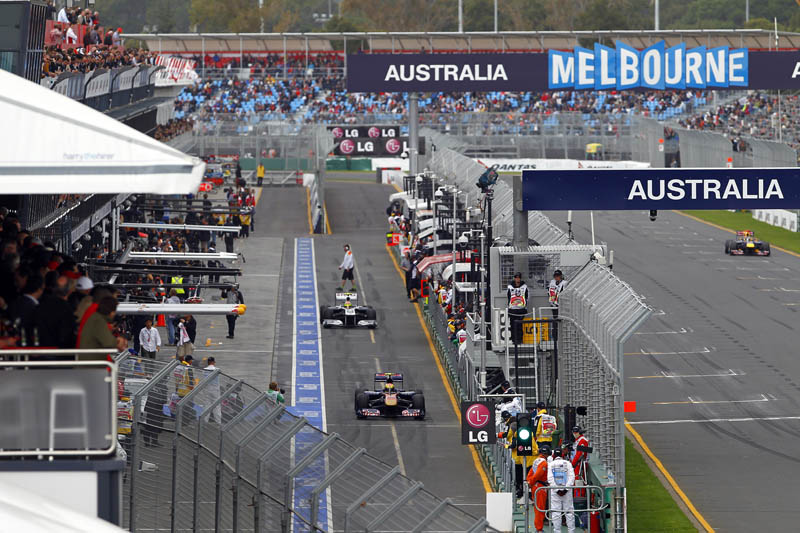
La ligne des stands du circuit de l'Albert Park.

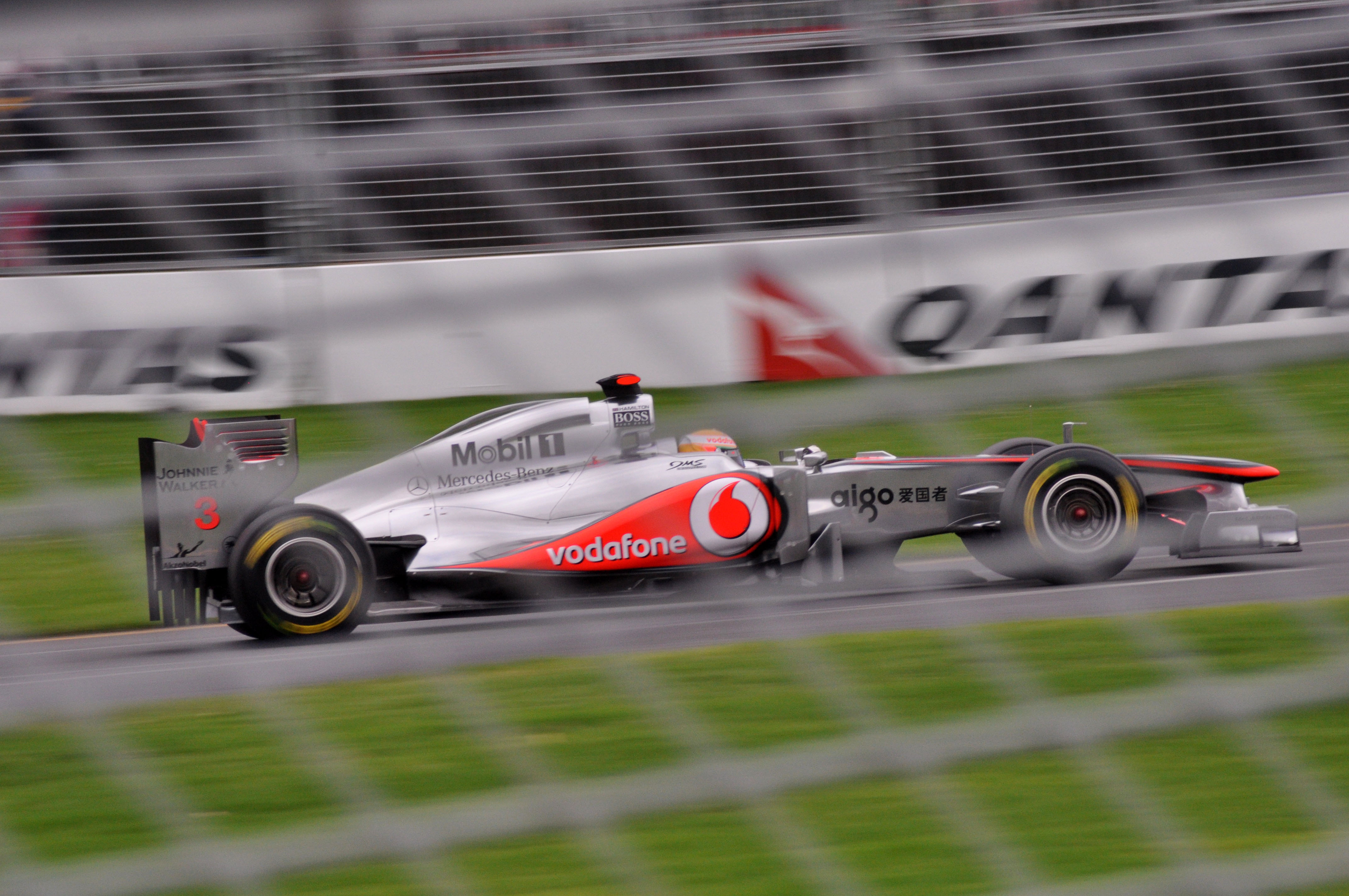
Lewis Hamilton, termine second du Grand Prix.

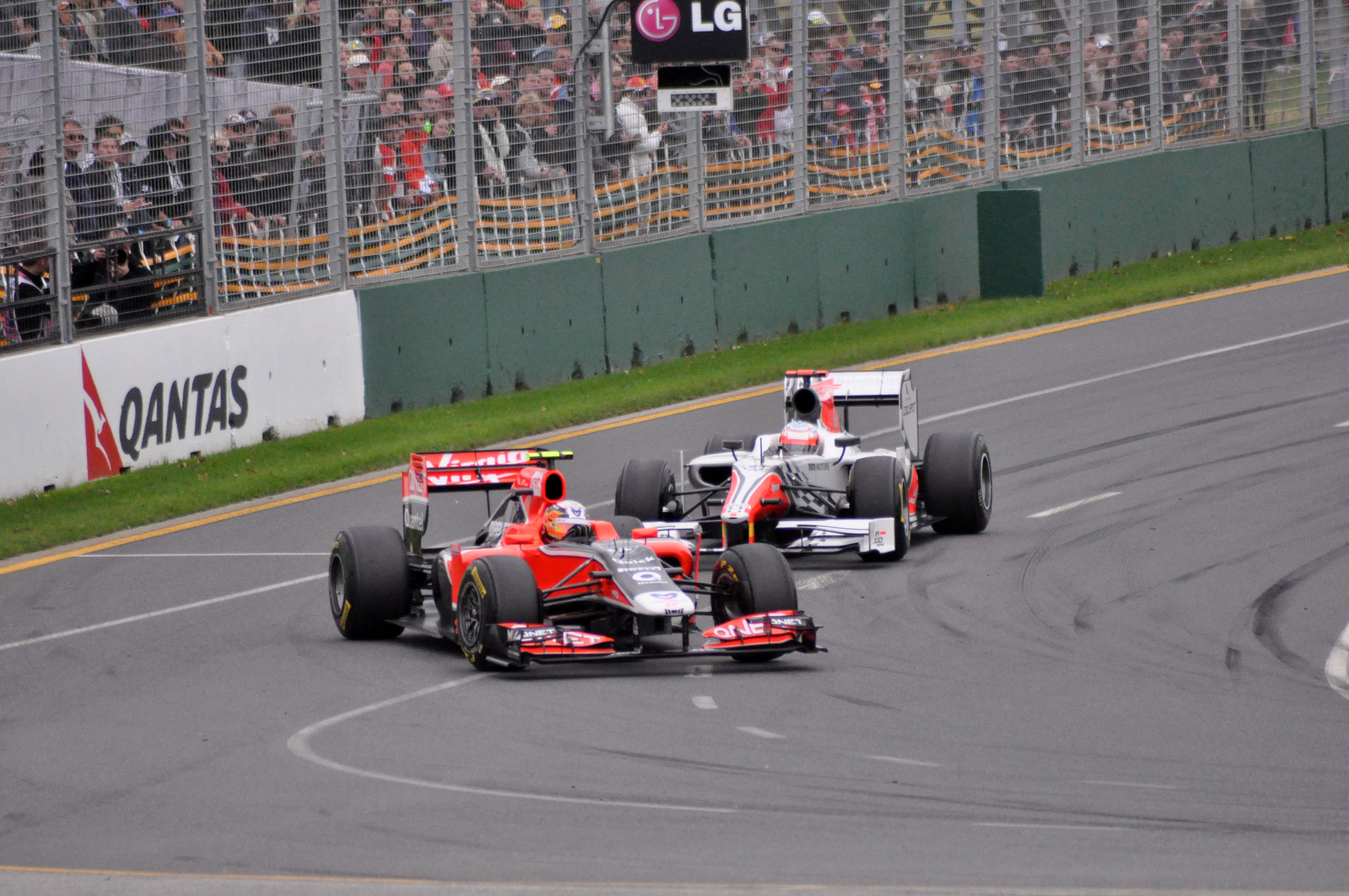
Jérôme d'Ambrosio, pilote débutant en Formule 1 précède Narain Karthikeyan qui ne se qualifie pas pour la course.

Sebastian Vettel, champion du monde en titre, est en pole position, accompagné en première ligne par Lewis Hamilton. À l’extinction des feux, Vettel, bien qu’il n’utilise pas son SREC, prend un excellent départ et devance Hamilton, Mark Webber, Vitaly Petrov, Felipe Massa et Jenson Button au premier virage. Sebastian Vettel prend immédiatement le large sur ses concurrents et possède plus de deux secondes d’avance sur Hamilton à la fin de la première boucle.
Michael Schumacher, percuté par Jaime Alguersuari, doit rentrer au stand à la suite d’une crevaison à l’arrière droit tandis qu'Alguersuari fait changer le museau de sa monoplace et que Rubens Barrichello se retrouve en fond de classement après une sortie de piste dans un bac à graviers. Jenson Button, sixième, en lutte contre Massa, ne parvient pas à prendre l’avantage sur la Ferrari. En tête de la course, Vettel a trois secondes d’avance sur Hamilton au huitième tour. Webber est troisième devant Petrov, Massa, Button, Alonso, Nico Rosberg, Kamui Kobayashi et Sébastien Buemi.
Pastor Maldonado abandonne au onzième tour quand Button prend enfin l’avantage sur Massa. Le Britannique a utilisé une échappatoire pour terminer son dépassement et est pénalisé quelques tours plus tard. Mark Webber change ses pneus au douzième tour alors que Fernando Alonso prend l’avantage sur Massa. Alonso change ses pneus au treizième tour, Massa au quatorzième, Vettel au quinzième, Hamilton et Petrov au dix-septième et Button au vingtième, après avoir purgé sa pénalité.
Michael Schumacher abandonne au dix-neuvième tour, son fond plat, endommagé dans l’incident avec Alguersuari en début d'épreuve, ne lui permettant plus de poursuivre. Son coéquipier Nico Rosberg abandonne au tour suivant après avoir été accroché par Barrichello. Au vingt-sixième tour Button prend l’avantage sur Kamui Kobayashi et pointe en septième position. Au vingt-septième tour, Vettel mène toujours devant Hamilton, Webber, Petrov, Alonso, Massa, Button, Kobayashi, Buemi, Adrian Sutil, Paul di Resta, Nick Heidfeld, Sergio Pérez, Alguersuari et Barrichello qui a chuté au classement après avoir purgé une pénalité (drive-throught) sanctionnant son accrochage avec Rosberg. Pendant ce temps, Webber change ses pneus, imité au tour suivant par Alonso, Massa changeant de pneus au trente-deuxième passage. Lewis Hamilton fait une légère sortie de piste qui endommage son fond plat, sans conséquence grave.
Vettel, Hamilton et Petrov changent de pneus pour la dernière fois au trente-septième tour, Button et Sutil au tour suivant, Webber au quarante-deuxième tour et Alonso au quarante-troisième. Vettel mène toujours la course au quarante-septième passage, devant Hamilton, Petrov, Alonso, Webber, Massa, Button, Perez, Kobayashi et Buemi. Mark Webber attaque Alonso pour le gain de la quatrième place mais ne parvient pas à trouver l’ouverture : si Webber actionne son aileron mobile en ligne droite, Alonso le contre avec son SREC.
Sebastian Vettel remporte donc la onzième victoire de sa carrière, sans l’aide du SREC. Hamilton termine deuxième et Vitaly Petrov complète le podium. Suivent Alonso, Webber, Button, Perez, Kobayashi, Massa et Buemi qui complète le top dix. Toutefois, les deux Sauber C30 de Kobayashi et Pérez sont finalement exclues de la course pour infraction au règlement technique ce qui permet à Adrian Sutil d'être classé neuvième tandis que son coéquipier novice Paul di Resta inscrit son premier point pour sa première course. Chez les constructeurs, Red Bull Racing prend la tête du championnat des constructeurs avec 35 points, devant McLaren Racing (26 points), Ferrari (18 pts), Renault F1 Team (15 pts), Scuderia Toro Rosso (4 pts) et Force India (3 pts).

### Grand Prix de Malaisie

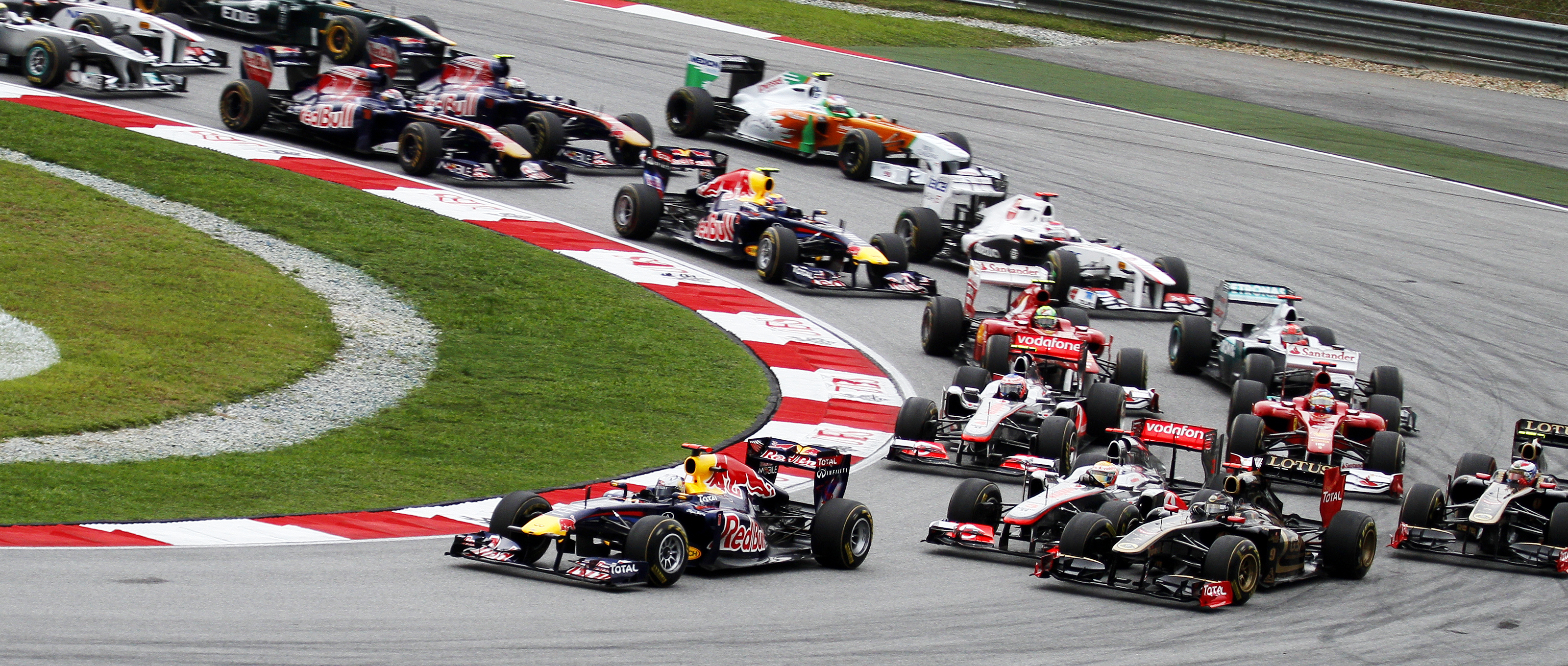
Au départ du Grand Prix, Nick Heidfeld se poste en seconde position derrière Sebastian Vettel.

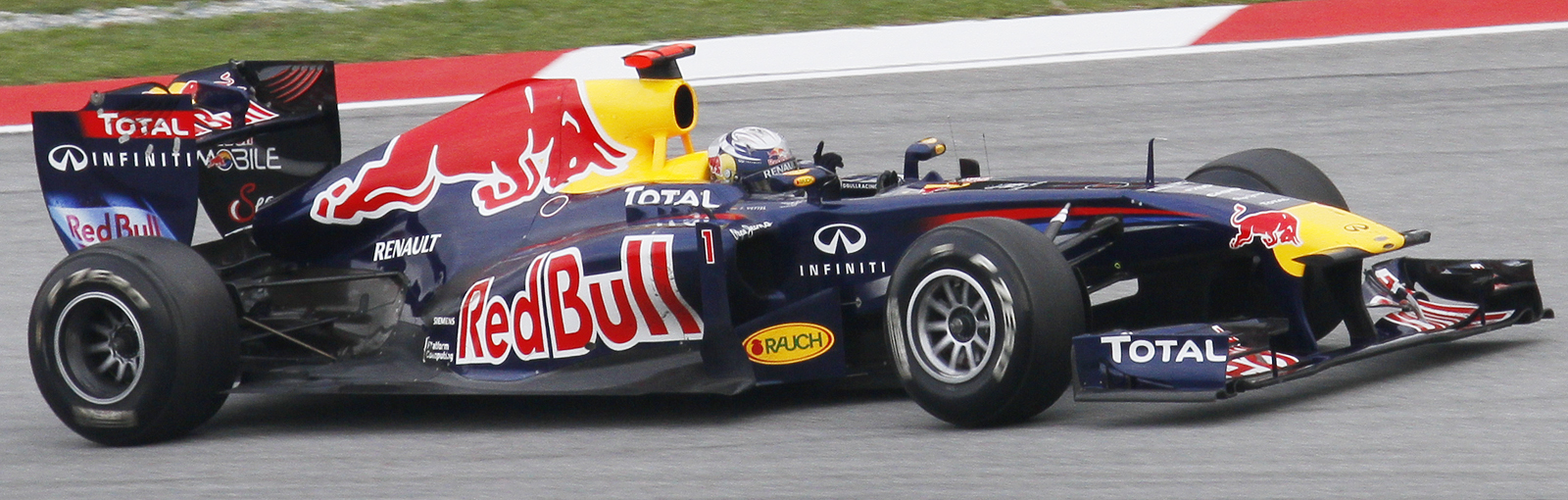
Sebastian Vettel signe la pole position et remporte la victoire au Grand Prix de Malaisie 2011.

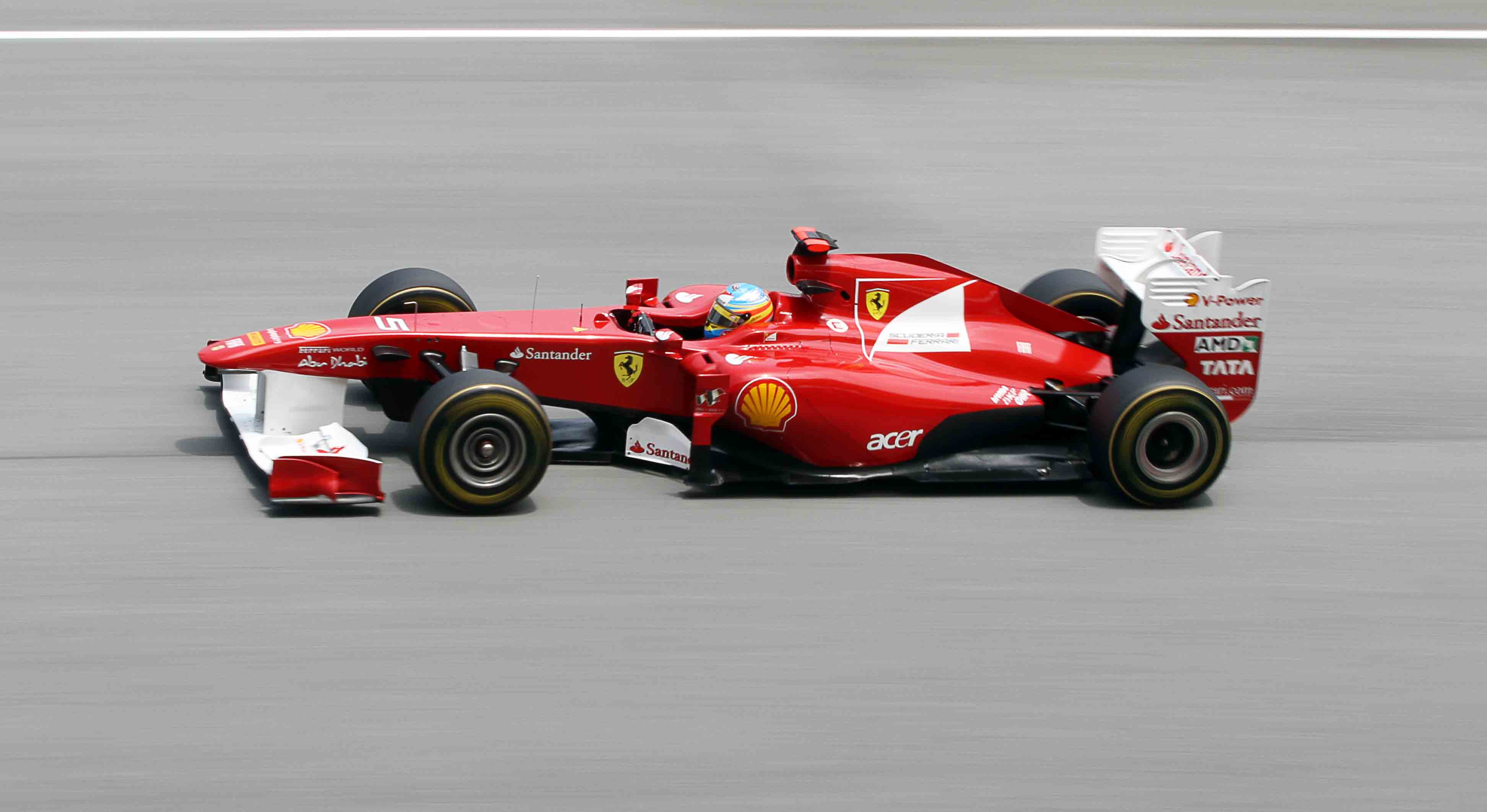
Fernando Alonso sur Ferrari 150° Italia au Grand Prix de Malaisie 2011.

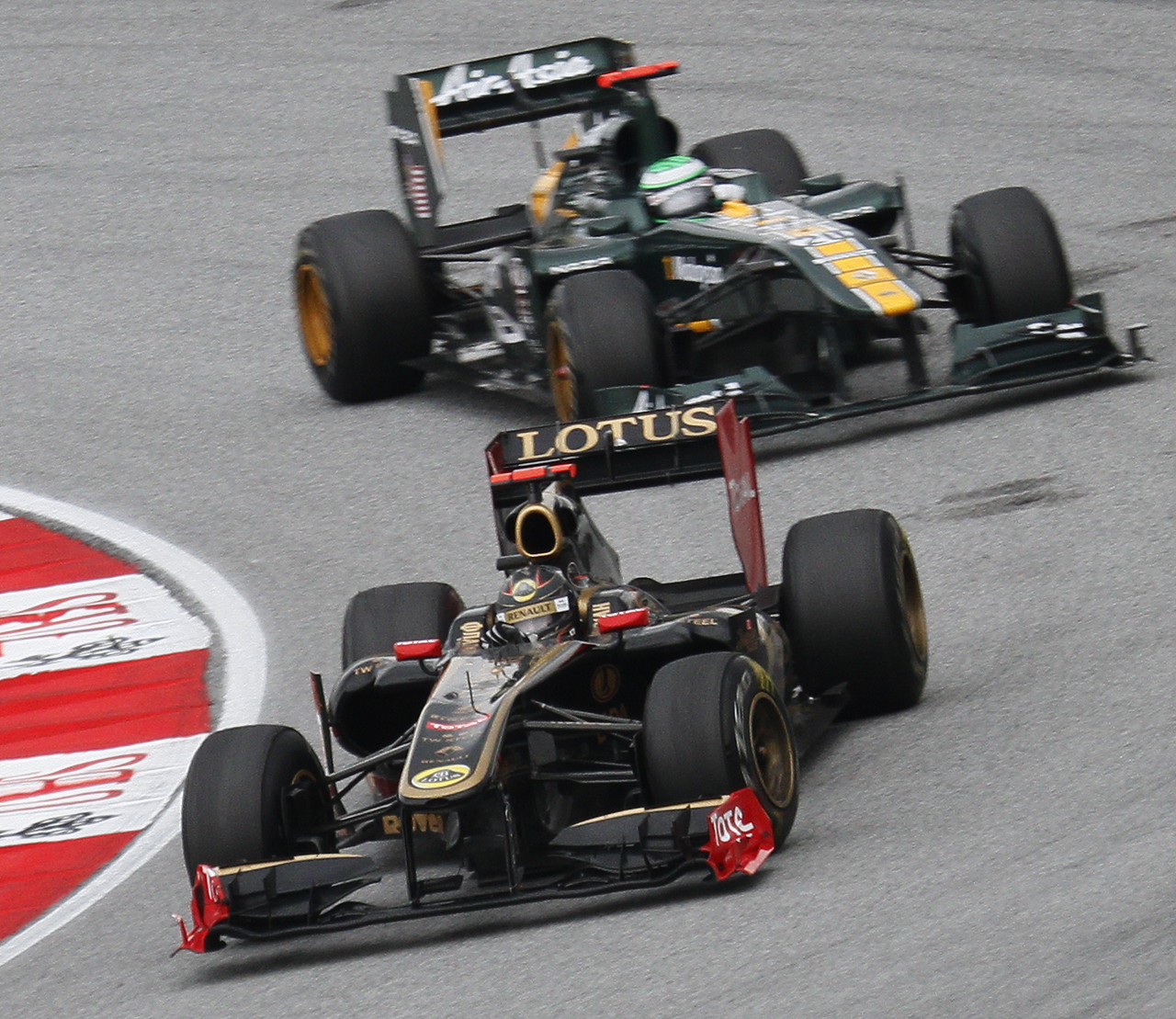
Nick Heidfeld précédant Heikki Kovalainen au Grand Prix de Malaisie 2011.

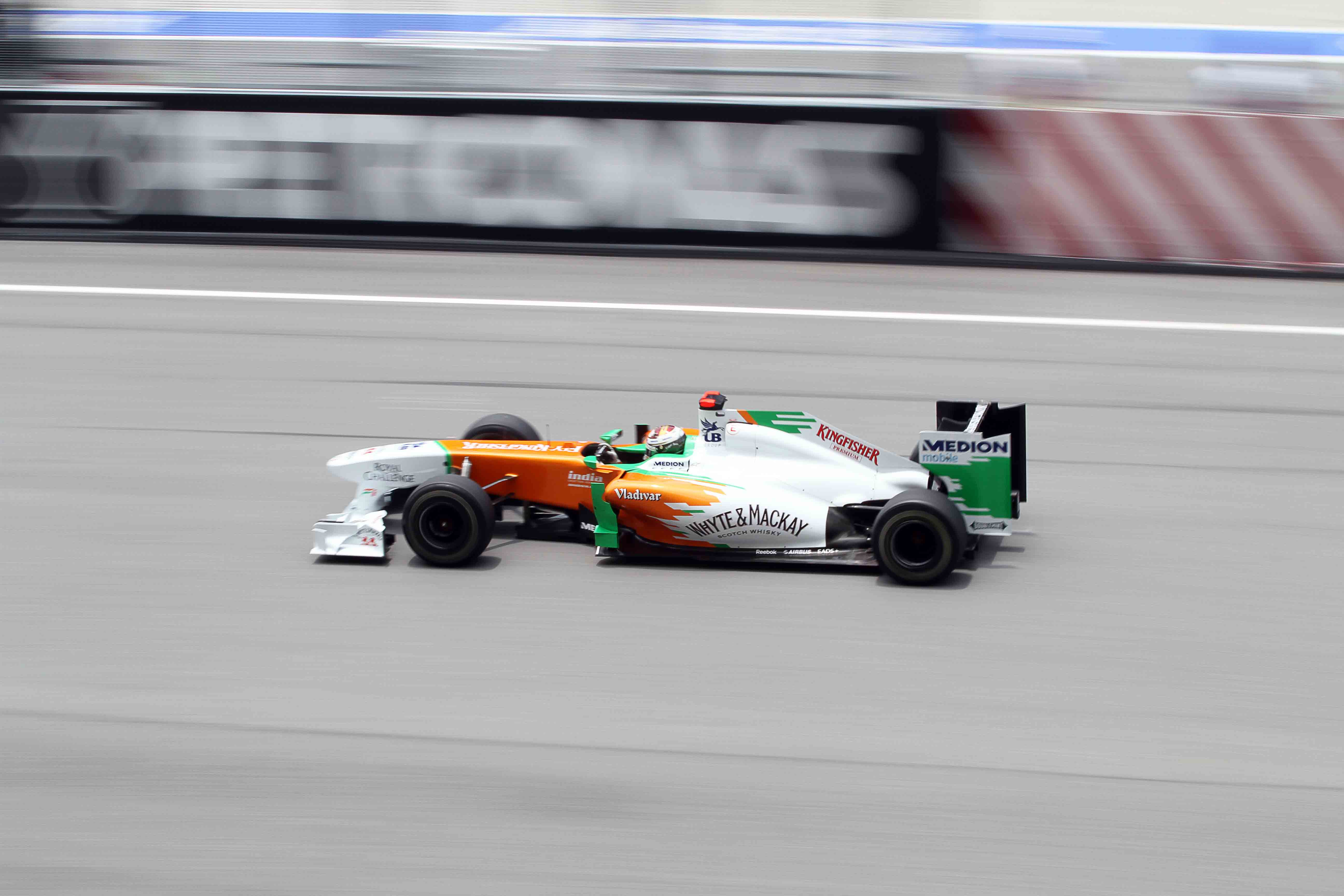
Adrian Sutil sur Force India se classe onzième du Grand Prix de Malaisie 2011.

Sebastian Vettel et Lewis Hamilton sont en première ligne, juste devant leurs équipiers, eux-mêmes précédant Fernando Alonso et Nick Heidfeld. À l’extinction des feux, Vettel s’engouffre en tête dans le premier virage tandis qu'Heidfeld prend la deuxième place devant Hamilton, Jenson Button, Vitaly Petrov, Felipe Massa, Fernando Alonso, Michael Schumacher et Mark Webber.
Au troisième passage, Sebastian Vettel compte trois secondes d’avance sur Heidfeld, 4 s sur Hamilton, 6 s sur Button, 7 s sur Petrov et Massa, 8 s sur Alonso, 10 s sur Schumacher, 11 s sur Kobayashi et 12 s sur Webber dont le SREC n'a pas fonctionné au départ, ce qui a provoqué sa chute au classement. Rubens Barrichello rentre changer ses pneus à la suite d'une crevaison dans un accrochage tandis que Massa dépasse Petrov.
Au sixième passage, Vettel devance Heidfeld, Hamilton, Button, Massa, Alonso, Petrov, Schumacher, Webber et Kamui Kobayashi, en lutte âpre pour le gain de la neuvième place. Ils échangent à plusieurs reprises leurs positions puis, comme le Japonais prend l'avantage, Webber choisit alors de changer ses pneus au dixième tour. Paul di Resta l'imite au tour suivant et Hamilton au douzième tour, alors que la pluie fait son apparition à l'autre bout du circuit.
Vettel rentre au treizième tour chausser de nouveaux pneus tendres pour piste sèche, imité par Heidfeld, Button, Massa, Trulli, Schumacher Petrov, Nico Rosberg, Heikki Kovalainen, Alguersuari, Adrian Sutil, Kobayashi, Sergio Pérez, Timo Glock et Jérôme d'Ambrosio. Au dix-huitième tour, alors que la pluie continue de tomber légèrement et que tous les pilotes ont opté pour des pneus secs, Vettel devance Hamilton, Alonso, Button, Heidfeld, Webber, Massa, Petrov, di Resta, Schumacher, Kobayashi et Buemi (pénalisé d'un stop-and-go de dix secondes pour vitesse excessive dans la voie des stands).
Felipe Massa prend l'avantage sur Mark Webber au vingt-et-unième tour, profitant de soucis de pneumatiques de son rival qui change de gommes au tour suivant. La pluie a entre-temps cessé et Button change à nouveau de pneumatiques au vingt-troisième tour, Hamilton et di Resta au vingt-quatrième, Vettel au vingt-cinquième, Alonso et Heidfeld au vingt-sixième, Massa et Petrov au vingt-septième et Schumacher au vingt-huitième.
Au vingt-neuvième passage, Sebastian Vettel, en délicatesse avec son SREC reçoit la consigne de ne plus l'actionner jusqu'à la fin de l‘épreuve. Il précède alors Hamilton, Button, Alonso, Webber, Heidfeld, Massa, Kobayashi, Schumacher, Petrov et di Resta. Mark Webber est à nouveau le premier à changer ses pneus, pour la troisième fois, au trente-deuxième tour. Lors des changements des pneumatiques de la monoplace de Lewis Hamilton, les mécaniciens perdent plus de trois secondes et le Britannique perd sa deuxième place en course au profit de son coéquipier Jenson Button.
Au quarante-quatrième passage, Vettel devance Button de neuf secondes, Hamilton et Alonso de 16 s, Heidfeld de 27 s et Massa de 29 s. Fernando Alonso, qui est dans les échappements d’Hamilton, tente à plusieurs reprises de le dépasser mais ses tentatives sont compromises par une défaillance de l’ailette mobile de son aileron arrière. Alonso porte alors une attaque sur son rival et casse son aileron avant contre la roue arrière droite de la McLaren : l'Espagnol doit rentrer changer son aileron et reprend la piste en septième position.
Mark Webber, remonté sur les talons de Felipe Massa, l'attaque pour le gain de la cinquième place et, grâce à des pneus plus frais, prend l'avantage au quarante-neuvième tour. Hamilton, en difficulté avec des pneus qui se dégradent excessivement et dont la monoplace est déséquilibrée à la suite de son contact avec Alonso, est doublé par Heidfeld au cinquante-et-unième tour. Quelques minutes plus tard, Vitaly Petrov escalade violemment un vibreur : sa colonne de direction se brise et il abandonne. Mark Webber attaque Nick Heidfeld pour lui ravir sa troisième place mais ne peut pas utiliser son SREC, en panne depuis le début de l’épreuve.
Sebastian Vettel remporte sa deuxième victoire de la saison et conforte sa première place au championnat. Jenson Button termine second devant Nick Heidfeld, Mark Webber, Felipe Massa, Fernando Alonso, Lewis Hamilton, Kamui Kobayashi, Michael Schumacher et Paul di Resta, qui inscrit un nouveau point pour son second Grand Prix. Peu après la course, les commissaires de la FIA infligent une pénalité de vingt secondes à Lewis Hamilton et Fernando Alonso à la suite de leur accrochage. Ils estiment qu'Hamilton a fait trop de mouvements en piste pour empêcher le dépassement et qu'Alonso est également responsable d'avoir percuté son rival. Hamilton perd sa septième place et se classe huitième. Kamui Kobayashi et Sauber récupèrent ainsi deux points de plus.
Au championnat du monde, Vettel possède 50 points et devance les deux pilotes McLaren (Button 26 points et Hamilton 22 points), son coéquipier Webber (22 points), les pilotes Ferrari Alonso et Massa (20 et 16 points) et les pilotes Lotus Renault GP Heidfeld et Petrov (15 points chacun). Chez les constructeurs, Red Bull Racing possède 72 points et devance notamment McLaren (48 points), Ferrari (36 points), Renault F1 Team (30 points).

### Grand Prix de Chine
À l’extinction des feux, Jenson Button prend un excellent départ et s’engouffre dans le premier virage en tête devant son équipier Lewis Hamilton, le poleman Sebastian Vettel, Nico Rosberg, Felipe Massa, Fernando Alonso, Paul di Resta, Adrian Sutil, Jaime Alguersuari, Michael Schumacher et le reste du peloton. Mark Webber, parti en pneus dur, est seulement dix-septième.
À la fin du premier tour, Button devance Hamilton, Vettel, Rosberg, Massa, Alonso, di Resta, Sutil, Schumacher, Alguersuari, Kamui Kobayashi, Vitaly Petrov, Sébastien Buemi, Nick Heidfeld, Rubens Barrichello, Webber et Sergio Pérez. Button ne parvient toutefois pas à prendre le large et, au quatrième tour, n'a qu’une seconde d'avance sur son coéquipier, deux sur Vettel et trois sur Rosberg.
Alguersuari et Liuzzi changent les premiers leurs pneus, au neuvième tour, mais Alguersuari perd sa roue arrière droite peu après en piste et abandonne. Schumacher, Webber et Maldonado s'arrêtent au dixième tour, di Resta au onzième, Rosberg et Buemi au douzième. Pendant ce temps, Sebastian Vettel attaque Lewis Hamilton et le dépasse dans le treizième tour. Button, Vettel et Kobayashi s'arrêtent pour changer de pneus au quatorzième tour. Button, dans la confusion, s’arrête au stand Red Bull et, le temps de se rendre compte de son erreur, perd sa légère avance sur son adversaire qui reprend la piste devant lui. Massa, Hamilton, Sutil, Alonso, Pérez et Barrichello changent leurs pneus au quinzième tour, Buemi et Glock au seizième, Petrov au dix-septième et Heidfeld au dix-huitième.
Au dix-neuvième tour, Rosberg, avec 5 secondes d’avance, précède Vettel, Button, Massa, Hamilton, Schumacher, Alonso, di Resta, Sutil, Kobayashi, Webber et Petrov. Button change ses pneus au vingt-quatrième tour, Rosberg, Hamilton, Madonado et Webber au suivant, Schumacher au vingt-sixième, Sutil, Kobayashi et Heidfeld au trentième et Vettel au trente-et-unième. L’Allemand chausse alors des pneus durs pour tenter de rallier l'arrivée sans arrêt supplémentaire.
Lewis Hamilton prend l'avantage sur Button et, au quarantième tour, Vettel devance Massa de 4 secondes, Rosberg de 5 secondes, Hamilton de 6 secondes, Button de 8 secondes, Alonso de 23 secondes. Suivent ensuite Webber, Schumacher, di Resta et Kobayashi. Hamilton passe Nico Rosberg au tour suivant puis Massa dans le quarante-quatrième tour : il est désormais second à moins de 5 secondes de Vettel. Au quarante-huitième tour, Vettel possède moins de deux secondes d’avance sur Hamilton, Massa est à 8 secondes, Button et Rosberg à 9 secondes, Webber à 18 secondes. Suivent Alonso, Schumacher, di Resta, Kobayashi, Petrov et Heidfeld. Button et Rosberg prennent l’avantage sur Massa tandis que Lewis Hamilton attaque Sebastian Vettel.
Lewis Hamilton prend la tête de la course dans le cinquante-et-unième tour. Vettel doit, de plus, résister au retour de Button, Rosberg et Webber. Mark Webber passe Rosberg dans le cinquante-troisième tour et Button à un tour du but. Lewis Hamilton remporte le Grand Prix de Chine, Vettel termine à la deuxième place devant Webber, Button, Rosberg, Massa, Alonso, Schumacher, Petrov et Kobayashi.
Au championnat du monde, Vettel possède 68 points et devance les deux pilotes McLaren (Hamilton 47 points et Button 38 points), son coéquipier Webber (37 points), les pilotes Ferrari Alonso et Massa (26 et 24 points) et les pilotes Lotus Renault GP Petrov et Heidfeld (17 et 15 points). Chez les constructeurs, Red Bull Racing possède 105 points et devance notamment McLaren (85 points), Ferrari (50 points), Renault F1 Team (32 points).

### Grand Prix de Turquie
À l'extinction des feux, Nico Rosberg passe Mark Webber dès le départ pour le gain de la deuxième place. Au premier passage sur la ligne, Sebastian Vettel mène devant Rosberg, Webber, Fernando Alonso, Jenson Button, Lewis Hamilton, Michael Schumacher, Vitaly Petrov, Nick Heidfeld et Felipe Massa. Sergio Pérez doit rentrer aux stands au ralenti pour changer son museau endommagé.
Dans le second tour, Schumacher s'accroche avec Petrov en voulant défendre sa position et rentre aux stands changer son aileron avant. Après cinq tours, Vettel possède quatre secondes d'avance sur Webber, qui a dépassé Rosberg. Rosberg a maintenant Alonso dans ses échappements et les deux pilotes McLaren Mercedes sont à deux secondes de la Ferrari. Hamilton prend alors le meilleur sur son coéquipier et passe cinquième. Au septième tour, Button reprend l'avantage sur Hamilton alors que Rosberg perd une place en faveur d'Alonso.
Petrov est le premier à rentrer aux stands au huitième tour. Il est imité par Massa et Hamilton au tour suivant, Webber, Alonso, Rosberg et Heidfeld au dixième tour, Vettel au onzième et Button au treizième. Après les premiers arrêts aux stands, Vettel mène devant Webber avec trois secondes d'avance, Alonso est à cinq secondes, suivent ensuite Hamilton, Rosberg, Massa, Button, Petrov, Heidfeld et Sébastien Buemi. Alonso, à six secondes de Vettel, possède plus de dix secondes d’avance sur Hamilton, harcelé par Rosberg, Massa et Button.
Petrov comme précédemment, entre le premier au stand au dix-neuvième tour, Hamilton rentre au vingtième tour, Webber au vingt-et-unième, Rosberg et Heidfeld au vingt-deuxième, Alonso et Massa au tour suivant, Vettel au vingt-cinquième et Button, sur une stratégie à trois arrêts, au vingt-sixième tour. Le Britannique est victime d’un incident lors du changement de pneus et perd deux secondes dans les stands. Au vingt-septième tour, Vettel possède huit secondes d'avance sur Webber et Alonso, qui ne sont séparés que de six dixièmes. Hamilton pointe au quatrième rang, à vingt-six secondes de la première place et possède dix secondes d’avance sur Petrov, Massa, Button, Rosberg et Heidfeld, ces cinq pilotes étant séparés par trois secondes. Schumacher est quant à lui remonté à la dixième place.
Alonso dépasse Webber au vingt-neuvième tour et tourne dans les mêmes temps que Vettel, toujours en tête avec neuf secondes d’avance. À l'arrière, la bataille pour la cinquième place fait rage entre Petrov, Massa, Button, Rosberg et Heidfeld. Rosberg, qui chute peu à peu dans la hièrarchie, opère un troisième changement de pneus au trente-troisième tour, imité par Hamilton, Petrov et Massa au tour suivant. Tout comme son coéquipier Button lors de l'arrêt précédent, l'arrêt se passe mal pour Hamilton qui perd une dizaine de secondes. Webber rentre au trente-cinquième tour, Alonso au tour suivant, Button au trente-neuvième et Vettel au quarantième.
Après la troisième salve d'arrêts aux stands, Vettel a sept secondes d'avance sur Alonso et Webber est à trois secondes de la Ferrari. Derrière, Hamilton accuse quarante-deux secondes de retard et Rosberg est cinquième devant Button, Petrov, Heidfeld, Massa et Schumacher. Rosberg effectue son quatrième et dernier arrêt au quarante-quatrième tour, imité par Webber au passage suivant. Alonso rentre au quarante-sixième tour, Hamilton, Heidfeld et Massa font de même au passage suivant et Vettel au quarante-septième tour.
Ayant opté pour une stratégie à trois arrêts, Button perd du temps en piste et cède sa quatrième place à Hamilton. De plus, il est désormais sous la menace de Nico Rosberg qui ne tarde pas à le passer. À huit tours de la fin, Webber prend l'avantage sur Alonso et conserve sa deuxième place jusqu’à l'arrivée. Au drapeau à damier, Vettel décroche son troisième succès de la saison devant son équipier Webber, qui assure le doublé de Red Bull Racing. Alonso décroche son premier podium de l'année et devance Hamilton, Rosberg, Button, Heidfeld, Petrov, Buemi et Kobayashi, les pilotes Renault ayant pris l'avantage sur Buemi dans les dernières boucles du Grand Prix.
Au championnat du monde, Vettel possède 93 points et devance Hamilton (59 points). Son coéquipier Webber est désormais troisième avec 55 points et devance Button (46 points), les pilotes Ferrari Alonso et Massa (41 et 24 points) et les pilotes Lotus Renault GP Petrov et Heidfeld (21 points chacun). Chez les constructeurs, Red Bull Racing possède 148 points et devance notamment McLaren (105 points), Ferrari (65 points), Lotus Renault GP (42 points).

### Grand Prix d'Espagne

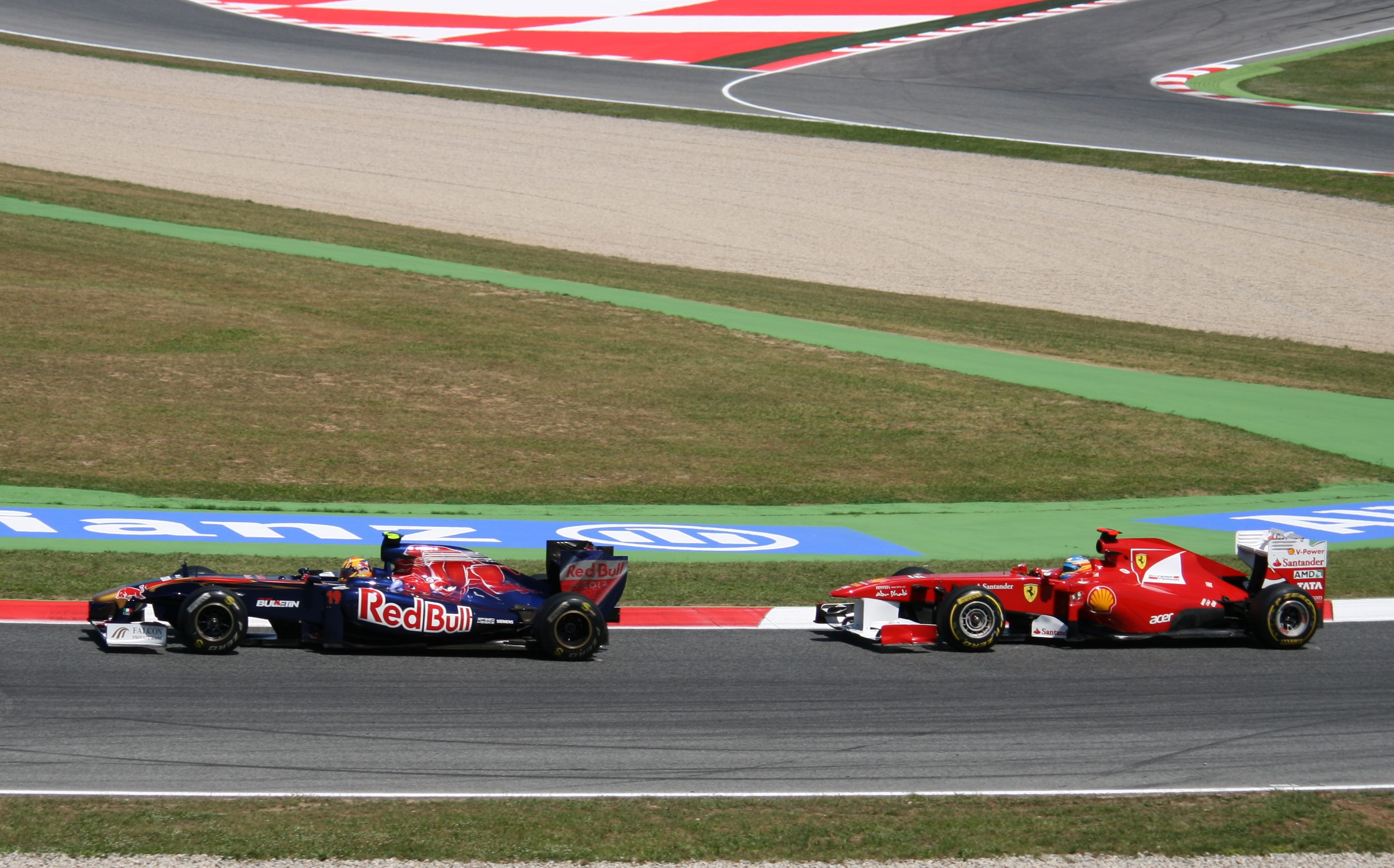
Jaime Alguersuari et Fernando Alonso lors de la seconde séance d'essais libres de leur Grand Prix national

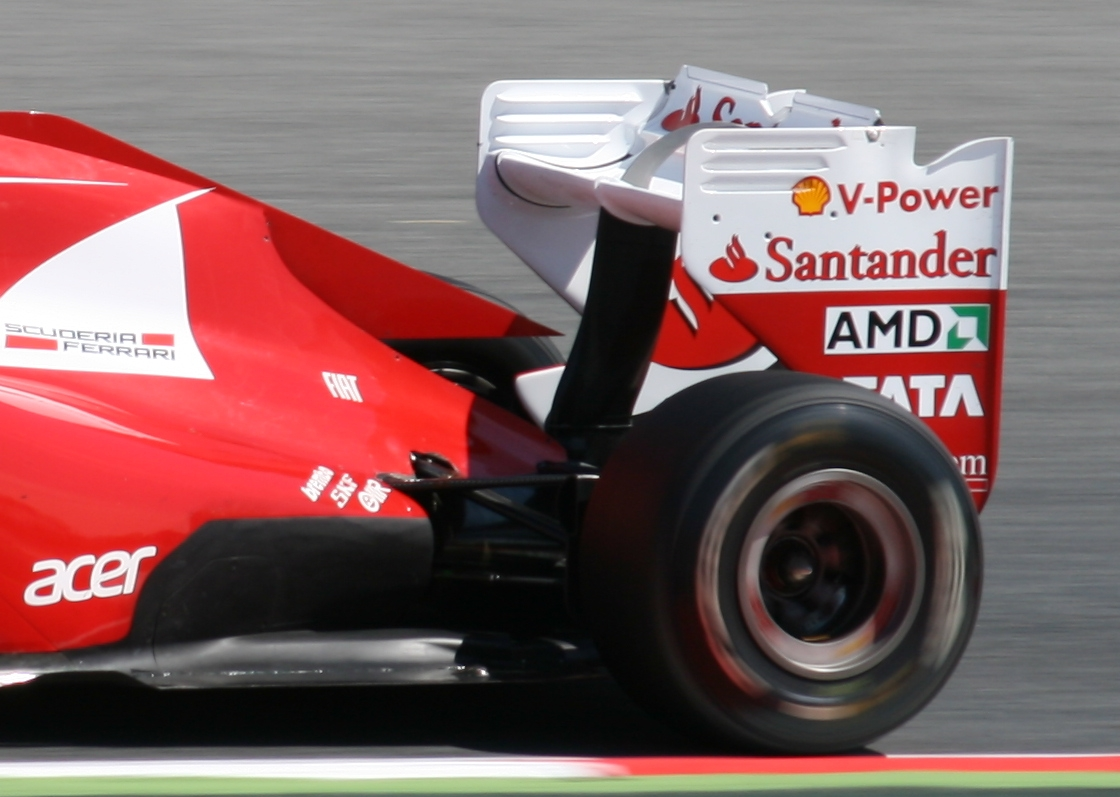
L'aileron arrière des Ferrari, déclaré illégal.

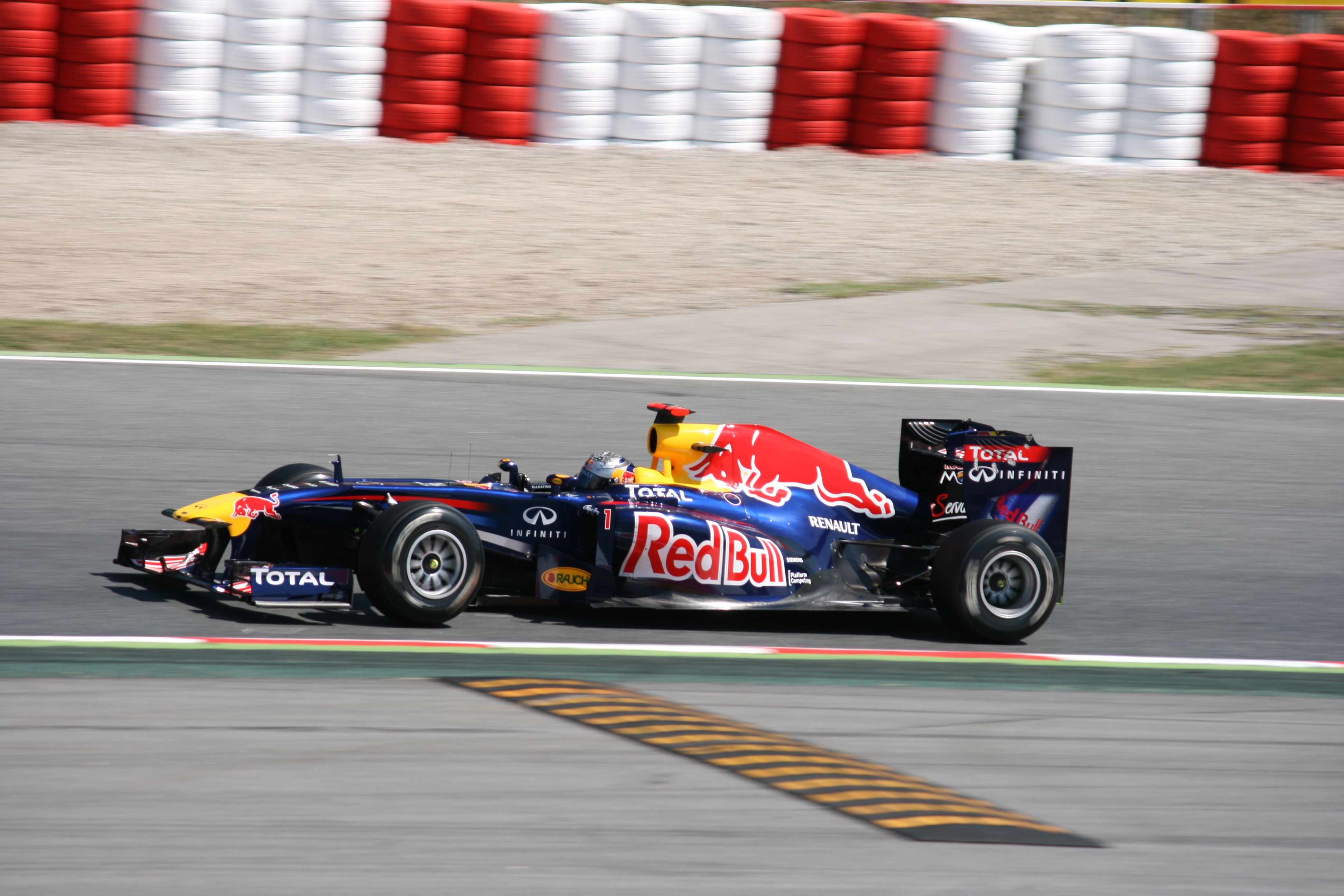
Sebastian Vettel remporte le Grand Prix d'Espagne 2011

À l'extinction des feux, Fernando Alonso, en quatrième position sur la grille, s'engouffre en tête dans le premier virage. Au premier passage, il précède Sebastian Vettel, Mark Webber, Lewis Hamilton, Vitaly Petrov, Michael Schumacher, Nico Rosberg, Felipe Massa, Sébastien Buemi, Jenson Button et Sergio Pérez dont le coéquipier Kamui Kobayashi retourne au stand avec un pneumatique déchiqueté dès la fin du premier tour.
Au cinquième passage, Alonso a 6 dixièmes de seconde d'avance sur Vettel, 1 s 3 sur Webber, 2 s 2 sur Hamilton, 8 s 5 sur Petrov, 11 s sur Schumacher, 12 s sur Rosberg, 12 s 5 sur Massa, 13 s sur Button et 16 s sur Buemi. Pérez est le premier à changer de pneumatiques au septième tour. Pastor Maldonado fait de même au tour suivant, Vettel et Buemi au neuvième, Alonso, Webber et Schumacher au dixième, Hamilton, Petrov, Massa, Alguersuari et Barrichello au onzième, Sutil au treizième, Button au quatorzième.
Alors que certains pilotes viennent juste d'effectuer leur premier changement de pneus, Vettel s'arrête une deuxième fois dès le dix-huitième tour et reprend en piste en quatrième position. Alonso et Webber s'arrêtent au dix-neuvième tour. Hamilton passe alors en tête de la course devant Vettel, Alonso et Webber. Maldonado s'arrête dans le vingtième tour, Massa et Heidfeld au tour suivant, Hamilton au vingt-troisième tour, Barrichello et Alguersuari au vingt-quatrième. Au vingt-cinquième passage sur la ligne, Vettel devance Hamilton de 4 secondes, Alonso de 7 s, Webber de 8 s, suivent plus loin Button, Schumacher, Rosberg, Petrov et Massa.
Alonso et Webber s'arrêtent pour la troisième fois au vingt-neuvième tour et chaussent leurs pneus durs. Perez, Trulli et Button s'arrêtent au trentième tour. Pendant ce temps, Lewis Hamilton revient peu à peu Sebastian Vettel : au trente-et-unième passage, l'écart entre le premier et le second de la course n’est que de 1 seconde et 6 dixièmes. Alonso et Webber sont à plus de trente secondes mais se sont arrêtés déjà trois fois, contre deux passages par les stands pour les leaders.
Vettel s'arrête pour la troisième fois au trente-quatrième tour et Hamilton l'imite au passage suivant. Les deux pilotes chaussent alors leurs pneus durs. Jenson Button, en pneus tendres, hausse son rythme et dépasse dans le même tour, coup sur coup, Webber et Alonso pour pointer à la troisième place derrière Vettel et Hamilton. Grâce à une bonne gestion de ses pneumatiques, Button fera un arrêt de moins que ses adversaires.
Alonso s'arrête pour la quatrième fois au trente-neuvième tour pour chausser à nouveau des pneus durs car il ne dispose plus de trains de pneus tendres. L'Espagnol reprend la piste en cinquième position, mais s'est arrêté quatre fois contre trois arrêts pour Vettel, Hamilton et Webber. Au quarante-troisième passage, Vettel mène avec 1 seconde et 4 dixièmes d’avance sur Hamilton, 23 s sur Button, 31 s sur Webber et 54 s sur Alonso. Quatre tours plus tard, seules sept voitures tournent dans le même tour que le premier de la course. Webber s'arrête une quatrième fois au quarante-septième tour, Vettel et Button au tour suivant et Hamilton au quarante-neuvième tour.
Au cinquantième tour, Vettel précède Hamilton de 2 secondes, Button de 30 s, Webber de 35 s, Alonso, Schumacher, Rosberg, Massa, di Resta et Heidfeld suivant plus loin. Heikki Kovalainen sort alors de la piste et abandonne. Quatre tours plus tard, Hamilton n'est qu'à sept dixièmes de seconde de Vettel et le harcèle, sans succès, lors des douze derniers tours de course. Sebastian Vettel remporte l'épreuve devant Hamilton. Button termine à la troisième place devant Webber, Alonso, Schumacher Rosberg, Heidfeld, Pérez et Kobayashi.
Au championnat du monde, Vettel possède 118 points et devance Hamilton (77 points). Son coéquipier Webber est troisième avec 67 points et devance Button (61 points). Alonso es toujours cinquième avec 51 points mais précède désormais Nico Rosberg (26 points) et Nick Heidfeld (25 points chacun). Chez les constructeurs, Red Bull Racing possède 185 points et devance notamment McLaren (138 points), Ferrari (75 points) et Renault (46 points).

### Grand Prix de Monaco

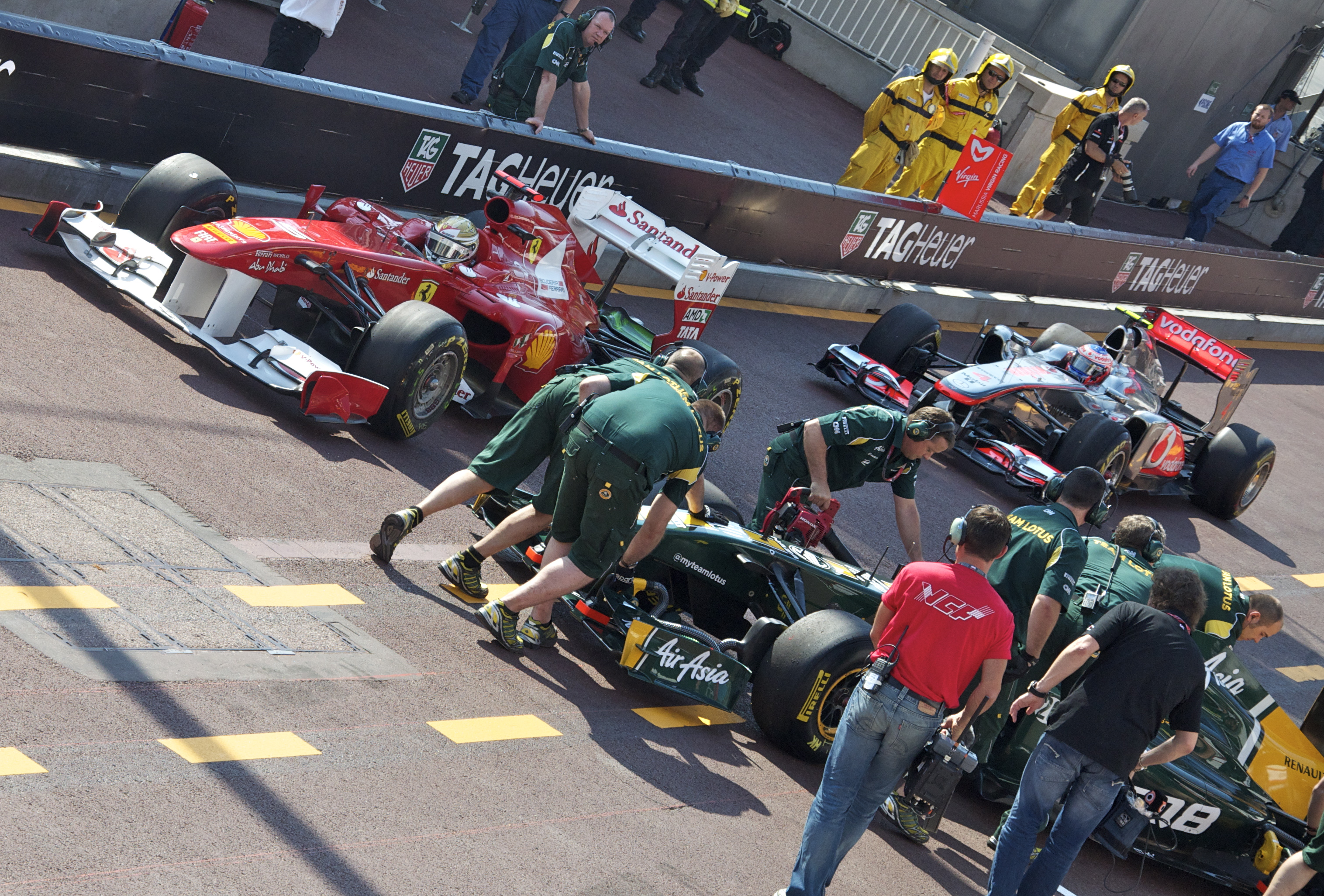
La voie des stands de Monaco lors de l'ouverture de la première séance d'essais libres.

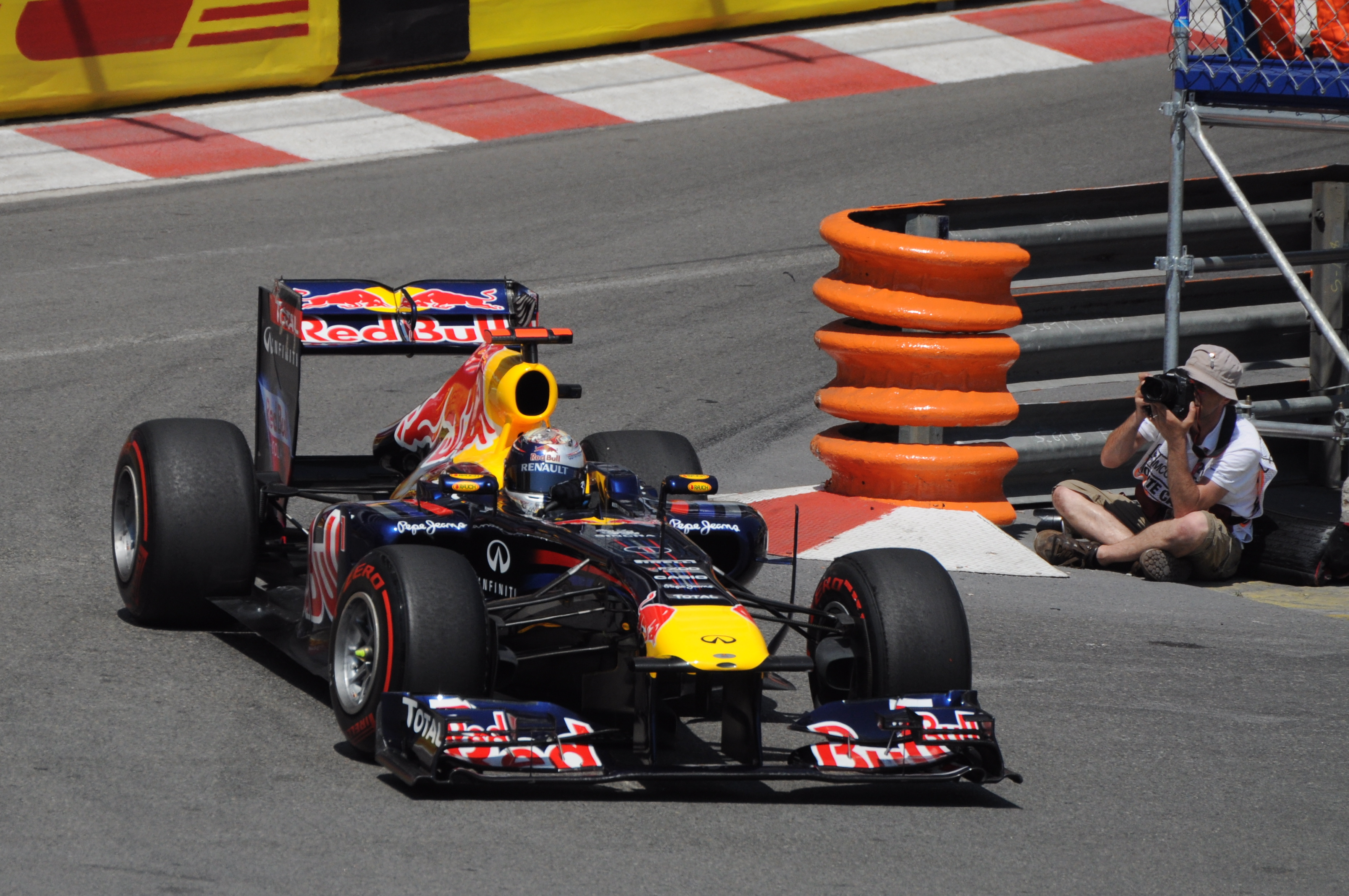
Sebastian Vettel signe la pole position et la victoire au Grand Prix de Monaco.

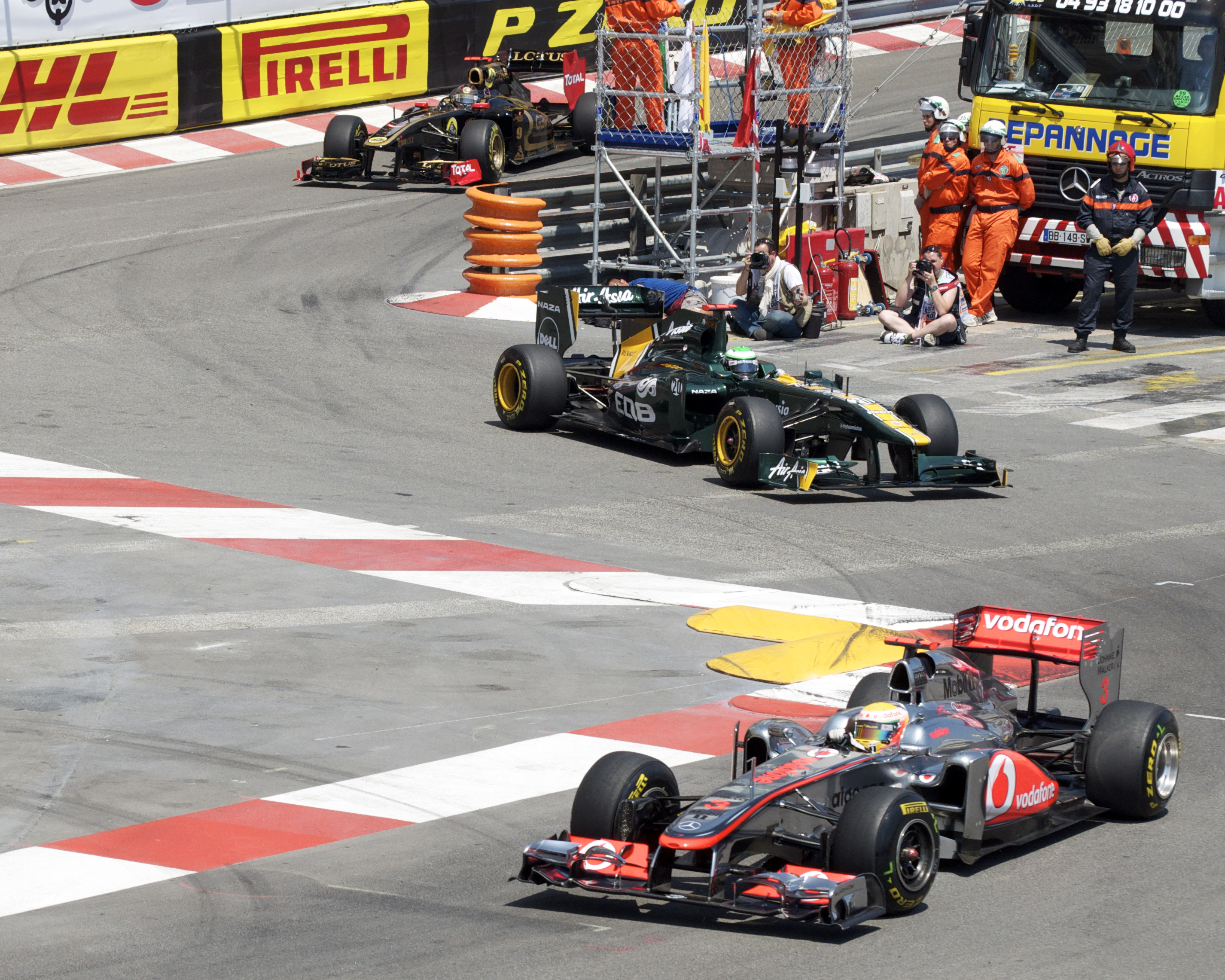
Lewis Hamilton devance Heikki Kovalainen et Nick Heidfeld à la chicane de sortie du tunnel.

Vingt-trois pilotes sont présents au départ du Grand Prix, Sergio Pérez, après son sévère accident lors des qualifications, étant toujours en observation au centre hospitalier Princesse Grace de Monaco. À l'extinction des feux, Sebastian Vettel conserve l'avantage conféré par sa pole position et s'engouffre dans le premier virage devant Jenson Button, Fernando Alonso, qui prend le meilleur sur Mark Webber, Nico Rosberg, Felipe Massa, Pastor Maldonado, Vitaly Petrov, Lewis Hamilton et Michael Schumacher. Au deuxième passage, Vettel précède Button de 3 secondes, Alonso de 4 s, Rosberg et Massa de 7 s, Maldonado de 9 s, Petrov de 10 s, Schumacher et Hamilton de 11 s. Lewis Hamilton, en pneus durs, est à l'attaque de Schumacher en pneus tendres et réussit à le passer dans le neuvième tour. Deux tours plus tard, Rubens Barrichello parvient à son tour à doubler Schumacher qui, tout comme son coéquipier Rosberg, souffre de graining sur ses pneus arrière.
Michael Schumacher rentre changer ses pneus et son aileron avant au douzième tour pendant que Rosberg, à l'agonie avec ses pneus, est dépassé par Massa et Maldonado. Jenson Button et Nico Rosberg changent leurs pneus au quinzième tour. Vettel et Webber font de même au seizième tour mais l'arrêt de Webber lui coûte beaucoup de temps, son équipe n'étant pas prête à l'accueillir. Alonso s'arrête au dix-septième tour et Hamilton au vingt-deuxième. Le pilote britannique est confronté au même problème que Webber et perd aussi de précieuses secondes. Au vingt-septième tour, après la première vague de changements de pneus, Button mène devant Vettel et Alonso. Button prend rapidement un avantage de plus de 12 secondes sur Vettel.
Button change à nouveau de pneus au trente-troisième tour tandis qu'Hamilton, à l'attaque sur Massa, le harponne à l'épingle. Quelques secondes plus tard, Massa, dont la Ferrari a été endommagée par le contact avec Hamilton, tire large dans le tunnel, glisse sur la poussière, touche le rail et détruit sa monoplace, obligeant la voiture de sécurité à prendre la piste. Au même moment, Schumacher s'arrête sur la piste et abandonne. Alors que la voiture de sécurité est en piste, Nick Heidfeld et Sébastien Buemi changent de pneus. Ils sont imités au tour suivant, le trente-quatrième, par Alonso, Adrian Sutil et Kamui Kobayashi. Au trente-sixième passage, toujours sous le régime de la voiture de sécurité, Vettel devance Button, Alonso, Sutil, Kobayashi, Webber, Hamilton, Maldonado, Petrov, Heidfeld, Buemi, Barrichello, Alguersuari, Trulli et Rosberg.
La course est relancée à l'entame du trente-huitième tour et, quelques minutes plus tard, la direction de course pénalise Hamilton d'un drive-through pour son accrochage avec Massa. Après son passage au ralenti par les stands, il reprend la piste en neuvième position. En tête de la course, Jenson Button attaque Sebastian Vettel, sa stratégie de course lui imposant de le dépasser sur la piste. Button change ses pneus pour la dernière fois au quarante-huitième tour et se retrouve troisième derrière Vettel et Alonso. Le Britannique possède 14 secondes de retard sur Vettel qui n'a toutefois effectué qu'un seul changement de pneus. Alonso hausse le rythme et, au cinquante-cinquième tour, se rapproche à une seconde de Vettel, Button étant revenu à 7 secondes. Cinq tours plus tard, Alonso n'est plus qu’à huit dixièmes du leader tandis que Button est à 3 secondes ; aucun des trois ne peut changer ses pneus sans compromettre ses espoirs de victoire. Vettel, qui n'a changé qu'une seule fois de pneumatiques au seizième tour, est donc sous la menace directe d'Alonso et de Button dont les pneus sont les plus frais.
Plus loin dans le classement, Sutil, dont les pneus sont totalement usés, est doublé successivement par Kobayashi et Webber. Quelques minutes plus tard, dans le soixante-neuvième tour, le trio de tête revient sur un peloton de retardataires. À hauteur de la Piscine, Sutil et Alguersuari se percutent, ce qui provoque une collision en chaîne. Si la Force India de l'Allemand, malgré un pneu crevé à l'arrière, est en état de poursuivre la course, la Toro Rosso de l'Espagnol tape le rail, entraînant avec elle la Renault de Vitaly Petrov. La course est alors interrompue par le drapeau rouge afin que l'ambulance puisse secourir Petrov qui a des difficultés à sortir de sa monoplace.
Après quelques minutes d'hésitation, les commissaires de course décident de relancer le Grand Prix. Les pilotes rescapés s'alignent alors sur la grille en attendant un nouveau départ, qui est donné à 16 h 04 derrière la voiture de sécurité. Pour les six derniers tours de l’épreuve, Vettel, qui a été autorisé à changer ses pneumatiques, se relance parfaitement devant Alonso, Button et Kobayashi alors qu'Hamilton accroche Maldonado et le contraint à l’abandon. À l'issue de ces six tours, Sebastian Vettel remporte sa première victoire à Monaco, devant Alonso et Button. Webber termine quatrième devant Kobayashi, Hamilton, Sutil, Heidfeld, Barrichello et Buemi. Peu après la course, Hamilton écope d'une pénalité de 20 secondes pour son accrochage avec Maldonado. Les commissaires de la FIA estiment que sa tentative de dépassement sur le pilote vénézuélien était trop dangereuse. Le Britannique reste toutefois sixième au classement de la course.
Au championnat du monde, Vettel possède 143 points et devance Hamilton (85 points). Son coéquipier Webber est troisième avec 79 points et devance Button (76 points). Alonso est toujours cinquième avec 69 points et précède Nick Heidfeld (29 points) et Nico Rosberg (26 points). Chez les constructeurs, Red Bull Racing possède 222 points et devance notamment McLaren (161 points), Ferrari (93 points) et Renault (50 points).

### Grand Prix du Canada

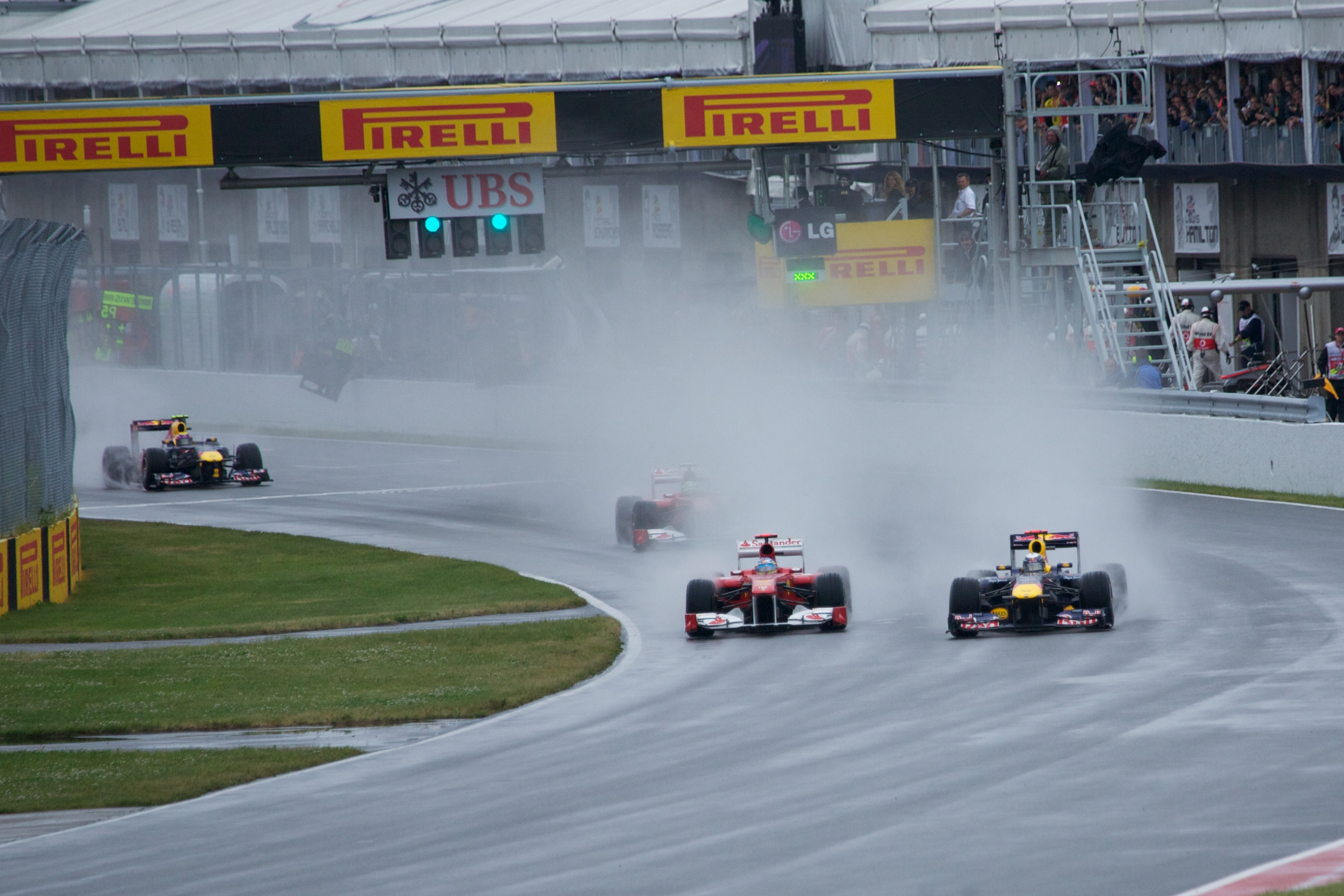
Le départ du Grand Prix est donné derrière la voiture de sécurité.

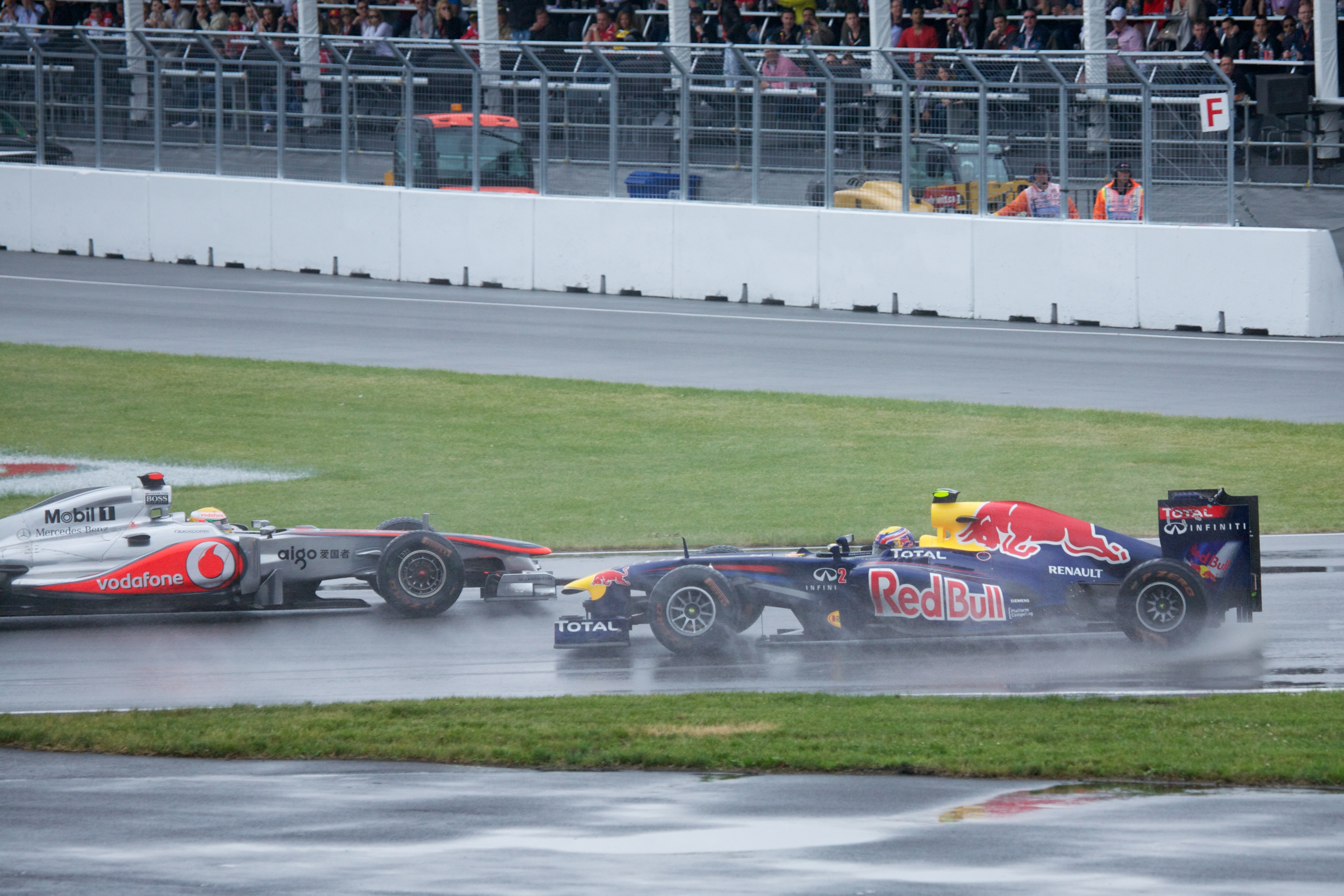
Lewis Hamilton et Mark Webber s'accrochent dès le départ du Grand Prix.

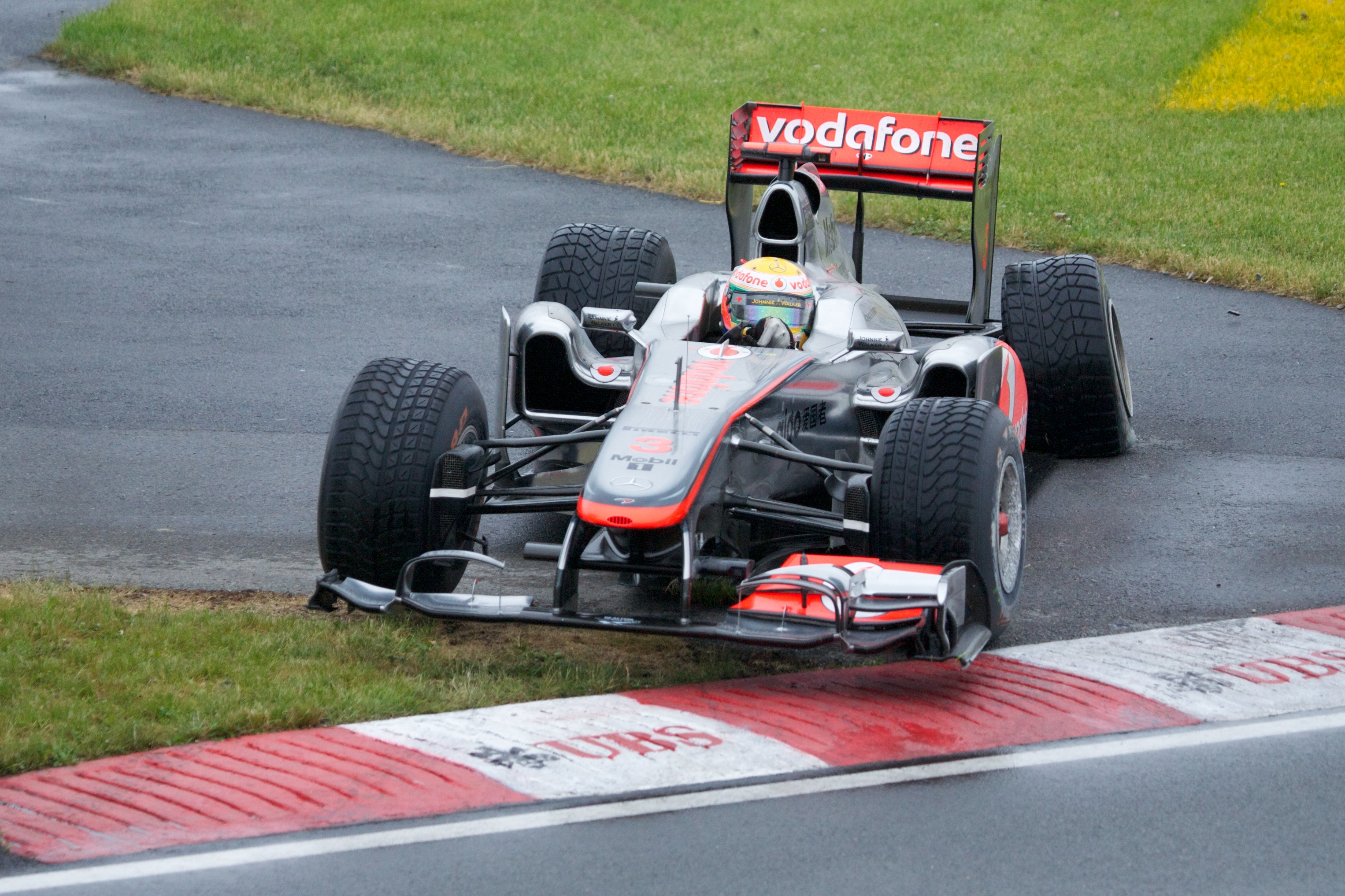
Après un accrochage avec son coéquipier, Lewis Hamilton abandonne, suspension arrière cassée.

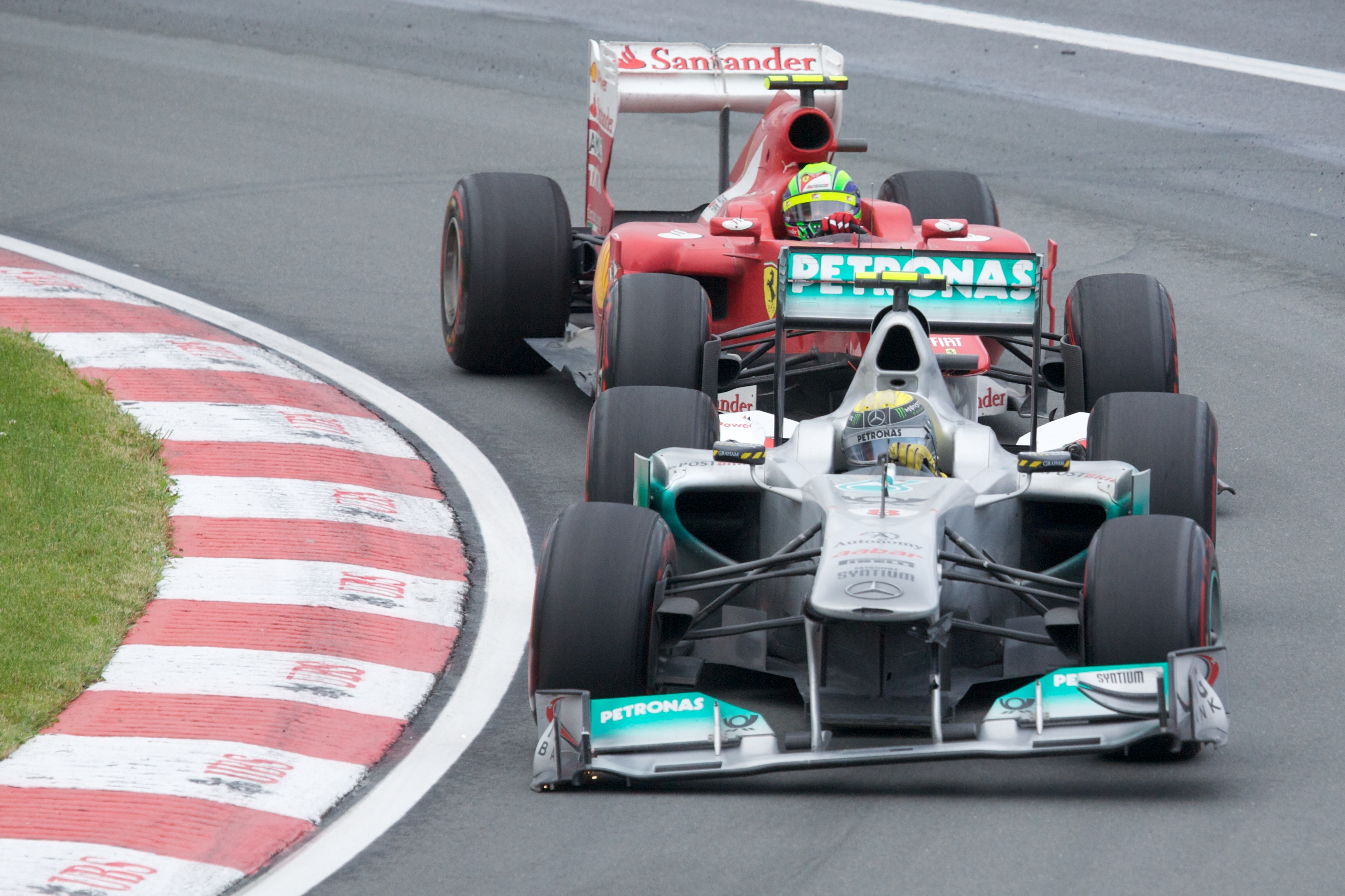
Nico Rosberg, aileron avant endommagé, précède Felipe Massa.

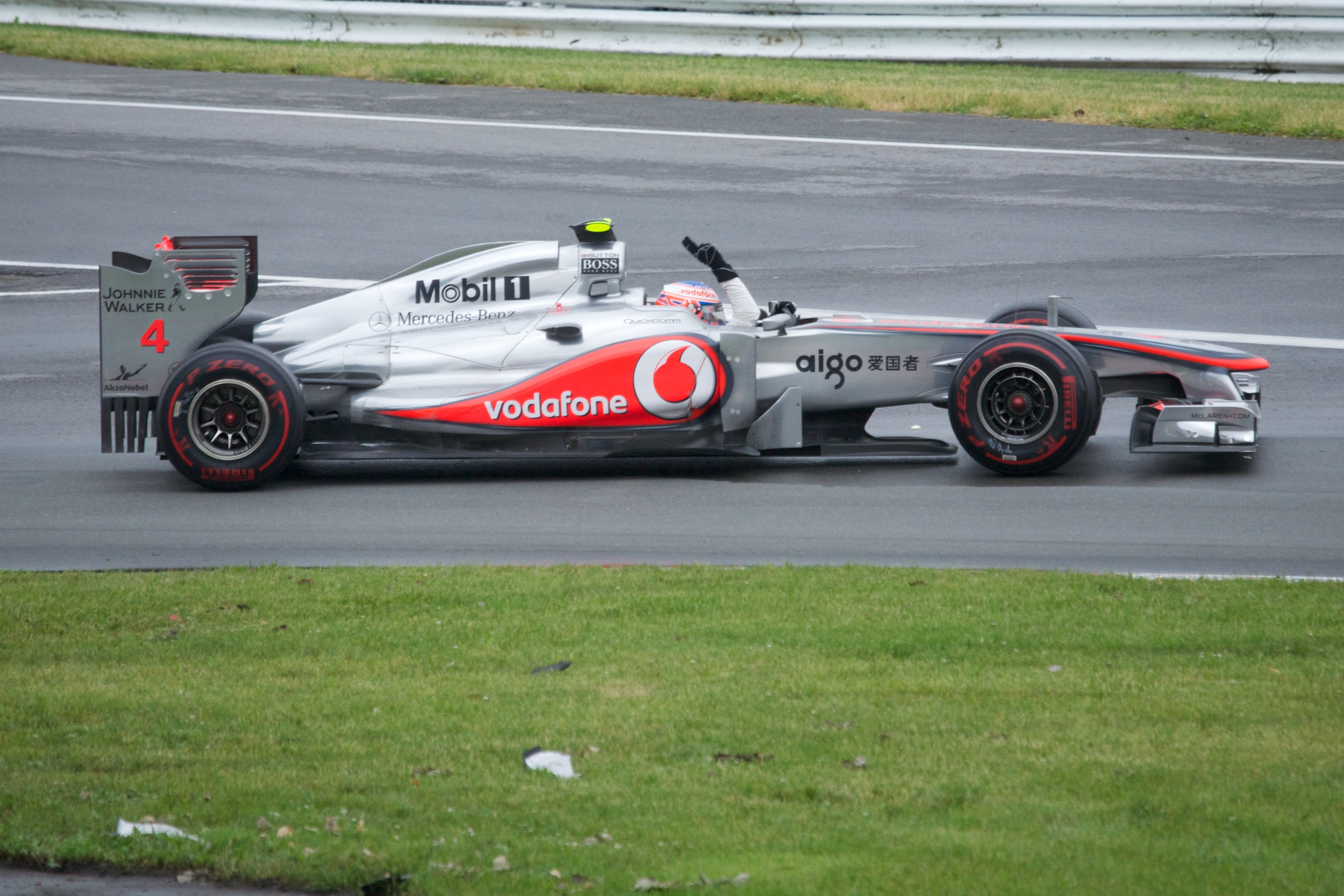
Jenson Button lors de son tour d'honneur au Grand Prix du Canada.

S'il ne pleut plus à quelques minutes du départ du Grand Prix, la piste est si détrempée que le départ est donné derrière la voiture de sécurité, en pneus pluie, Jaime Alguersuari choisissant de s'élancer depuis la voie des stands. La voiture de sécurité libère la meute à l'entame du quatrième tour et Fernando Alonso attaque immédiatement Sebastian Vettel qui conserve l'avantage tandis que Mark Webber et Lewis Hamilton s'accrochent, sans dommage pour les deux pilotes,.
Au cinquième passage, Vettel précède Alonso, Felipe Massa, Nico Rosberg, Michael Schumacher, Hamilton, Jenson Button, Paul di Resta, Nick Heidfeld, Kamui Kobayashi et Vitaly Petrov. Vettel creuse immédiatement l'écart sur ses concurrents et, au septième passage, a déjà 5 secondes d'avance sur Alonso et Massa, 10 secondes sur Rosberg, 11 secondes sur Schumacher, 13 secondes sur Button et 14 secondes sur Hamilton. Quelques instants plus tard, en tentant de dépasser Button à l'extérieur dans la ligne droite des stands, Hamilton coincé entre son équipier et le muret ne peut éviter l'accrochage, et abandonne tandis que Button passe par son stand faire vérifier sa monoplace et chausser des pneus intermédiaires, la piste s'asséchant peu à peu. La voiture de sécurité entre en piste et la course est relancée au douzième tour. Seuls Button et Vitantonio Liuzzi sont chaussés en gommes intermédiaires, ce qui leur permet de réaliser de meilleurs temps qu'en pneus pluie. Jenson Button n'en tire que peu de profit car il est pénalisé par un drive-through pour avoir roulé trop vite derrière la voiture de sécurité : il reprend la piste à la quatorzième position.
Rubens Barrichello change ses pneus pluie pour des intermédiaires au quinzième tour, imité par Alonso, Rosberg, Maldonado, Buemi et d'Ambrosio au dix-septième tour puis Schumacher au dix-huitième. Alors que tous les pilotes ont chaussé des pneus intermédiaires, la pluie se remet à tomber avec tant de force que les commissaires de course envoient la voiture de sécurité en piste. Alonso, Button, Rosberg, Alguersuari, Kovalainen, Barrichello, Trulli et Maldonado rentrent immédiatement pour chausser à nouveau les pneus pleine pluie, Vettel, Webber et Buemi s'arrêtant au dix-neuvième tour, Massa, Schumacher au tour suivant. Derrière la voiture de sécurité, au vingt-deuxième tour, Vettel devance Kobayashi, Massa, Heidfeld, Petrov, di Resta, Webber, Alonso, Pedro de la Rosa, Button, Rosberg, Schumacher, Sutil et Alguersuari. Sebastian Vettel confie par radio à son équipe qu'il souhaiterait voir la course arrêtée car il y a une énorme quantité d'eau sur la piste et que la pluie tombe à verse.
La course est interrompue par un drapeau rouge dans le vingt-cinquième tour,. Après deux heures et cinq minutes d'attente, la direction de course annonce la reprise de l'épreuve à 15 h 50, toutes les voitures devant obligatoirement chausser des pneus pluie. Les pilotes prennent un nouveau départ derrière la voiture de sécurité alors qu'il recommence à pleuvoir. Vettel devance Kobayashi, Massa, Heidfeld, Petrov, di Resta, Webber, Alonso, de la Rosa, Button, Rosberg et Schumacher. La course est relancée à l'entame du trente-cinquième tour : si Vettel s'élance parfaitement, Kobayashi lutte sévèrement avec Massa pour conserver sa deuxième place alors que Schumacher, Sutil, Glock, Barrichello et Buemi rentrent à leur stand chausser des pneus intermédiaires, imités dès le tour suivant par Heidfeld, di Resta, Button, Alguersuari, Maldonado et de la Rosa. Kobayashi, Massa, Webber, Petrov, Rosberg, Alonso rentrent également, au trente-sixième tour, alors que Vettel poursuit en pneus pluie. La monoplace de Fernando Alonso, touchée par Jenson Button dans la chicane, est posée en équilibre sur un vibreur : la voiture de sécurité entre une nouvelle fois en piste pour permettre son dégagement tandis que l'Espagnol abandonne.
Sebastian Vettel profite de la nouvelle neutralisation pour changer ses pneumatiques, Button rentrant faire vérifier sa monoplace et changer également de pneus. La course est relancée à l'entame du quarante-et-unième tour, tous les pilotes chaussant des pneus intermédiaires. Au quarante-troisième tour, Vettel est toujours en tête devant Kobayashi, Massa, Heidfeld, di Resta (qui s'est accroché avec Heidfeld et a abimé son aileron avant), Schumacher, Webber, Petrov, Sutil et Barrichello,. Di Resta rentre à son stand changer son aileron avant alors que son équipier Adrian Sutil est pénalisé pour avoir dépassé un concurrent sous le régime de la voiture de sécurité. Au cinquante-et-unième tour, Mark Webber, Rubens Barrichello, Paul di Resta et Sébastien Buemi montent des pneus slick. Alors que Kobayashi vire un peu large, Felipe Massa tente de le doubler par l'extérieur mais coupe son élan de peur de s'accrocher. Michael Schumacher dépasse alors les deux pilotes pour pointer à la deuxième place de la course.
Schumacher, Massa, Heidfeld et Button chaussent à leur tour les pneus pour le sec alors que Webber signe le meilleur tour en course. Dans le cinquante-troisième tour, Massa part à la faute et rentre à son stand changer son aileron avant tandis que Vettel, Kobayashi, Petrov et Rosberg chaussent de nouveaux pneus. Après cette ultime vague d'arrêts aux stands, Vettel mène devant Schumacher à 8 secondes, Webber à 9 secondes, Button à 15 secondes et Kobayashi, sous la pression d'Heidfeld. Le pilote allemand touche alors son rival japonais et détruit sa monoplace. Comme il y a beaucoup de débris de carbone sur la piste, la voiture de sécurité entre à nouveau en piste, ce qui n'empêche pas un commissaire d'être presque percuté après avoir glissé sur la piste.
La voiture de sécurité s'efface au soixantième tour et Vettel se relance impeccablement alors que Schumacher est sous la pression de Webber et Button. Webber dépasse Schumacher au soixante-troisième tour mais laisse Schumacher reprendre sa position initiale quelques centaines de mètres plus loin pour éviter une pénalité. Webber, en difficulté, est dépassé par Button au tour suivant. Jenson Button passe ensuite facilement Schumacher et, à cinq tours du but, remonte à cinq secondes du leader Vettel. Au soixante-septième tour, alors que Webber repasse Schumacher, Button, qui ne cesse d'améliorer le meilleur tour en course, n'est plus qu'à 1 s 4 de Vettel. Paul di Resta sort de la piste alors que, dans le dernier tour, Button attaque Vettel et le pousse à la faute,.
Malgré six passages par les stands et deux accrochages, Jenson Button remporte la dixième victoire de sa carrière et devance Vettel, Webber, Schumacher et Petrov. Massa passe Kobayashi sur la ligne d'arrivée et se classe sixième. Alguersuari, Barrichello et Buemi complètent le top 10. Au championnat du monde, Vettel possède 161 points et devance désormais Jenson Button (101 points). Son coéquipier Webber est troisième avec 94 points et devance Hamilton (85 points). Alonso est toujours cinquième avec 69 points et précède son coéquipier Felipe Massa (32 points) et Vitaly Petrov (31 points). Chez les constructeurs, Red Bull Racing possède 255 points et devance notamment McLaren (186 points), Ferrari (101 points) et Renault (60 points).

### Grand Prix d'Europe
À l'extinction des feux, les Red Bull prennent un excellent départ et sont en tête dans le premier virage. Les deux Ferrari suivent, Lewis Hamilton chutant au cinquième rang. Au premier passage sur la ligne de chronométrage, Sebastian Vettel devance Mark Webber, Fernando Alonso, Felipe Massa, Hamilton, Nico Rosberg, Jenson Button, Michael Schumacher, Adrian Sutil et Nick Heidfeld.
Après cinq tours, Vettel a creusé une légère avance de 2 secondes sur son coéquipier, 3 secondes sur Alonso, 5 secondes sur Massa, 6 secondes sur Hamilton et 12 secondes sur Rosberg et Button, qui prend l'avantage sur son rival quelques instants plus tard. Fernando Alonso hausse son rythme et se rapproche peu à peu de Webber. Au huitième tour, l'écart entre les deux pilotes est de moins d'une seconde : Alonso peut désormais engager son Drag Reduction System pour accroître ses chances de dépassement dans les deux zones du circuit concernées.
Heidfeld change le premier ses pneus au onzième tour et est imité par Rubens Barrichello et Kamui Kobayashi. Hamilton, Rosberg et Sutil s'arrêtent au douzième tour, Webber au treizième, Vettel, Alonso, Button, Schumacher, Paul di Resta, Sébastien Buemi, Heikki Kovalainen et Narain Karthikeyan au tour suivant. Massa, Petrov, Liuzzi s'arrêtent au quinzième tour, de même que Schumacher qui change également son avant abîmé dans un accrochage avec Petrov dont il assume la pleine responsabilité,,.
Au dix-septième tour, Vettel précède Webber, Alonso, Hamilton, Massa, Button, Rosberg, Alguersuari, Sutil et Heidfeld. Fernando Alonso, le pilote le plus rapide en piste, prend l'avantage sur Webber au vingtième tour et se lance immédiatement à la poursuite de Sebastian Vettel, qui augmente aussitôt son rythme.
Hamilton change ses pneus au vingt-quatrième tour, Sergio Pérez s'arrête au suivant. Schumacher, qui s'arrête au trente-et-unième tour, est le dernier de cette seconde salve. Au trente-troisième passage, Vettel devance Webber, Alonso, Hamilton, Massa, Button, Alguersuari, Rosberg, Sutil et Heidfeld. Parmi les dix premiers, seul Alguersuari ne s'est arrêté qu’une seule fois. Quatre secondes séparent les trois premiers de la course.
Vitaly Petrov effectue son dernier arrêt au trente-neuvième tour et déclenche la dernière salve d’arrêt au stand, Button s'arrêtant en dernier au quarante-huitième tour. Sebastian Vettel contrôle parfaitement son écart avec Fernando Alonso en fin de course pour signer le second hat-trick de sa carrière et sa sixième victoire de l’année. Alonso termine à la deuxième place devant Webber. Suivent ensuite, pour les points, Hamilton, Massa, Button, Rosberg, Alguersuari, Sutil et Heidfeld. Pour la première fois de la saison, toutes les voitures ont rallié l'arrivée.
Au championnat du monde, Vettel possède 186 points et devance désormais Jenson Button (109 points). Son coéquipier Webber est troisième à égalité de points et devance Hamilton (97 points). Alonso est toujours cinquième avec 87 points et précède son coéquipier Felipe Massa (42 points) et désormais Nico Rosberg (32 points). Chez les constructeurs, aucun changement n'intervient dans la hierarchie : Red Bull Racing possède 295 points et devance notamment McLaren (206 points), Ferrari (129 points) et Renault (61 points).

### Grand Prix de Grande-Bretagne
S'il ne pleut pas à quelques instants du départ de la course, la piste est encore très humide. À l'extinction des feux, Sebastian Vettel, deuxième sur la grille, prend un excellent départ et aborde le premier virage en tête devant le poleman Mark Webber, Fernando Alonso, Jenson Button, Felipe Massa, Paul di Resta, Lewis Hamilton, Kamui Kobayashi, Michael Schumacher et Pastor Maldonado. Vettel creuse très rapidement un écart important : il compte deux secondes d'avance sur Webber dès le troisième tour tandis qu’Hamilton a passé son coéquipier Button et s'attaque à Massa. Lors d'une tentative de dépassement, il quitte la piste mais peut poursuivre sa course.
Au septième passage, Vettel a plus de cinq secondes d'avance sur Webber et sept secondes sur Alonso. La piste sèche de plus en plus et, au dixième tour, Michael Schumacher entre le premier chausser des slicks et changer son aileron avant arraché après avoir percuté Kobayashi. Peu après son arrêt, Schumacher est pénalisé d’un stop-and-go de 10 secondes dans son stand à la suite de cet accrochage. Nick Heidfeld est le suivant à chausser des pneus pour piste sèche et Button l'imite au treizième tour. Lorsque Schumacher signe le meilleur tour en course, tous les autres pilotes passent chausser de nouvelles gommes. Au seizième passage, Vettel devance Webber, Hamilton, Alonso, Button, Massa, di Resta, Adrian Sutil, Schumacher (qui n’a pas encore purgé sa pénalité) et Nico Rosberg.
Au vingtième tour, Vettel a encore un avantage de trois secondes sur Webber et quatre secondes sur Hamilton, talonné par Alonso. L'Espagnol le dépasse au vingt-troisième tour et se lance immédiatement à la poursuite de Mark Webber. Hamilton change ses pneus au vingt-cinquième tour, Webber, Massa et Button au vingt-septième, Vettel et Alonso au vingt-huitième. Les arrêts des deux pilotes Red Bull Racing sont trop longs et Alonso prend dès lors la tête de la course. Au vingt-neuvième passage, Alonso précède Hamilton, Vettel, Webber, Button, Massa, Rosberg, Sergio Pérez, Heidfeld et Jaime Alguersuari, les quatre premiers se tenant en moins de 5 secondes.
Quatre tours plus tard, Alonso a désormais sept secondes d'avance sur Hamilton en difficulté avec ses pneus. Vettel et Webber perdent beaucoup de temps derrière lui ce qui permet à Jenson Button de devenir sur le trio. Vettel change ses pneus au trente-septième tour : il a désormais plus de dix secondes de retard sur Alonso et doit anticiper son arrêt car il n'arrive pas à dépasser Hamilton. Hamilton change ses pneus au trente-huitième tour, Webber au trente-neuvième, Alonso et Button au quarantième. La course s'achève au bout de la sortie de l'allée des stands pour Button : le chef mécanicien le libère alors que sa roue avant-droite n'est pas encore fixée,.
Au quarante-troisième passage, Alonso devance Vettel, Hamilton, Webber, Massa, Rosberg, Pérez, Heidfeld, Schumacher, Alguersuari, Sutil, Vitaly Petrov, Rubens Barrichello, Maldonado, di Resta, Timo Glock, Jérôme d'Ambrosio, Vitantonio Liuzzi et Daniel Ricciardo. Dans les derniers tours de la course, Lewis Hamilton doit baisser son rythme pour ne pas tomber en panne d'essence et Webber lui ravit la troisième place. Alonso signe sa première victoire de la saison, Vettel termine deuxième devant Webber qui revient dans ses échappements avant de recevoir une consigne d'équipe lui demandant de rester derrière. Hamilton doit défendre jusqu'à la ligne d'arrivée sa quatrième place face à Massa. Rosberg, Pérez, Heidfeld, Schumacher et Alguersuari complètent le top 10,.
Au championnat du monde, Vettel possède 204 points et devance désormais son coéquipier Webber (124 points). Fernando Alonso est maintenant troisième avec 112 points et précède les deux pilotes McLaren Hamilton et Button à égalité de points (109 points). Felipe Massa avec 52 points est sixième devant Nico Rosberg (40 points). Chez les constructeurs, Red Bull Racing possède 328 points et devance notamment McLaren (218 points), Ferrari (164 points) et Mercedes Grand Prix (68 points) qui est passé devant Renault (65 points).

### Grand Prix d'Allemagne
Si une pluie fine tombe à quelques minutes du départ du Grand Prix, la direction de course ne déclare pas la piste mouillée et tous les pilotes doivent donc s'élancer en pneus pour piste sèche. À l'extinction des feux, Lewis Hamilton prend le meilleur départ devant Mark Webber, Fernando Alonso et Sebastian Vettel,. Au premier passage sur la ligne, Hamilton devance Webber, Alonso, Vettel, Nico Rosberg et Felipe Massa. Quelques secondes plus tard, Alonso, alors qu'il lutte contre Webber, sort un peu large du virage 2 et Vettel le dépasse,.
Au quatrième passage, Hamilton précède Webber de 2 secondes, Vettel de 2 s 5, Alonso de 3 secondes ; suivent Rosberg, Massa, Sutil, Schumacher, Petrov et Button. Alonso, le pilote le plus rapide en piste, reprend l'avantage sur Vettel dans le huitième tour au freinage au bout de la ligne droite des stands. Dans le dixième tour, Vettel part en tête-à-queue et sort de la piste au niveau du virage 10. S'il reprend la piste sans dommage et conserve sa quatrième place, il se retrouve sous la menace de Rosberg et de Massa revenus dans ses roues,. Quelques secondes plus tard, Nick Heidfeld est sorti de la piste par Sébastien Buemi qui le tasse dans l'herbe humide : Heidfeld abandonne tandis que Buemi est pénalisé par un drive-through. Plus haut dans le classement, Massa dépasse Rosberg et, en tête de la course, Webber dépasse Hamilton sous les drapeaux jaunes mais lui rend aussitôt sa première place. Alonso profite de cet incident pour se rapprocher du duo,.
Webber et Rosberg s'arrêtent les premiers changer leurs pneus au quatorzième tour. Schumacher et Maldonado s'arrêtent au quinzième tour, Hamilton, Alonso, Vettel et Barrichello au seizième et Massa au tour suivant. À la faveur des arrêts au stands, Mark Webber prend la tête de la course et précède Hamilton, Alonso et Sutil. Vettel n'est plus que neuvième, derrière Felipe Massa. Kobayashi change ses pneus au vingtième tour, Sutil au tour suivant, Petrov, Jaime Alguersuari et Paul di Resta au vingt-troisième et Button au vingt-quatrième,.
Au vingt-cinquième tour, Webber possède 1 seconde d’avance sur Hamilton, 3 secondes sur Alonso, 25 secondes sur Massa ; suivent Vettel, Rosberg, Sutil, Button, Schumacher et Kobayashi. Fernando Alonso, qui économisait ses pneus derrière les deux leaders, devient le pilote le plus rapide en course au vingt-neuvième tour. Webber change alors ses pneus dans la boucle suivante et Hamilton fait de même au trente-et-unième tour : il reprend la piste devant Webber qui tente une attaque mais sort un peu large au niveau du virage 2. Alonso change de pneus au trente-deuxième tour et remonte en piste juste devant Hamilton qui l'attaque au même endroit que Webber au tour précédant, cette fois si avec succès : Alonso se retrouve alors entre Hamilton et Webber,.
Après ce changement de pneus, Hamilton est le plus rapide en piste et creuse un écart important sur Alonso et Webber. Quelques minutes plus tard, son coéquipier Button rentre au stand pour abandonner. Rosberg change ses pneus au trente-sixième tour, Schumacher au tour suivant, Vettel au quarantième, Massa au quarante-et-unième, Petrov au quarante-septième, Sutil et Kobayashi au quarante-huitième. Les cinq pilotes en tête (Hamilton, Alonso, Webber, Massa et Vettel) doivent encore obligatoirement repasser une dernière fois par leur stand car aucun n'a encore chaussé les pneus durs,.
Hamilton rentre au cinquante-et-unième tour, Alonso et Rosberg au cinquante-troisième et Webber au cinquante-sixième. Massa et Vettel, en lutte pour la quatrième place, rentrent tous les deux dans le dernier tour où Vettel ressort des stands devant Massa,. Lewis Hamilton remporte sa deuxième course de la saison devant Fernando Alonso et Mark Webber. Suivent pour les points, Vettel, Massa, Sutil, puis à un tour du vainqueur, Rosberg, Schumacher, Kobayashi et Petrov,.
Au championnat du monde, Vettel possède 216 points et devance son coéquipier Webber (139 points). Lewis Hamilton est maintenant troisième avec 134 points et précède Fernando Alonso de quatre points. Chez les constructeurs, Red Bull Racing possède 355 points et devance notamment McLaren (243 points), Ferrari (192 points), Mercedes Grand Prix (78 points) et Renault (66 points).

### Grand Prix de Hongrie

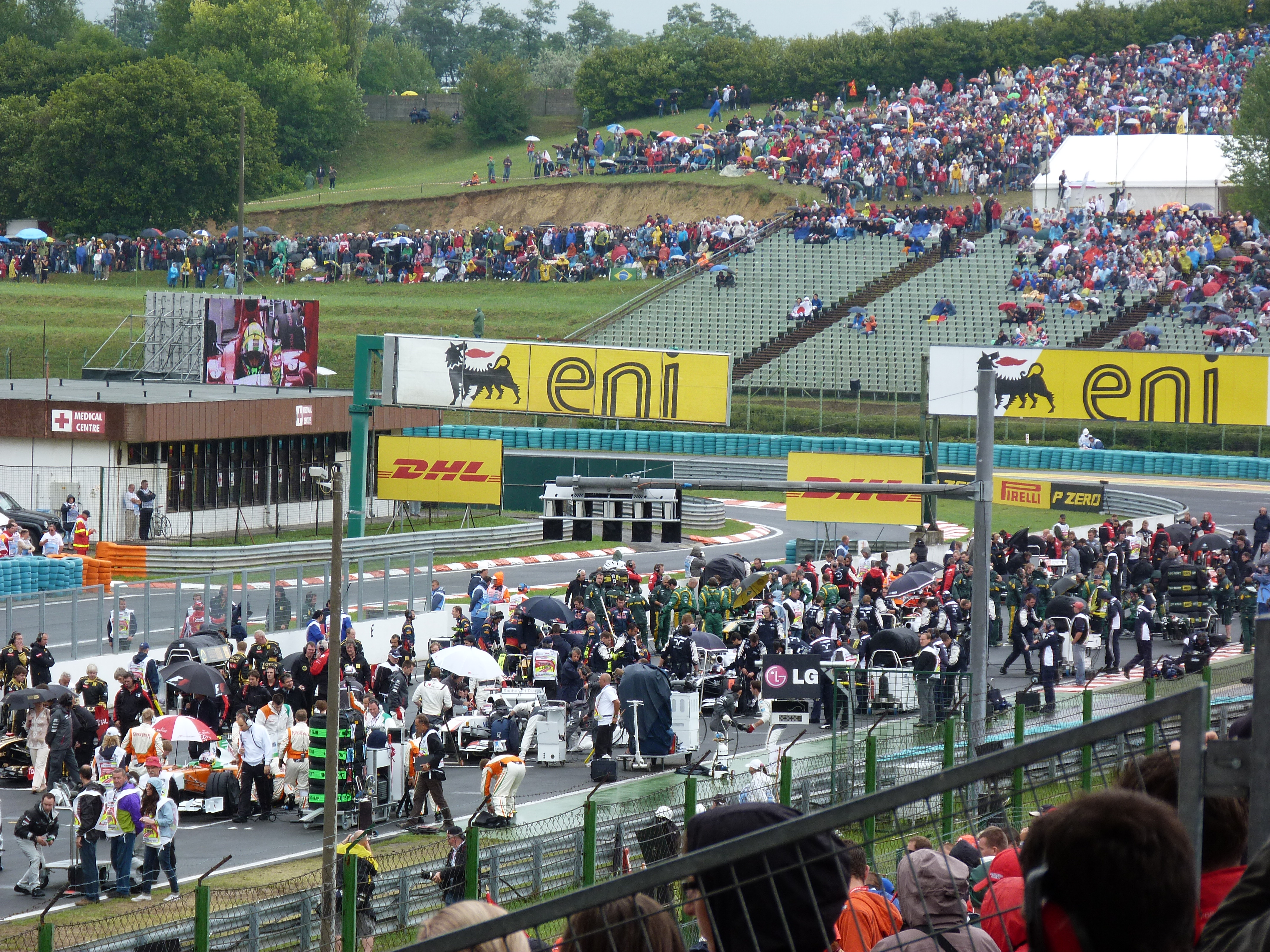
La mise en grille du Grand Prix au Hungaroring.

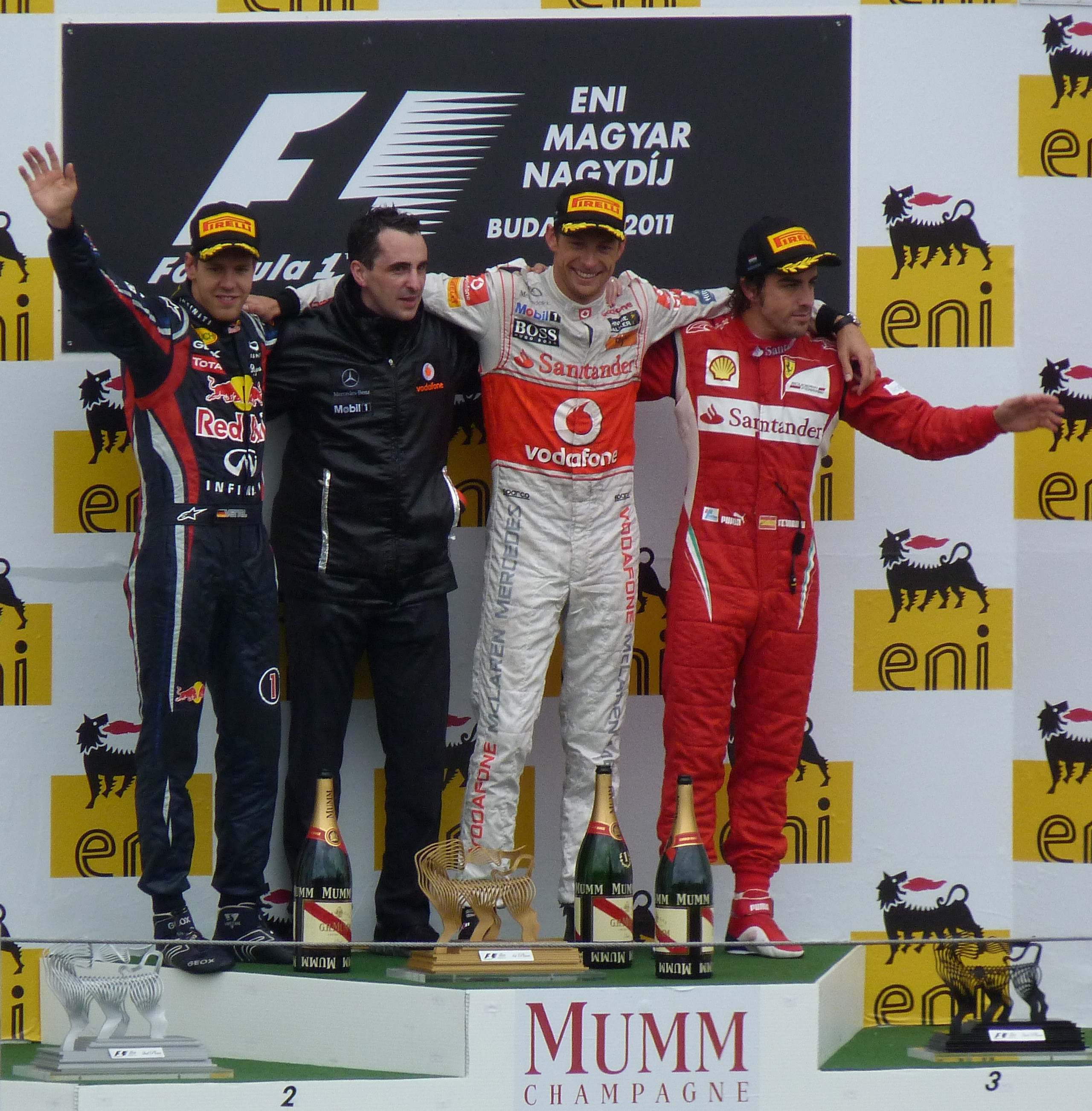
Sur le podium, Jenson Button devance Sebastian Vettel et Fernando Alonso.

S'il ne pleut pas, la piste est détrempée au départ du Grand Prix de Hongrie et les concurrents se présentent en pneus intermédiaires. À l'extinction des feux, Sebastian Vettel, en pole position, prend un excellent départ devant les deux pilotes McLaren. Au premier passage, Vettel mène devant Hamilton, Jenson Button, Nico Rosberg, Fernando Alonso, Michael Schumacher, Felipe Massa et Mark Webber. Quelques minutes plus tard, Alonso prend l'avantage sur Rosberg avant de faire une erreur et de se retrouver à nouveau derrière son adversaire direct.
Lewis Hamilton attaque sans relâche Sebastian Vettel. Hamilton, plus rapide que Vettel, pousse son rival à commettre une erreur de pilotage pour défendre sa place dans le cinquième tour : Hamilton file et désormais Vettel se trouve sous la menace directe de Button,,. Dans le septième tour, Alonso commet une nouvelle erreur et est doublé par son coéquipier qui passe devant lui, avant de partir à son tour à la faute. Au huitième passage, Hamilton devance Vettel de 5 secondes, Button de 7 s, Rosberg de 11 s, Alonso (le pilote le plus rapide en piste) de 12 s et Webber de 15 s ; suivent Schumacher, Paul di Resta, Massa et Kamui Kobayashi.
Webber, Massa et Rubens Barrichello rentrent à leur stand chausser des pneus slicks au dixième tour alors que la piste reste encore très humide. Button, di Resta, Pastor Maldonado, Nick Heidfeld et Timo Glock les imitent au tour suivant, Hamilton, Vettel, Alonso, Rosberg, Kobayashi, Sébastien Buemi, Heikki Kovalainen, Adrian Sutil, Sergio Pérez et Vitantonio Liuzzi au douzième tour, Schumacher, Jaime Alguersuari, Jarno Trulli et Daniel Ricciardo au treizième. Au quatorzième passage, Hamilton précède Button de 5 secondes, Vettel de 6 s, Webber de 13 s et Alonso de 14 s ; suivent Rosberg, di Resta, Schumacher, Massa et Kobayashi. En tête de la course, Hamilton hausse le rythme et, quatre tours plus tard, possède 9 secondes d'avance sur Vettel, 10 sur Button et plus de 15 sur Webber, attaqué par Alonso. Nick Heidfeld, en grande difficulté en fond de classement, abandonne sa Renault en feu sur le bord de la piste. Pendant ce temps, Webber, Alonso, Kovalainen, Perez, Petrov, Buemi rentrent au vingt-cinquième tour changer de pneus, Hamilton, Schumacher (qui abandonne peu après), Sutil, Liuzzi au vingt-sixième, Button, Rosberg, di Resta au suivant, Vettel, Maldonado, Glock, d'Ambrosio et Ricciardo au vingt-huitième.
Au trente-deuxième passage Hamilton est toujours en tête et précède Button de 7 secondes, Vettel de 12 s, Webber de 16 s, Alonso de 17 s ; suivent Kobayashi qui change ses pneus autour suivant, Massa, Rosberg, di Resta et Barrichello. Alonso, retardé par Webber, s'arrête changer ses pneus au trente-sixième tour, Barrichello au trente-septième, Webber au trente-neuvième, Hamilton et Massa au quarantième, Vettel au tour suivant et Button au quarante-deuxième tour. Après cette troisième vague d'arrêts, Hamilton mène la course devant Button, Alonso, Vettel et Webber. Si Hamilton et Alonso sont toujours en pneus tendres, les trois autres, désormais en pneus durs, essayent d’aller jusqu'au bout de la course sans arrêt supplémentaire. Alonso maltraite tellement ses pneus tendres que ses temps au tour s'effondrent : Vettel prend l'avantage sur lui dans le quarante-quatrième tour, au moment où quelques gouttes tombent sur le circuit,.
La pluie s'intensifie dans le quarante-septième tour et Hamilton part à la faute. Alonso rentre au stand et, malgré la pluie, chausse des pneus slicks durs. Button mène désormais la course devant Hamilton et Vettel, les trois pilotes se tenant en une seconde. Au cinquantième passage Button devance Hamilton, Vettel, Webber, Alonso, Massa, Rosberg, Kobayashi, Petrov et Alguersuari. Quelques secondes plus tard, Button part à la faute sur une piste de plus en plus glissante et Hamilton prend la tête de la course. Button reprend l'avantage quelques hectomètres plus loin avant que Lewis Hamilton ne lui rende la pareille quelques centaines de mètres plus loin, puis rentre au cinquante-deuxième tour chausser des pneus intermédiaires. Webber rentre également chausser des gommes intermédiaires mais s'aperçoit immédiatement de son erreur technique : il revient aussitôt remettre des gommes slicks. Pendant ce temps, Alonso déborde Hamilton en difficulté avec des pneumatiques mal adaptés à la piste. Hamilton retourne changer ses pneus au cinquante-quatrième tour : il n'a désormais plus aucun espoir de décrocher la victoire, d'autant qu'il reçoit une pénalité pour avoir gêné Paul di Resta après son tête-à-queue,,.
Au cinquante-sixième passage, Button mène devant Vettel, Alonso, Hamilton, Massa, Webber, Kobayashi, Rosberg, Buemi et di Resta. En fin de course, Hamilton prend l'avantage sur Webber. Jenson Button remporte la victoire pour son 200e départ en Grand Prix. Vettel termine deuxième devant Alonso, Hamilton, Webber, Massa, di Resta, Buemi, Rosberg et Alguersuari,,.
Au championnat du monde, Vettel possède 234 points et devance son coéquipier Webber (149 points). Lewis Hamilton est troisième avec 146 points et précède Fernando Alonso d'un point tandis que Jenson Button, toujours cinquième, n'a plus que 11 points de retard sur Alonso. Chez les constructeurs, Red Bull Racing possède 383 points et devance notamment McLaren (280 points), Ferrari (215 points), Mercedes Grand Prix (80 points) et Renault (66 points).

### Grand Prix de Belgique
À l'extinction des feux, Sebastian Vettel, en pole position, prend un excellent départ mais Nico Rosberg dont la monoplace surchauffait sur la grille de départ se rapproche de prend la tête de la course dès la ligne droite. Au premier passage sur la ligne, Rosberg devance Vettel, Felipe Massa, Lewis Hamilton, Fernando Alonso, Sébastien Buemi, Sergio Pérez, Mark Webber, Kamui Kobayashi, Vitaly Petrov, Adrian Sutil, Jenson Button, Paul di Resta et Michael Schumacher. Jaime Alguersuari, Bruno Senna, Heikki Kovalainen et Timo Glock ont été impliqués dans divers accrochages mais seul Alguersuari abandonne.
Vettel reprend la tête de la course dès le deuxième tour. Webber et Button s'arrêtent les premiers au stand changer leurs pneus dès le troisième tour. Button en profite pour changer son aileron avant abimé au départ. Derrière Vettel, la bataille fait rage entre Rosberg, Massa, Alonso et Hamilton. Vettel change ses pneus au cinquième tour et Rosberg mène la course. Quelques instants plus tard, Buemi reçoit un drapeau noir car son aileron arrière est à moitié arraché. Au sixième passage Rosberg mène devant Alonso, Hamilton, Massa, Kobayashi, Petrov, Vettel, Sutil, di Resta, Pastor Maldonado, Webber et Rubens Barrichello. Quelques secondes plus tard, Alonso prend la tête dans la ligne droite en dépassant Rosberg.
Alonso change ses pneus au huitième tour, Hamilton au dixième, Rosberg au onzième, Petrov et Maldonado au tour suivant. Hamilton s'accroche alors avec Kobayashi en tentant de le dépasser au freinage des Combes : la McLaren s'écrase violemment contre le mur. Si Hamilton n'est pas blessé, la voiture de sécurité entre en action. Au quinzième tour, derrière la voiture de sécurité, Alonso précède Webber, Vettel, Massa, Rosberg, Sutil, Pérez, Petrov, Schumacher, Barrichello, Button, Maldonado, di Resta, Kobayashi, Senna, Jarno Trulli, Jérôme d'Ambrosio, Vitantonio Liuzzi, Kovalainen et Glock. La course est relancée à l'entame du seizième tour et Vettel se montre très menaçant pour Alonso. Vettel prend l'avantage dès le tour suivant grâce à ses pneus neufs changés juste avant l'intervention de la voiture de sécurité alors que la Ferrari a des pneus très usés. En tête de la course, Vettel prend immédiatement ses distances et compte 3 secondes d’avance au vingtième passage et 4 s au vingt-et-unième. Webber est à 2 secondes d'Alonso tandis que Button remonte dans le classement : en quelques tours, il a pris l'avantage sur Schumacher, Sutil, Massa et Rosberg pour pointer désormais en quatrième position. Au vingt-septième passage Vettel devance Alonso, Webber, Button, Rosberg, Massa, Sutil, Schumacher, Petrov, Maldonado, Barrichello, di Resta, Kobayashi, Trulli, Kovalainen, Senna, Perez, d'Ambrosio, Glock et Liuzzi.
Alonso, Maldonado et Kobayashi changent leurs pneus pour la dernière fois au vingt-neuvième tour, Vettel, Rosberg, Massa, Petrov et di Resta au trentième, Webber, Sutil, Schumacher, Barrichello et Trulli au trente-et-unième et Button et Massa au tour suivant. En tête de la course, Vettel conserve 7 secondes d'avance sur Alonso qui voit revenir sur lui Webber en pneus tendres alors que les deux premiers sont en gommes dures. Mark Webber prend l'avantage sur Fernando Alonso dans le trente-sixième tour. Pendant ce temps, Schumacher revient sur son coéquipier Rosberg. Jenson Button, en pneus tendres, prend la troisième place à Alonso dans le quarante-deuxième tour et quelques secondes plus tard Schumacher fait de même avec Rosberg. Sebastian Vettel remporte sa septième victoire de la saison. En terminant deuxième, Webber consolide l'avance de Red Bull au championnat des constructeurs. Button termine troisième et devance Alonso, Schumacher, Rosberg, Sutil, Massa, Petrov et Maldonado qui inscrit son premier point en championnat du monde,.
Au championnat du monde, Vettel possède 259 points et devance son coéquipier Webber (167 points). Fernando Alonso est désormais troisième avec 157 points et précède Jenson Button (149 points) d'un point tandis que Lewis Hamilton chute au cinquième rang avec 146 points. Chez les constructeurs, le classement ne change pas, Red Bull Racing possède 426 points et devance notamment McLaren (295 points), Ferrari (229 points), Mercedes Grand Prix (98 points) et Renault (68 points).

### Grand Prix d'Italie
Sebastian Vettel est en pole position, Lewis Hamilton à ses côtés en première ligne, Jenson Button et Fernando Alonso sur la deuxième ligne. Parmi les dix premiers, seuls Nico Rosberg et Bruno Senna sont en pneus durs. À l'extinction des feux, Fernando Alonso prend un excellent départ et s'engouffre en tête dans le premier virage en mettant ses deux roues droites dans l'herbe lors de sa lutte contre Hamilton et Vettel,.
À l'arrière, Vitantonio Liuzzi perd le contrôle de sa monoplace qui glisse dans l'herbe et revient en piste au niveau de la chicane où le peloton vient de s’engouffrer : l'accrochage implique notamment Vitaly Petrov, Nico Rosberg, Daniel Ricciardo, Kamui Kobayashi et Rubens Barrichello. Petrov et Rosberg abandonnent tandis que les autres pilotes doivent rentrer aux stands faire réparer leurs monoplaces. Jérôme d'Ambrosio abandonne également à la suite d'une casse de sa boîte de vitesses. La voiture de sécurité entre en action immédiatement et derrière elle, Alonso précède Vettel, Hamilton, Michael Schumacher, Felipe Massa, Button, Mark Webber, Paul di Resta, Pastor Maldonado, Sergio Pérez, Jaime Alguersuari, Heikki Kovalainen, Jarno Trulli, Timo Glock, Sébastien Buemi, Adrian Sutil, Bruno Senna, Kobayashi et Barrichello.
La course est relancée au troisième tour et Sebastian Vettel attaque immédiatement Alonso tandis que Schumacher dépasse Hamilton. Quelques secondes plus tard, dans la chicane, Webber accroche Massa qui part en tête-à-queue. Webber arrache son aileron avant qui se coince sous son fond plat. L'Australien, privé d'appui, sort de la piste dans la « Parabolica » et s'encastre dans un muret de pneus. Peu après, son équipier Vettel dépasse Alonso. Au septième passage, Vettel devance Alonso, Schumacher, Hamilton, Button, Maldonado, Pérez, Massa, di Resta et Alguersuari tandis qu'Adrian Sutil abandonne sur problème mécanique,.
Au dixième tour, Vettel possède plus de six secondes d'avance sur Alonso et huit secondes d’avance sur le duo Schumacher/Hamilton. La Mercedes de Schumacher est plus rapide que la McLaren et, même en actionnant son Drag Reduction System, Hamilton n'arrive pas à doubler son adversaire et reste bloqué dans son sillage. Au treizième tour, Hamilton dépasse Schumacher mais l'Allemand le redouble quelques centaines de mètres plus loin. Pendant ce temps, Jenson Button a refait son écart sur le duo et roule dans les échappements de son coéquipier. Hamilton essaie à nouveau de dépasser Schumacher et met deux roues dans l'herbe : Button profite de cette erreur pour le dépasser et double Schumacher dans la foulée.
Schumacher et Buemi changent de pneus au seizième tour, Button au tour suivant, Hamilton et Kobayashi au dix-huitième, Alonso, Maldonado et Senna au dix-neuvième, Vettel et Alguersuari au vingtième, Massa au vingt-et-unième. Après ce changement de pneus, Lewis Hamilton se retrouve derrière Schumacher et tente à nouveau de le doubler, sans succès. Au vingt-cinquième tour, Vettel devance Alonso de 12 secondes, Button de 13 s, Schumacher et Hamilton de 20 s, Massa de 34 s ; suivent Pérez, di Resta, Alguersuari, Buemi, Maldonado et Senna.
Kamui Kobayashi abandonne au vingt-et-unième tour et son coéquipier Sergio Pérez onze boucles plus tard. La déception est particulièrement grande pour le Mexicain qui visait la septième place du classement. Di Resta change de pneus au trente-deuxième tour, Button et Barrichello au suivant, Alonso et Hamilton au trente-quatrième, Vettel au trente-cinquième, Schumacher et Maldonado au trente-septième, Buemi et Senna au quarantième, Massa et Alguersuari au tour suivant. Pendant ces changements de pneus, Button a pris sur la piste l’avantage sur Alonso. Au trente-neuvième tour Daniel Ricciardo abandonne et, au quarante-deuxième tour, Vettel a 15 secondes d'avance sur Button ; suivent Alonso, Hamilton, Schumacher, Massa, Alguersuari, di Resta, Buemi, Senna, Maldonado, Barrichello, Kovalainen, Trulli et Glock. Bruno Senna attaque alors Buemi et prend l'avantage peu avant le drapeau à damier,.
Sebastian Vettel remporte sa huitième victoire de la saison, Button et Alonso complétant le podium. Hamilton termine quatrième devant Schumacher, Massa, Alguersuari, di Resta, Senna et Buemi. Avec sa neuvième place, le neveu d'Ayrton Senna inscrit ses premiers points en Formule 1,.
Au championnat du monde, Vettel possède 284 points et devance désormais Fernando Alonso (172 points). Jenson Button remonte à la troisième place troisième avec 167 points et précède Mark Webber à égalité de points, Lewis Hamilton est toujours cinquième rang avec 158 points. Chez les constructeurs, le haut du classement ne change pas, Red Bull Racing possède 451 points et devance notamment McLaren (325 points), Ferrari (254 points), Mercedes Grand Prix (108 points) et Renault (70 points).

### Grand Prix de Singapour

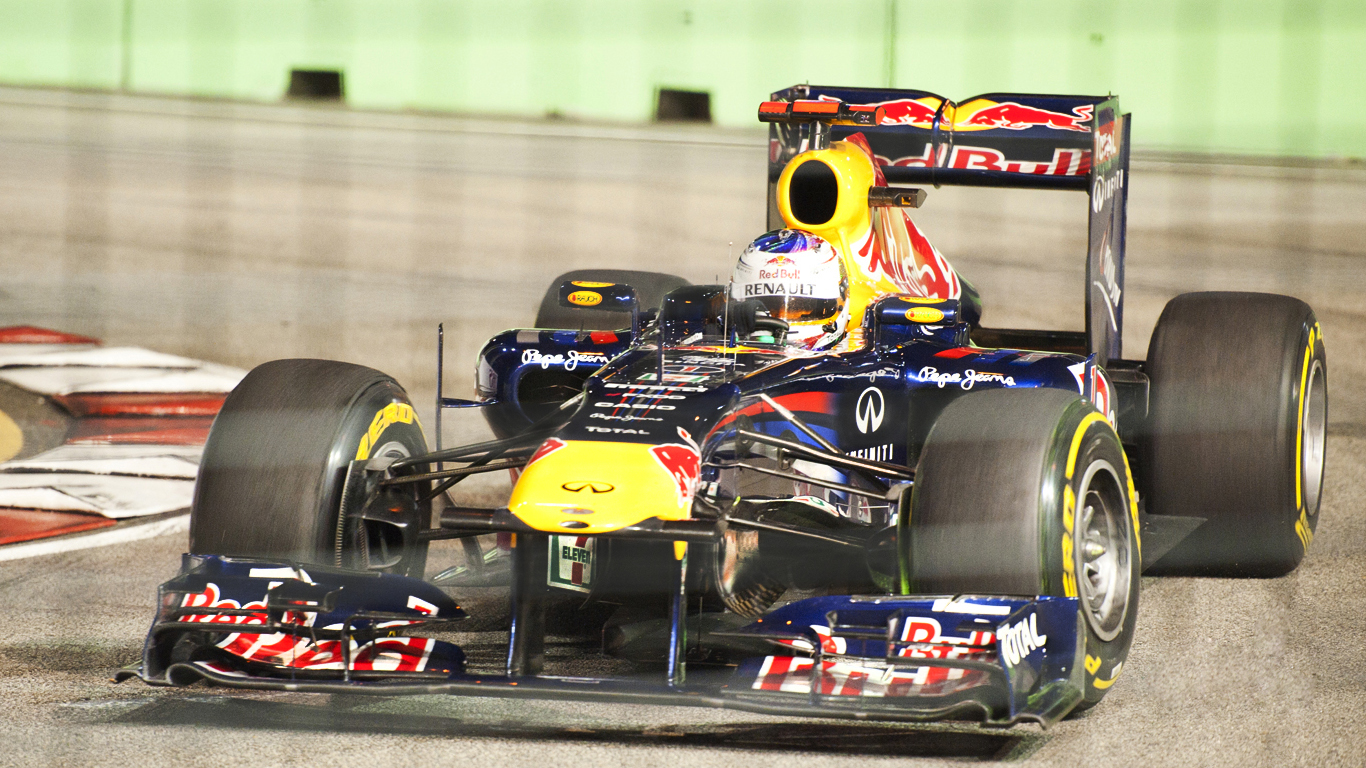
Sebastian Vettel signe la pole position à Singapour.

À l'extinction des feux, Sebastian Vettel, en pole position, s'engouffre en tête dans le premier virage tandis que son coéquipier Mark Webber manque son envol, tout comme Lewis Hamilton. Au premier passage sur la ligne, Vettel devance Jenson Button, Fernando Alonso, Webber, Felipe Massa, Nico Rosberg, Michael Schumacher, Hamilton, Adrian Sutil et Paul di Resta,.
Sebastian Vettel a déjà 3 secondes et demie d'avance sur Button et 4 secondes sur Alonso dès le deuxième passage et prend à nouveau une seconde d'avance au troisième tour. Dès que les pilotes reçoivent l'autorisation d'activation de leur aileron mobile, Hamilton en profite pour prendre l'avantage sur Schumacher et se rapprocher de Rosberg, qu'il double dans le cinquième tour. Au sixième passage sur la ligne, Vettel devance Button de 8 secondes, Alonso de 9 secondes, Webber de 10 secondes, Massa de 12 secondes et Hamilton de 15 secondes. Dans le neuvième tour, Mark Webber commence à attaquer Alonso et réussit à le doubler, juste avant que l'Espagnol ne regagne son stand pour effectuer son premier changement de pneus. Schumacher et Senna rentrent dans le même tour, Massa, Hamilton, Sutil, Pastor Maldonado, Sébastien Buemi et Heikki Kovalainen au tour suivant. Lewis Hamilton reprend la piste juste derrière Massa et l'attaque immédiatement : Hamilton accroche le Brésilien qui doit regagner son stand avec un pneu crevé tandis qu'Hamilton a cassé son aileron avant.
Webber et Rubens Barrichello s'arrêtent au douzième tour et Hamilton au treizième, pour changer son aileron et ses pneus. Vettel et Button s'arrêtent au quatorzième tour, Sergio Pérez au suivant, Kamui Kobayashi, Vitaly Petrov et Jarno Trulli au seizième, Jaime Alguersuari au dix-septième et di Resta au dix-neuvième passage. L'incident entre Massa et Hamilton est étudié par les commissaires de course qui décident de sanctionner Hamilton d'un passage par les stands à vitesse réduite (drive-through). Au vingtième tour Vettel est toujours en tête avec 13 secondes d'avance sur Button, 30 s sur Alonso, 32 s sur Webber, 43 s sur Rosberg, 47 s sur Schumacher ; suivent Sutil, di Resta, Pérez et Maldonado,,.
Rosberg change ses pneus au vingt-deuxième tour, son coéquipier Schumacher au vingt-quatrième, Alonso au vingt-cinquième. Quelques minutes plus tard, Nico Rosberg fait une légère erreur et sort large dans un virage : Pérez en profite pour le passer, ainsi que Schumacher qui tente de doubler la mise en dépassant Pérez. Schumacher accroche le pilote mexicain et écrase sa monoplace très violemment dans un muret de pneus : la voiture de sécurité entre en piste pour permettre l'évacuation de l'épave de la monoplace. La plupart des pilotes profitent de la neutralisation de la course pour changer de pneus. Au trente-et-unième tour, derrière la voiture de sécurité, Vettel précède Button, Alonso, Webber, di Resta, Rosberg, Sutil, Pérez, Hamilton et Maldonado. La course est relancée au trente-troisième tour et, profitant du fait que des pilotes retardataires sont intercalés entre lui et Button, Vettel creuse immédiatement un écart de 9 secondes en un seul tour,,.
Webber change ses pneus pour la dernière fois au quarante-septième tour, Button et Hamilton au suivant, Vettel et Alonso au quarante-neuvième. Jaime Alguersuari rate un virage et encastre sa monoplace dans un muret à deux tours du terme. La voiture de sécurité n'est pas envoyée en piste mais une portion du circuit est neutralisée au drapeau jaune, ce qui contrarie la remontée entamée par Button sur Vettel,.
À l'arrivée, Vettel remporte sa neuvième victoire de la saison avec moins de 2 secondes d'avance sur son désormais unique rival pour le titre, Jenson Button. Mark Webber complète le podium ; suivent pour les points Alonso, Hamilton, di Resta, Rosberg, Sutil, Massa et Perez,,.
Au championnat du monde, Vettel possède 309 points et devance désormais Jenson Button (185 points), Fernando Alonso (184 points), Mark Webber (182 points) et Lewis Hamilton 168 points. Il ne manque plus qu'un seul point à Vettel pour décrocher le titre de champion du monde et seul Button peut désormais mathématiquement lui contester le titre. Chez les constructeurs, le haut du classement ne change pas, Red Bull Racing possède 491 points et devance notamment McLaren (353 points), Ferrari (268 points), Mercedes Grand Prix (114 points) et Renault (70 points).

### Grand Prix du Japon

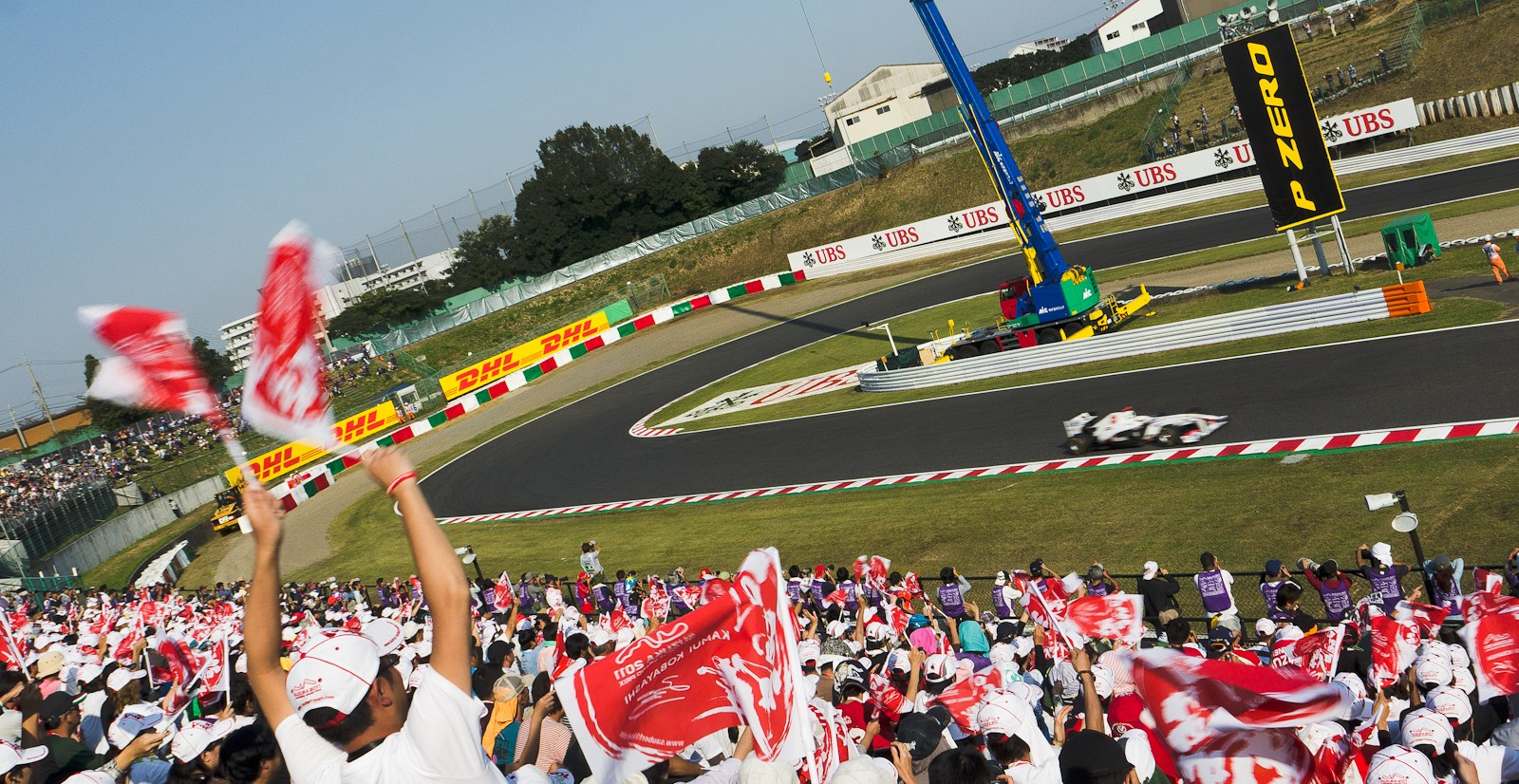
La tribune des supporters de Kamui Kobayashi se lève à son passage sur la piste.

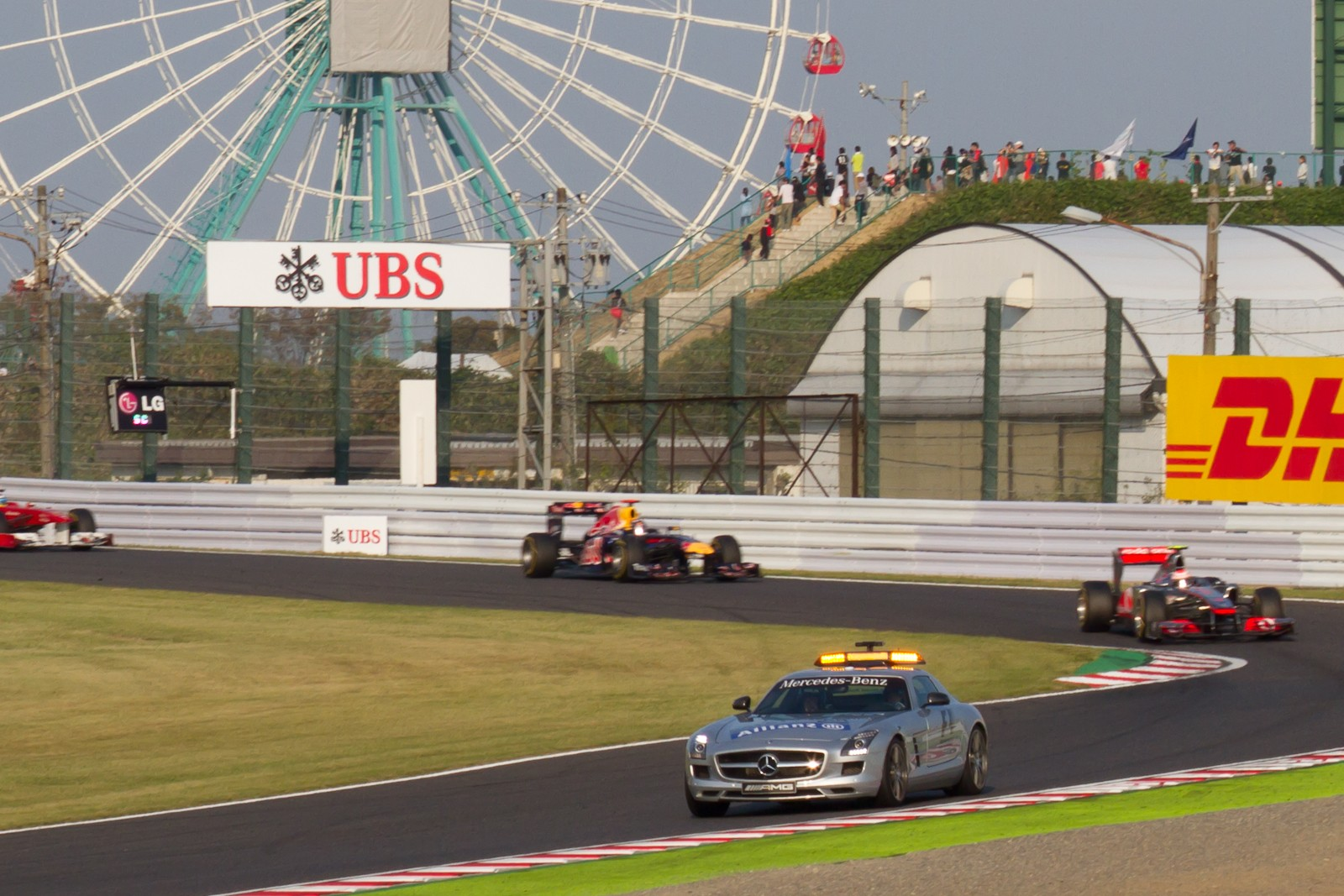
Jenson Button et Sebastian Vettel derrière la voiture de sécurité.

À l'extinction des feux, Jenson Button prend un excellent départ mais est tassé par Vettel, en pole position, qui s'engouffre en tête dans le premier virage devant Lewis Hamilton et Button. Au premier passage sur la ligne, Vettel devance Hamilton, Button, Felipe Massa, Fernando Alonso, Mark Webber, Michael Schumacher, Paul di Resta, Adrian Sutil, Vitaly Petrov, Sébastien Buemi et Kamui Kobayashi.
Au septième passage, Vettel possède 4 secondes d’avance sur Hamilton, 5 s sur Button, 7 s sur Alonso, 9 s sur Massa et 10 s sur Webber. Jenson Button dépasse alors son coéquipier Hamilton qui décide de rentrer immédiatement changer ses pneus. Sutil rentre au stand dans le même tour, Vettel et Schumacher au tour suivant, Button, Alonso, Webber, di Resta, Kobayashi, Heikki Kovalainen au dixième, Massa, Buemi, Jarno Trulli, Daniel Ricciardo au onzième, Rubens Barrichello, Nico Rosberg et Timo Glock au douzième, Jérôme d'Ambrosio au treizième. Juste après son arrêt, Sébastien Buemi abandonne à cause d’un écrou de roue mal fixé.
Au quinzième passage sur la ligne, Vettel devance Button de 3 secondes, Alonso est à 5 secondes, Hamilton à 7 s, Massa à 8 s ; suivent Webber, Schumacher, Petrov, Perez et Sutil. Bruno Senna change ses pneus au quinzième tour, Pastor Maldonado au suivant, Jaime Alguersuari au dix-septième tour et Petrov au dix-huitième. Les deux pilotes Red Bull Racing Vettel et Webber repassent par leur stand au dix-neuvième tour, Sergio Pérez et Button font de même au tour suivant et Jenson Button reprend la piste en tête de la course.
Alonso et Hamilton s'arrêtent au vingt-et-unième tour et, peu après, Lewis Hamilton et Felipe Massa s'accrochent : la monoplace du Brésilien perd un bout d'aileron dans ce contact. Massa s'arrête au vingt-deuxième tour pour réparer sa monoplace alors que Vettel, revenu à moins d'une seconde de Button, peut actionner son aileron mobile dans la ligne droite des stands. Il en est empêché par la voiture de sécurité qui entre alors en piste pour permettre l'évacuation des débris de la Ferrari de Massa. Schumacher, di Resta, Kobayashi, Barrichello, Rosberg, Trulli et Vitantonio Liuzzi profitent de la neutralisation pour changer leurs pneus,.
Au vingt-cinquième passage, derrière la voiture de sécurité, Button précède Vettel, Alonso, Webber, Massa, Hamilton, Schumacher, Petrov, Pérez, di Resta, Sutil, Rosberg, Kobayashi, Barrichello, Alguersuari, Senna et Maldonado. La course est relancée à l'entame du vingt-huitième tour et Jenson Button prend immédiatement le large : trois tours plus tard il compte plus de 2 secondes d'avance sur Vettel et près de 5 secondes sur Alonso. Vettel change ses pneus au trente-troisième tour, Webber au suivant, Hamilton, di Resta et Senna au trente-cinquième, Button et Massa au trente-sixième, Alonso, Pérez, Sutil, Barrichello et Kovalainen au trente-septième. Pendant ces arrêts au stand, Michael Schumacher mène la course jusqu'à l'entame du quarante-et-unième tour où il s'arrête à son tour, laissant la tête à Jenson Button, devant Alonso et Vettel, roues dans roues,
Au quarante-troisième tour, Button mêne devant Alonso et Vettel à 5 secondes, Webber à 11 s, Hamilton à 19 s, Schumacher à 20 s ; suivent Massa, Pérez, Kobayashi et di Resta. En fin de course, Alonso revient fort sur Button tandis que Vettel, qui n'a besoin que d'un point pour devenir champion du monde, semble se contenter de sa troisième place. Mark Webber, son équipier, reçoit la consigne de ne pas trop revenir sur Vettel pour ne pas le perturber. Jenson Button réagit à la hausse de rythme d'Alonso en signant le meilleur tour en course peu avant de remporter l'épreuve. Fernando Alonso termine deuxième devant Vettel. Suivent pour les points Webber, Hamilton, Schumacher, Massa, Pérez, Petrov et Rosberg,.
Vettel remporte son second titre de champion du monde consécutif et possède 324 points. Il devance Jenson Button (210 points), Fernando Alonso (202 points), Mark Webber (194 points) et Lewis Hamilton (178 points). Chez les constructeurs, le haut du classement ne change pas, Red Bull Racing possède 518 points et devance notamment McLaren (388 points), Ferrari (292 points), Mercedes Grand Prix (123 points) et Renault (72 points).

### Grand Prix de Corée du Sud

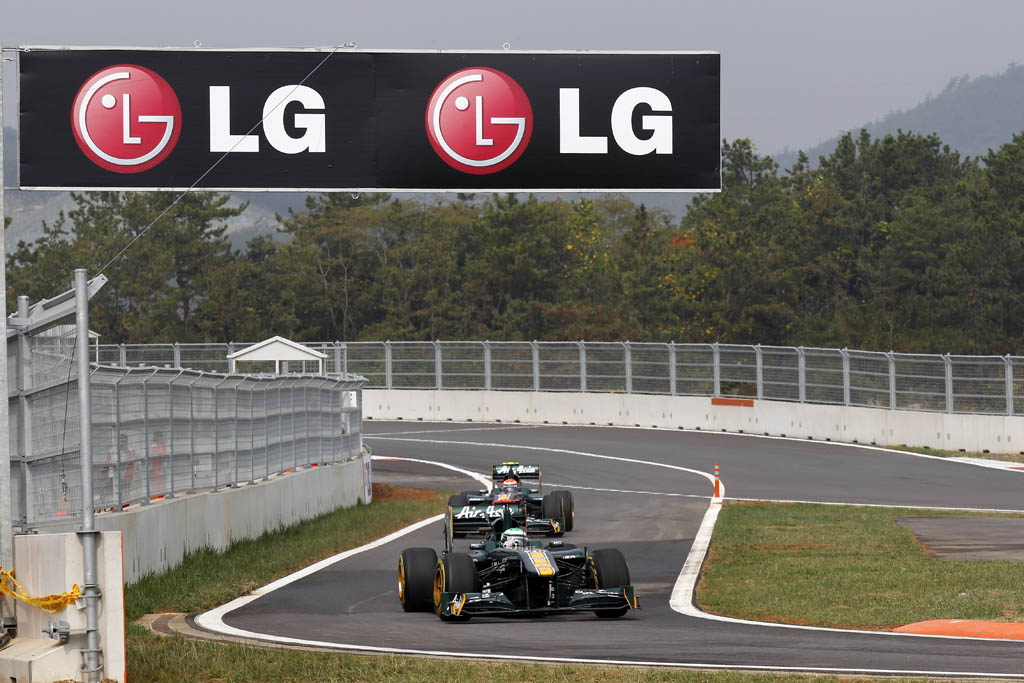
Les deux Lotus T128 sur le circuit de Yeongam.

S'il pleut légèrement à certains endroits du circuit au départ du Grand Prix de Corée, les pilotes sont tous chaussés en pneus pour piste sèche. Adrian Sutil est le seul parmi les dix premiers à avoir choisi les gommes dures. À l'extinction des feux, Lewis Hamilton, en pole position prend un bon départ et s'engouffre en tête dans le premier virage mais Sebastian Vettel l'attaque et le dépasse quelques virages plus loin. Jenson Button doit freiner pour ne pas risquer un accrochage avec les deux pilotes de tête et se fait déborder par Mark Webber, Felipe Massa et Fernando Alonso,.
Au premier passage, Vettel devance Hamilton, Webber, Massa, Alonso, Button, Nico Rosberg, Vitaly Petrov, Paul di Resta, Michael Schumacher, Adrian Sutil et Jaime Alguersuari. Vettel creuse immédiatement un écart supérieur à une seconde pour se mettre à l'abri de l'activation de son aileron arrière mobile par Lewis Hamilton. Au sixième passage sur la ligne, Hamilton est relégué à 2 secondes, Webber à 5 s, Massa à 6 s, Alonso à 7 s, Button à 8 s. Kamui Kobayashi et Rubens Barrichello changent les premiers leurs pneus au dixième tour, suivis par di Resta au suivant, Button, Rosberg, Bruno Senna et Heikki Kovalainen au treizième, Webber, Massa, Petrov, Schumacher, Buemi au quatorzième, Hamilton, Alonso au suivant, Vettel, Sutil, Maldonado et Sergio Pérez au seizième. Nico Rosberg ressort des stands devant Button qui perd encore une position,.
Vitaly Petrov harponne alors violemment Michael Schumacher dans le troisième virage : le Russe détruit son aileron avant et sa direction tandis que Schumacher n'a plus d'aileron arrière et roule avec un pneu crevé. Les deux pilotes abandonnent et la voiture de sécurité entre en piste pour permettre l'évacuation des nombreux débris. Vettel devance Hamilton, Webber, Button, Rosberg, Massa, Alonso, Alguersuari, di Resta, Sutil, Maldonando, Buemi, Pérez, Kobayashi, Barrichello, Senna et Kovalainen. La course est relancée à l'entame du vingtième tour. Jenson Button, désormais quatrième à la faveur des arrêts aux stand et chaussé de pneus tendres, attaque immédiatement Webber en pneus durs, sans succès. Vettel creuse à nouveau l'écart sur Hamilton. Webber, bien qu'en pneus durs, tourne plus vite que Vettel et Hamilton en gommes tendres,,.
Rosberg change ses pneus au vingt-septième tour, Senna au trentième, di Resta et Barrichello au suivant, Hamilton, Webber au trente-troisième, Vettel, Button, Massa au trente-quatrième, Sutil au suivant, Buemi, Pérez, Trulli au trente-sixième, Alonso et Alguersuari au trente-septième. Webber attaque Hamilton sans parvenir à le dépasser tandis que Fernando Alonso dépasse Felipe Massa : l'Espagnol est le pilote le plus rapide en piste et a Button en point de mire. Au quarante-et-unième passage, Vettel devance Hamilton de 11 secondes, Webber de 12 s, Button de 13 s, Alonso de 18 s, Massa de 21 s, Rosberg de 34 s et Alguersuari de 35 s. Au quarante-cinquième passage, Alonso est revenu à 3 secondes de Jenson Button et à 5 secondes de Mark Webber. Trois boucles plus tard, il n'y a plus que 3 secondes entre Lewis Hamilton, second, et Fernando Alonso, cinquième. Mark Webber dépasse Hamilton au quarante-neuvième tour mais Hamilton le repasse aussitôt dans la ligne droite suivante grâce à son aileron arrière ajustable,,. Sebastian Vettel remporte peu après sa dixième victoire de la saison. Lewis Hamilton termine deuxième et Mark Webber troisième ; suivent pour les points Button, Alonso, Massa, Alguersuari, Rosberg, Buemi et di Resta,,.
Grâce à la présence de ses deux pilotes sur le podium, Red Bull Racing remporte le championnat du monde des constructeurs et totalise 558 points. L'écurie autrichienne devance McLaren Racing (418 points), Ferrari (310 pts) et Mercedes (127 pts). Vettel possède désormais 349 points et devance Jenson Button (222 points), Alonso (212 points) et Mark Webber (209 points).

### Grand Prix d'Inde
À l'extinction des feux, Sebastian Vettel en pole position, s'élance parfaitement alors qu'Alonso, sur la partie sale de la piste, perd une place au profit de Button, parti quatrième, dès le premier virage. Peu après, Jenson Button double Mark Webber pour pointer à la deuxième place de la course. À l'arrière du peloton, plusieurs accrochages impliquent les voitures de Sergio Pérez, Timo Glock, Rubens Barrichello, Jarno Trulli, Paul di Resta et Kamui Kobayashi. Au premier passage sur la ligne, Vettel devance Button, Webber, Alonso, Felipe Massa, Lewis Hamilton, Nico Rosberg, Michael Schumacher, Adrian Sutil, Bruno Senna, Jaime Alguersuari et Sébastien Buemi. Vettel prend peu à peu le large devant Button menacé par Webber qui cherche à récupérer sa deuxième place perdue,,.
Au huitième passage, Vettel compte 5 secondes d'avance sur Button, 6 s sur Webber, 8 s sur Alonso, 9 s sur Massa, 11 s sur Hamilton, 15 s sur Rosberg, 17 s sur Schumacher, 21 s sur Sutil et 24 s sur Senna. Le pilote brésilien, en difficulté, s'incline alors coup sur coup face aux attaques d'Alguersuari et de Buemi. Jenson Button hausse son rythme de course et signe à plusieurs reprises le meilleur tour en course, toutefois l'écart avec Vettel ne descend pas en deçà des 4 secondes. Sutil change ses pneus au quatorzième tour, Webber, Alonso, Hamilton, Alguersuari au seizième, Massa, Rosberg au suivant, Button, Schumacher, Buemi au dix-huitième, Vettel, di Resta au suivant. Au vingt-troisième tour, Vettel est toujours en tête devant Button à 4 secondes, Webber à 9 s, Alonso à 13 s, Massa à 17 s, Hamilton à 18 s, Rosberg à 33 s, Schumacher à 39 s ; suivent plus loin Alguersuari et Buemi,,.
Au tour suivant, Lewis Hamilton attaque Felipe Massa à l'intérieur d'un virage à gauche lorsque le pilote brésilien ferme la porte : les deux rivaux s'accrochent. Massa poursuit sa course mais, reconnu responsable de l'accident par les commissaires de course, doit effectuer un passage au ralenti par les stands. Hamilton passe par son stand faire réparer sa monoplace et en ressort en neuvième position tandis que Buemi abandonne sur panne technique. En tête de la course, au trente-troisième tour, Vettel possède 5 secondes d'avance sur Button qui lui-même s'est mis hors de portée d'une attaque de Webber. Vitaly Petrov change ses pneus au trente-quatrième tour alors que Felipe Massa casse sa suspension avant gauche en passant sur un vibreur et abandonne. Pérez rentre au trente-cinquième tour, Sutil au suivant, Barrichello et Webber au trente-septième, Alonso au trente-neuvième et reprend la piste devant son rival Webber. Hamilton s'arrête au quarante-cinquième tour, Button et Alguersuari au tour suivant, Vettel au quarante-septième, et Schumacher au cinquantième. Bruno Senna change ses pneus à seulement trois tours du but et quitte dès lors la zone d'attribution des points,,.
Sebastian Vettel contrôle son écart avec Jenson Button en fin de course mais réalise le meilleur tour en course pour le plaisir de signer le premier Grand Chelem de sa carrière (pole position, meilleur tour en course, victoire et course entièrement en tête). Vettel s'offre sa onzième victoire de la saison et Button termine deuxième devant Fernando Alonso ; suivent pour les points Webber, Schumacher, Rosberg, Hamilton, Alguersuari, Sutil et Pérez,,.
Red Bull Racing totalise désormais et devance toujours McLaren Racing (442 points), Ferrari (325 pts) et Mercedes (145 pts). Vettel possède désormais 374 points et devance Jenson Button (240 points), Alonso (227 points) et Mark Webber (221 points).

### Grand Prix d'Abou Dabi
Si le soleil brille encore au moment où les pilotes s'alignent sur la grille de départ, c'est sous éclairage artificiel que la course se terminera. Sebastian Vettel est en pole position avec Lewis Hamilton à ses côtés en première ligne. Leurs équipiers respectifs se partagent la deuxième ligne devant les deux pilotes Ferrari. À l'extinction des feux, Vettel prend un bon départ et s'engouffre en tête dans le premier virage mais il sort de la piste quelques instants plus tard avec un pneu crevé. Il parvient à rejoindre son stand au ralenti mais abandonne. Pendant ce temps, Fernando Alonso passe de la cinquième place sur la grille à la deuxième place derrière Lewis Hamilton tandis que Sergio Pérez et Bruno Senna repassent par leur stand,,.
Au premier passage sur la ligne, Hamilton devance Alonso, Jenson Button, Mark Webber, Felipe Massa, Nico Rosberg, Michael Schumacher et Adrian Sutil. Au sixième passage, Hamilton a 3 secondes d'avance sur Alonso, 6 s sur Button, 7 s sur Webber et 9 s sur Massa ; suivent Rosberg, Schumacher, Sutil, Paul di Resta, Sébastien Buemi, Vitaly Petrov et Jaime Alguersuari. Quelques instants plus tard, Buemi prend l'avantage sur Sutil tandis que, plus haut dans le classement, Webber et Button se dépassent à tour de rôle en actionnant leur aileron arrière mobile. Lors d'une passe d'armes, les deux monoplaces se touchent, sans gravité, et Button conserve son rang devant son rival,,.
Massa et Alguersuari s'arrêtent changer leurs pneus au quinzième tour, Hamilton, Alonso, Button, Sutil, Schumacher, Heikki Kovalainen au tour suivant, Webber, Rosberg, Trulli au dix-septième, Petrov, Rubens Barrichello, Daniel Ricciardo, Jérôme d'Ambrosio au suivant et Bruno Senna au vingtième. L'arrêt de Webber est trop long et l'Australien décroche au classement. En tête de la course, Hamilton a une avance de 4 secondes sur Alonso, 17 s sur Button, 20 s sur Massa, 23 s sur Webber, 31 s sur Rosberg, 41 s sur Sutil et 44 s sur Schumacher. Jenson Button perd peu à peu du terrain sur les deux hommes de tête car son SREC dysfonctionne. Dans le même temps, Sébastien Buemi abandonne sur problème technique alors qu'il était dans les points,,.
Di Resta et Pérez changent leurs pneus au vingt-huitième tour alors que Button, Massa et Webber sont séparés par des intervalles d'une seconde et peuvent donc actionner leur aileron arrière mobile pour tenter un dépassement. Massa commet une erreur sous la pression de Webber qui le dépasse mais le Brésilien retrouve sa position quelques instants plus tard. Jenson Button profite quant à lui du duel entre ses rivaux pour hausser son rythme et creuser un écart suffisant pour se mettre hors de portée du Drag Reduction System. En tête de la course, Hamilton porte son avance sur Alonso à 5 secondes au trente-et-unième tour. Barrichello s'arrête changer de pneus au trente-quatrième tour, Webber au trente-cinquième, Button, Sutil, Senna au suivant, Petrov au trente-neuvième, Hamilton, Massa, Kovalainen au suivant, Schumacher au quarante-deuxième, Alonso au quarante-troisième et Rosberg au quarante-huitième,,.
Si Mark Webber devance Button sur la piste, cet avantage n'est que virtuel : alors que Button a chaussé des pneus durs lui permettant de finir la course, le pilote australien a une nouvelle fois choisi des gommes tendres et doit obligatoirement s'arrêter avant la fin pour utiliser une nouvelle spécification de pneus, conformément au règlement. Lewis Hamilton remporte sa troisième victoire de la saison devant Fernando Alonso. Mark Webber s'arrête dans le dernier tour pour chausser des pneus durs et perd sa troisième place au profit de Jenson Button. Massa termine cinquième ; suivent pour les points Rosberg, Schumacher, Sutil, di Resta et Kobayashi,,.
Red Bull Racing totalise 607 points et devance McLaren Racing (482 points), Ferrari (353 pts) et Mercedes (159 pts). Vettel possède 374 points et devance Jenson Button (255 points), Alonso (245 points) et Mark Webber (233 points).

### Grand Prix du Brésil
À l'extinction des feux, Sebastian Vettel, en pole position, s'engouffre en tête dans le premier virage devant son coéquipier Mark Webber, Jenson Button, Fernando Alonso et Lewis Hamilton qui perd donc une place au profit de son rival espagnol.
Au premier passage sur la ligne de départ, Vettel devance Webber, Button, Alonso, Hamilton, Felipe Massa, Nico Rosberg, Adrian Sutil, Bruno Senna, Paul di Resta, Michael Schumacher, Vitaly Petrov, Sébastien Buemi et Kamui Kobayashi. Sebastian Vettel creuse rapidement l'écart sur ses rivaux et, au cinquième passage, possède 3 secondes d'avance sur Webber, 6 s sur Button et Alonso et 7 s sur Hamilton.
Dans le neuvième tour, Michael Schumacher attaque Bruno Senna à l'extérieur du premier virage. Senna se rabat sur l'Allemand et casse son aileron avant sur le pneu arrière de Schumacher qui doit rentrer à son stand au ralenti, pneu crevé. Bruno Senna est alors pénalisé d’une drive-through qu'il effectue peu après. Pendant ce temps, Alonso dépasse Button et occupe la troisième place de la course. Senna change ses pneus au douzième tour, Petrov au suivant, Sutil au quatorzième, Button au quinzième, Alonso, Hamilton, Rosberg, Barrichello au suivant, Vettel, di Resta, Maldonado, Kovalainen au dix-septième, Webber au dix-huitième. Au vingt-quatrième tour, lorsque tous les pilotes ont chaussé des gommes neuves, Vettel devance son coéquipier de 3 secondes, Alonso de 8 s, Button de 10 s, Hamilton à 13 s, Massa de 23 s ; suivent Sutil, Rosberg, Petrov et di Resta,,.
Vettel rencontre alors des soucis avec sa boîte de vitesses et son stand lui conseille d'éviter de rétrograder en seconde. Quelques minutes plus tard, Webber rattrape son coéquipier qui le laisse passer à l'entame du vingt-neuvième tour. Petrov change ses pneus dans le trentième tour, Button, Sutil au suivant, Kovalainen au trente-deuxième, Hamilton, Schumacher au trente-troisième, Barrichello au suivant, Alonso au trente-cinquième, Webber au trente-huitième, Vettel au suivant. Pendant cette deuxième vague de changement de pneumatiques, Lewis Hamilton doit abandonner à cause d’un problème de boîte de vitesses. À l'issue des passages par les stands, Webber est toujours en tête devant Vettel, Alonso, Button, Massa, Rosberg et Sutil. Button et Schumacher s'arrêtent pour la dernière fois dans le cinquante-deuxième tour, Alonso au cinquante-quatrième, Webber au cinquante-huitième, Vettel au suivant. Quelques minutes plus tard, Button dépasse Alonso pour le gain de la troisième place,,.
Mark Webber remporte donc sa première victoire de la saison et Sebastian Vettel permet à son écurie de signer un nouveau doublé cette saison. Jenson Button termine troisième de l’épreuve et devance Alonso, Massa, Sutil, Rosberg, di Resta, Kobayashi et Petrov,,.
Red Bull Racing termine le championnat avec 650 points et devance McLaren Racing (497 points), Ferrari (375 pts) et Mercedes (167 pts). Vettel, champion du monde, totalise 392 points et Jenson Button, avec 270 points, est vice-champion du monde. Grâce à sa victoire, Mark Webber décroche la troisième place du championnat du monde avec un point d'avance sur Fernando Alonso (258 points contre 257). Lewis Hamilton termine cinquième du championnat avec 227 points et Felipe Massa sixième avec 118 points.

## Classement saison 2011

### Pilotes
| Pos.     | Pilotes            | AUS  | MAL  | CHI  | TUR  | ESP  | MON  | CAN  | EUR | GBR  | ALL  | HUN  | BEL  | ITA  | SIN  | JAP  | KOR  | IND  | UAE  | BRA  | Points |
| -------- | ------------------ | ---- | ---- | ---- | ---- | ---- | ---- | ---- | --- | ---- | ---- | ---- | ---- | ---- | ---- | ---- | ---- | ---- | ---- | ---- | ------ |
| Champion | Sebastian Vettel   | 25   | 25   | 18   | 25   | 25   | 25   | 18   | 25  | 18   | 12   | 18   | 25   | 25   | 25   | 15   | 25   | 25   | Abd. | 18   | 392    |
| 2        | Jenson Button      | 8    | 18   | 12   | 8    | 15   | 15   | 25   | 8   | Abd. | Abd. | 25   | 15   | 18   | 18   | 25   | 12   | 18   | 15   | 15   | 270    |
| 3        | Mark Webber        | 10   | 12   | 15   | 18   | 12   | 12   | 15   | 15  | 15   | 15   | 10   | 18   | Abd. | 15   | 12   | 15   | 12   | 12   | 25   | 258    |
| 4        | Fernando Alonso    | 12   | 8    | 6    | 15   | 10   | 18   | Abd. | 18  | 25   | 18   | 15   | 12   | 15   | 12   | 18   | 10   | 15   | 18   | 12   | 257    |
| 5        | Lewis Hamilton     | 18   | 4    | 25   | 12   | 18   | 8    | Abd. | 12  | 12   | 25   | 12   | Abd. | 12   | 10   | 10   | 18   | 6    | 25   | Abd. | 227    |
| 6        | Felipe Massa       | 6    | 10   | 8    | 0    | Abd. | Abd. | 8    | 10  | 10   | 10   | 8    | 4    | 8    | 2    | 6    | 8    | Abd. | 10   | 10   | 118    |
| 7        | Nico Rosberg       | Abd. | 0    | 10   | 10   | 6    | 0    | 0    | 6   | 8    | 6    | 2    | 8    | Abd. | 6    | 1    | 4    | 8    | 8    | 6    | 89     |
| 8        | Michael Schumacher | Abd. | 2    | 4    | 0    | 8    | Abd. | 12   | 0   | 2    | 4    | Abd. | 10   | 10   | Abd. | 8    | Abd. | 10   | 6    | 0    | 76     |
| 9        | Adrian Sutil       | 2    | 0    | 0    | 0    | 0    | 6    | Abd. | 2   | 0    | 8    | 0    | 6    | Abd. | 4    | 0    | 0    | 2    | 4    | 8    | 42     |
| 10       | Vitaly Petrov      | 15   | 0    | 2    | 4    | 0    | Abd. | 10   | 0   | 0    | 1    | 0    | 2    | Abd. | 0    | 2    | Abd. | 0    | 0    | 1    | 37     |
| 11       | Nick Heidfeld      | 0    | 15   | 0    | 6    | 4    | 4    | Abd. | 1   | 4    | Abd. | Abd. |      |      |      |      |      |      |      |      | 34     |
| 12       | Kamui Kobayashi    | Dsq. | 6    | 1    | 1    | 1    | 10   | 6    | 0   | Abd. | 2    | 0    | 0    | Abd. | 0    | 0    | 0    | Abd. | 1    | 2    | 30     |
| 13       | Paul di Resta      | 1    | 1    | 0    | Abd. | 0    | 0    | 0    | 0   | 0    | 0    | 6    | 0    | 4    | 8    | 0    | 1    | 0    | 2    | 4    | 27     |
| 14       | Jaime Alguersuari  | 0    | 0    | Abd. | 0    | 0    | Abd. | 4    | 4   | 1    | 0    | 1    | Abd. | 6    | Abd. | 0    | 6    | 4    | 0    | 0    | 26     |
| 15       | Sebastien Buemi    | 4    | 0    | 0    | 2    | 0    | 1    | 1    | 0   | Abd. | 0    | 4    | Abd. | 1    | 0    | Abd. | 2    | Abd. | Abd. | 0    | 15     |
| 16       | Sergio Pérez       | Dsq. | Abd. | 0    | 0    | 2    |      |      | 0   | 6    | 0    | 0    | Abd. | Abd. | 1    | 4    | 0    | 1    | 0    | 0    | 14     |
| 17       | Rubens Barrichello | Abd. | Abd. | 0    | 0    | 0    | 2    | 2    | 0   | 0    | Abd. | 0    | 0    | 0    | 0    | 0    | 0    | 0    | 0    | 0    | 4      |
| 18       | Bruno Senna        |      |      |      |      |      |      |      |     |      |      |      | 0    | 2    | 0    | 0    | 0    | 0    | 0    | 0    | 2      |
| 19       | Pastor Maldonado   | Abd. | Abd. | 0    | 0    | 0    | Abd. | Abd. | 0   | 0    | 0    | 0    | 1    | 0    | 0    | 0    | Abd. | Abd. | 0    | Abd. | 1      |
| 20       | Pedro de la Rosa   |      |      |      |      |      |      | 0    |     |      |      |      |      |      |      |      |      |      |      |      | 0      |
| 21       | Jarno Trulli       | 0    | Abd. | 0    | 0    | 0    | 0    | 0    | 0   | Abd. |      | Abd. | 0    | 0    | Abd. | 0    | 0    | 0    | 0    | 0    | 0      |
| 22       | Heikki Kovalainen  | Abd. | 0    | 0    | 0    | Abd. | 0    | Abd. | 0   | Abd. | 0    | Abd. | 0    | 0    | 0    | 0    | 0    | 0    | 0    | 0    | 0      |
| 23       | Vitantonio Liuzzi  | Nq.  | Abd. | 0    | 0    | Abd. | 0    | 0    | 0   | 0    | Abd. | 0    | 0    | Abd. | 0    | 0    | 0    |      | 0    | Abd. | 0      |
| 24       | Jérôme d'Ambrosio  | 0    | Abd. | 0    | 0    | 0    | 0    | 0    | 0   | 0    | 0    | 0    | 0    | Abd. | 0    | 0    | 0    | 0    | Abd. | 0    | 0      |
| 25       | Timo Glock         | Abd. | 0    | 0    | Np.  | 0    | Abd. | 0    | 0   | 0    | 0    | 0    | 0    | 0    | Abd. | 0    | 0    | Abd. | 0    | Abd. | 0      |
| 26       | Daniel Ricciardo   |      |      |      |      |      |      |      |     |      | 0    | 0    | Abd. | 0    | 0    | 0    | 0    | 0    | Abd. | 0    | 0      |
| 27       | Narain Karthikeyan | Nq.  | Abd. | 0    | 0    | 0    | 0    | 0    | 0   |      |      |      |      |      |      |      |      | 0    |      |      | 0      |
| 28       | Karun Chandhok     |      |      |      |      |      |      |      |     |      | 0    |      |      |      |      |      |      |      |      |      | 0      |

### Constructeurs
| Classement | Écurie               | Points |     |    |    |    |    |    |    |    |    |    |    |    |    |    |    |    |    |    |    |
| ---------- | -------------------- | ------ | --- | -- | -- | -- | -- | -- | -- | -- | -- | -- | -- | -- | -- | -- | -- | -- | -- | -- | -- |
| Champion   | Red Bull-Renault     | 650    | 35  | 37 | 33 | 43 | 37 | 37 | 33 | 40 | 33 | 27 | 28 | 43 | 25 | 40 | 27 | 40 | 37 | 12 | 43 |
| 2e         | McLaren-Mercedes     | 497    | 26  | 22 | 37 | 20 | 33 | 23 | 25 | 20 | 12 | 25 | 37 | 15 | 30 | 28 | 35 | 30 | 24 | 40 | 15 |
| 3e         | Ferrari              | 375    | 18  | 18 | 14 | 15 | 10 | 18 | 8  | 28 | 35 | 28 | 23 | 16 | 23 | 17 | 21 | 18 | 15 | 28 | 22 |
| 4e         | Mercedes             | 165    | -   | 2  | 14 | 10 | 14 | -  | 12 | 6  | 10 | 10 | 2  | 18 | 10 | 6  | 9  | 4  | 18 | 14 | 6  |
| 5e         | Renault              | 73     | 15  | 15 | 2  | 10 | 4  | 4  | 10 | 1  | 4  | 1  | -  | 2  | 2  | -  | 2  | -  | -  | -  | 1  |
| 6e         | Force India-Mercedes | 69     | 3   | 1  | -  | -  | -  | 6  | -  | 2  | -  | 8  | 6  | 6  | 4  | 12 | -  | 1  | 2  | 6  | 12 |
| 7e         | Sauber-Ferrari       | 44     | dsq | 6  | 1  | 1  | 3  | 10 | 6  | -  | 6  | 2  | -  | -  | -  | 1  | 4  | -  | 1  | 1  | 2  |
| 8e         | Toro Rosso-Ferrari   | 41     | 4   | -  | -  | 2  | -  | 1  | 5  | 4  | 1  | -  | 5  | -  | 7  | -  | -  | 8  | 4  | -  | -  |
| 9e         | Williams-Cosworth    | 5      | -   | -  | -  | -  | -  | 2  | 2  | -  | -  | -  | -  | 1  | -  | -  | -  | -  | -  | -  | -  |
| 10e        | Lotus-Renault        | 0      | -   | -  | -  | -  | -  | -  | -  | -  | -  | -  | -  | -  | -  | -  | -  | -  | -  | -  | -  |
| 11e        | HRT-Cosworth         | 0      | nq  | -  | -  | -  | -  | -  | -  | -  | -  | -  | -  | -  | -  | -  | -  | -  | -  | -  | -  |
| 12e        | Virgin-Cosworth      | 0      | -   | -  | -  | -  | -  | -  | -  | -  | -  | -  | -  | -  | -  | -  | -  | -  | -  | -  | -  |

## Statistiques

### Pilotes
| Pos. | Pilotes            | Constructeurs        | Départs | Arrivées | Arrivées dans les points | Victoires | Podiums | Pole positions | Meilleurs tours | Points |
| ---- | ------------------ | -------------------- | ------- | -------- | ------------------------ | --------- | ------- | -------------- | --------------- | ------ |
| 1    | Sebastian Vettel   | Red Bull-Renault     | 19      | 18       | 18                       | 11        | 17      | 15             | 3               | 392    |
| 2    | Jenson Button      | McLaren-Mercedes     | 19      | 17       | 17                       | 3         | 12      | 0              | 3               | 270    |
| 3    | Mark Webber        | Red Bull-Renault     | 19      | 18       | 18                       | 1         | 10      | 3              | 7               | 258    |
| 4    | Fernando Alonso    | Ferrari              | 19      | 18       | 18                       | 1         | 10      | 0              | 1               | 257    |
| 5    | Lewis Hamilton     | McLaren-Mercedes     | 19      | 16       | 16                       | 3         | 6       | 1              | 3               | 227    |
| 6    | Felipe Massa       | Ferrari              | 19      | 16       | 15                       | 0         | 0       | 0              | 2               | 118    |
| 7    | Nico Rosberg       | Mercedes             | 19      | 17       | 14                       | 0         | 0       | 0              | 0               | 89     |
| 8    | Michael Schumacher | Mercedes             | 19      | 14       | 11                       | 0         | 0       | 0              | 0               | 76     |
| 9    | Adrian Sutil       | Force India-Mercedes | 19      | 17       | 9                        | 0         | 0       | 0              | 0               | 42     |
| 10   | Vitaly Petrov      | Renault              | 19      | 16       | 8                        | 0         | 1       | 0              | 0               | 37     |
| 11   | Nick Heidfeld      | Renault              | 11      | 8        | 6                        | 0         | 1       | 0              | 0               | 34     |
| 12   | Kamui Kobayashi    | Sauber-Ferrari       | 19      | 15*      | 9                        | 0         | 0       | 0              | 0               | 30     |
| 13   | Paul di Resta      | Force India-Mercedes | 19      | 18       | 8                        | 0         | 0       | 0              | 0               | 27     |
| 14   | Jaime Alguersuari  | Toro Rosso-Ferrari   | 19      | 16       | 7                        | 0         | 0       | 0              | 0               | 26     |
| 15   | Sébastien Buemi    | Toro Rosso-Ferrari   | 19      | 14       | 7                        | 0         | 0       | 0              | 0               | 15     |
| 16   | Sergio Pérez       | Sauber-Ferrari       | 18      | 13*      | 5                        | 0         | 0       | 0              | 0               | 14     |
| 17   | Rubens Barrichello | Williams-Cosworth    | 19      | 16       | 2                        | 0         | 0       | 0              | 0               | 4      |
| 18   | Bruno Senna        | Renault              | 8       | 8        | 1                        | 0         | 0       | 0              | 0               | 2      |
| 19   | Pastor Maldonado   | Williams-Cosworth    | 19      | 13       | 1                        | 0         | 0       | 0              | 0               | 1      |
| 20   | Pedro de la Rosa   | Sauber-Ferrari       | 1       | 1        | 0                        | 0         | 0       | 0              | 0               | 0      |
| 21   | Jarno Trulli       | Lotus-Renault        | 18      | 14       | 0                        | 0         | 0       | 0              | 0               | 0      |
| 22   | Heikki Kovalainen  | Lotus-Renault        | 19      | 14       | 0                        | 0         | 0       | 0              | 0               | 0      |
| 23   | Vitantonio Liuzzi  | HRT-Cosworth         | 17      | 12       | 0                        | 0         | 0       | 0              | 0               | 0      |
| 24   | Jérôme d'Ambrosio  | Virgin-Cosworth      | 19      | 16       | 0                        | 0         | 0       | 0              | 0               | 0      |
| 25   | Timo Glock         | Virgin-Cosworth      | 18      | 14       | 0                        | 0         | 0       | 0              | 0               | 0      |
| 26   | Narain Karthikeyan | HRT-Cosworth         | 8       | 7        | 0                        | 0         | 0       | 0              | 0               | 0      |
| 27   | Daniel Ricciardo   | HRT-Cosworth         | 11      | 9        | 0                        | 0         | 0       | 0              | 0               | 0      |
| 28   | Karun Chandhok     | Lotus-Renault        | 1       | 1        | 0                        | 0         | 0       | 0              | 0               | 0      |

* Kobayashi et Pérez ont terminé un Grand Prix de plus mais ont été disqualifiés.

### Constructeurs
| Pos. | Constructeur | Châssis     | Moteur   | Départs | Arrivées | Arrivées dans les points | Victoires | Podiums | Pole positions | Meilleurs tours | Points |
| ---- | ------------ | ----------- | -------- | ------- | -------- | ------------------------ | --------- | ------- | -------------- | --------------- | ------ |
| 1    | Red Bull     | RB7         | Renault  | 38      | 36       | 36                       | 12        | 27      | 18             | 10              | 650    |
| 2    | McLaren      | MP4-26      | Mercedes | 38      | 33       | 33                       | 6         | 18      | 1              | 6               | 497    |
| 3    | Ferrari      | 150° Italia | Ferrari  | 38      | 34       | 33                       | 1         | 10      | 0              | 3               | 375    |
| 4    | Mercedes     | MGP W02     | Mercedes | 38      | 31       | 25                       | 0         | 0       | 0              | 0               | 165    |
| 5    | Renault      | R31         | Renault  | 38      | 32       | 15                       | 0         | 2       | 0              | 0               | 73     |
| 6    | Force India  | VJM04       | Mercedes | 38      | 35       | 17                       | 0         | 0       | 0              | 0               | 69     |
| 7    | Sauber       | C30         | Ferrari  | 37      | 29       | 14                       | 0         | 0       | 0              | 0               | 44     |
| 8    | Toro Rosso   | STR6        | Ferrari  | 38      | 30       | 14                       | 0         | 0       | 0              | 0               | 41     |
| 9    | Williams     | FW33        | Cosworth | 38      | 29       | 3                        | 0         | 0       | 0              | 0               | 5      |
| 10   | Lotus        | T128        | Renault  | 38      | 29       | 0                        | 0         | 0       | 0              | 0               | 0      |
| 11   | HRT          | F111        | Cosworth | 36      | 28       | 0                        | 0         | 0       | 0              | 0               | 0      |
| 12   | Virgin       | MVR-02      | Cosworth | 37      | 30       | 0                        | 0         | 0       | 0              | 0               | 0      |